# Storia del cristianesimo in età medievale

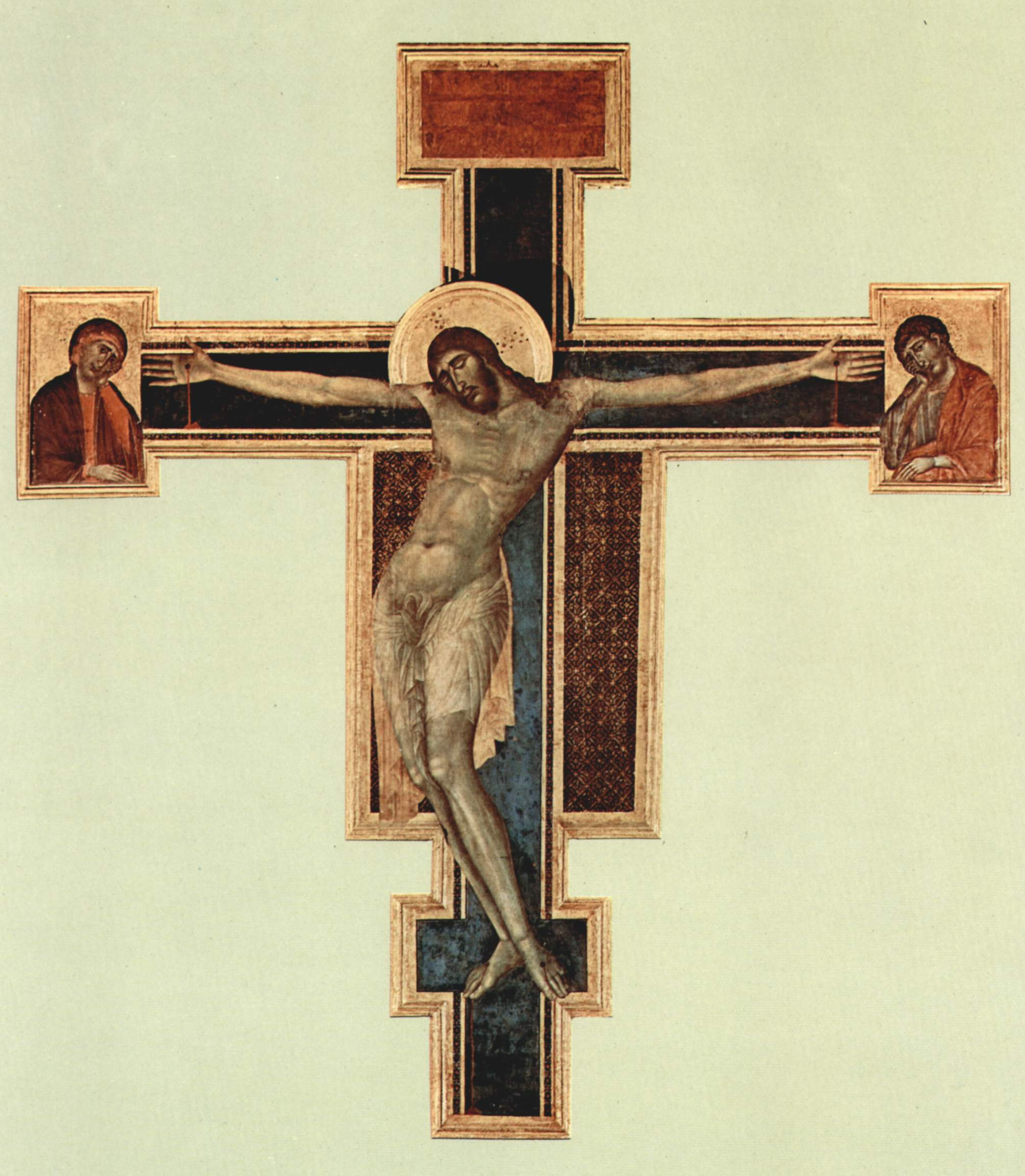
Crocifisso di Santa Croce (1272-1280), opera di Cimabue conservata presso il Museo di Santa Croce, Firenze

La storia del cristianesimo in età medievale tratta la storia del cristianesimo dalla caduta dell'impero romano d'Occidente, consuetudinariamente fissata nel 476 d.C. (termine dell'età antica), alla fine del medioevo che la storiografica tradizionale fissa nel 1492 con la presunta scoperta dell'America. Se, agli inizi dell'Alto medioevo, l'Occidente cristiano si trovò a fare i conti con i vari regni romano-barbarici spesso di fede ariana, la vita della comunità dei fedeli d'Oriente continuava ad essere contraddistinta da dispute teologiche che il concilio di Calcedonia del 451 non aveva di certo sopito ma, anzi, aggravato. La distanza politica tra Roma e Costantinopoli ebbe forti ripercussioni anche sulle rispettive Chiese, la cui frattura andò sempre di più ad ampliarsi; tra il 484 al 519 addirittura si verificò il cosiddetto scisma acaciano. Il regno dell'imperatore bizantino Giustiniano I fu caratterizzato da ulteriori gravi dispute teologiche, una delle quali dette origine allo "scisma tricapitolino". La conquista dell'Italia da parte dei Longobardi nel 568 mise in serio pericolo anche la diocesi di Roma, salvata dal provvidenziale intervento di papa Gregorio I.
Verso la fine dell'VIII secolo i papi chiamarono in loro aiuto i Franchi, già convertiti al cristianesimo cattolico con il battesimo di Clodoveo I, che si imposero come difensori della Chiesa ma accentuando l'allontanamento da Costantinopoli. Il regno di Carlo Magno è ricordato per una rinascita che riguarderà anche il cristianesimo che continuerà la sua espansione in Europa. La disgregazione dell'Impero carolingio creò dei vuoti di potere che a Roma resero il papato succube delle nobili famiglie romane con ripercussioni sulla moralità dell'intera comunità ecclesiastica, tanto che gli storici parlano di un Saeculum obscurum per riferirsi al periodo tra XI e X secolo. In Oriente invece, la fine del primo millennio coincise con un periodo di prosperità per il mondo ecclesiastico locale, il quale era riusciti a cristianizzare la Bulgaria e la Rus' di Kiev, dopo aver superato la difficile crisi iconoclasta iniziata a metà del VIII secolo.
L'XI secolo si aprì in Occidente con una profonda riforma della Chiesa, già iniziata il secolo precedente nel mondo monastico, volta a ripristinarne il prestigio combattendo simonia e nicolaismo. Dopo eventi anche drammatici, come la "lotta per le investiture", il papato uscì dalla riforma talmente rafforzato da assumere quella forma di monarchia assoluta che ancora oggi lo contraddistingue; il fenomeno delle crociate, iniziato da papa Urbano II nel 1095, è una dimostrazione del potere della Chiesa di Roma. L'XI secolo vide anche il formalizzarsi, nel 1054, del Grande Scisma tra cristianesimo d'Occidente e d'Oriente che ancora agli anni 2020 divide, rispettivamente, Chiesa cattolica e Chiesa ortodossa. Dopo che il papato ebbe raggiunto il suo massimo potere con il pontificato (1198-1216) di Innocenzo III, iniziò la parabola discendente che lo vide poco meno di un secolo più tardi subire l'umiliazione da parte del re di Francia Filippo il Bello. Il XIV secolo fu drammatico per la cristianità occidentale, trovatasi smarrita e divisa prima dal trasferimento della sede del papato ad Avignone nel 1309 e, successivamente, dal cosiddetto Grande Scisma d'Occidente, iniziato nel 1378. Ricomposto nel 1418, grazie al Concilio di Costanza, il papato ne uscì comunque fortemente indebolito, mentre le nascenti monarchie nazionali avevano dimostrato la loro predominanza sulla Chiesa.
Le sorti della Chiesa Ortodossa di Costantinopoli dopo il Mille seguirono quelle dell'Impero Bizantino, che andò verso un continuo declino, aggravato dalla momentanea conquista da parte degli occidentali nel 1204, e che culminerà con la caduta di Costantinopoli del 1453 per mano dei turchi ottomani guidati da Maometto II. La fine di quello che fu l'Impero Romano d'Oriente avrà ripercussioni su tutta la cristianità che si troverà ad affrontare una nuova età, quella moderna.

## Contesto storico

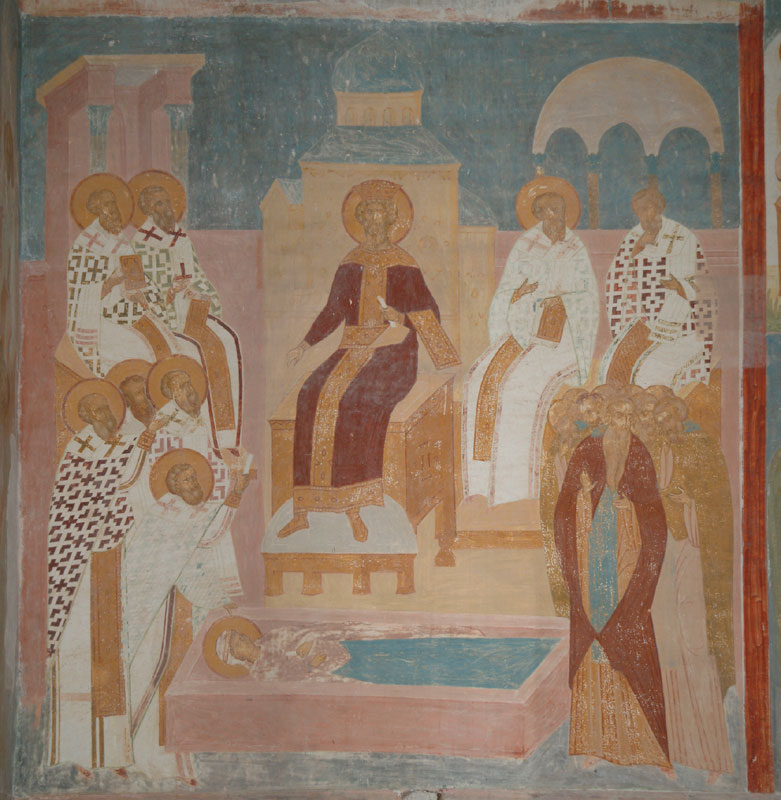
Il Concilio di Calcedonia fu fondamentale per la definizione della dottrina cristiana ma fu anche causa di fratture all'interno della Chiesa del tempo

Il concilio di Calcedonia del 451, il quarto concilio ecumenico riconosciuto, aveva segnato una pietra miliare nella storia del cristianesimo definendo, dopo anni di dispute, la natura di Cristo e stabilendo, nel contempo, la linea di confine tra ortodossia ed eresia. Tra le varie decisioni, nei suoi 30 canoni venne ribadito il simbolo niceno-costantinopolitano come professione di fede, l'identità di sostanza e di natura nelle tre persone della Trinità e l'attribuzione a Maria del titolo di "Madre di Dio" (Theotókos).
Tali conclusioni non furono, tuttavia, accettate da tutte le Chiese cristiane dell'epoca. La Chiesa egiziana, seguita da quella etiope, rimase legata al monofisismo, con una seguente spaccatura che darà origine alla Chiesa copta. Altre chiese orientali, in particolare quella di Siria, non riconobbero i canoni di Calcedonia e pertanto andarono a costituire le "chiese pre-calcedonesi", dette anche Chiese ortodosse orientali. Anche tra la Chiesa occidentale di Roma e quella orientale di Costantinopoli i rapporti andarono a raffreddarsi, benché il loro allontanamento non avvenne per questioni teologiche, ma soprattutto per motivi riguardanti il contesto storico. Le invasioni dei popoli germanici avevano oramai profondamente trasformato la società dell'Impero Romano d'Occidente, società in cui oramai non si parlava più greco, tanto che ai concili i legati del papa nemmeno riuscivano più a comprendere i vescovi orientali.
La forte personalità di Leone Magno, papa tra il 440 e il 461, aveva accresciuto la figura del vescovo di Roma, considerato il fedele custode della fede, concentrando su di lui l'autorità su tutta la Chiesa occidentale, un processo già iniziato oltre mezzo secolo prima sotto papa Damaso I (366-384). Inoltre, Leone, si era sempre più disinteressato della politica ecclesiastica orientale, allentando nel contempo i rapporti tradizionali con le altre grandi sedi patriarcali.
Quando nel 476 Odoacre depose l'imperatore d'Occidente Romolo Augusto, evento che tradizionalmente sancisce la caduta dell'Impero romano d'Occidente e l'inizio del Medioevo, la chiesa di Roma e quella orientale erano oramai di fatto indirizzate su due diverse strade, seppur ancora formalmente in comunione tra di loro.

## Il cristianesimo dal 476 al papato di Gregorio Magno (610)

### I regni barbarici e la loro conversione

Mosaico nella cupola del battistero degli Ariani a Ravenna, fatto erigere da Teodorico. Gran parte delle popolazioni germaniche che si installarono nei territori dell'ex Impero Romano d'Occidente erano cristiane di confessione ariana

Il periodo successivo alla deposizione di Romolo Augusto del 476 vide nei territori dell'ex Impero Romano d'Occidente l'instaurazione di nuovi regni, detti regni romano-germanici, ad opera di diverse popolazioni germaniche. Alcune di queste si erano già convertite al cristianesimo da diversi decenni ancorché nella forma dell'arianesimo, una dottrina cristologica elaborata dal presbitero Ario tra il III il IV secolo e che era giunto a loro in particolare grazie alla predicazione di Ulfila. Questo fu il caso, ad esempio, dei Vandali in Africa del Nord o dei Visigoti in Spagna e nel sud della Francia, e degli Ostrogoti in Italia.
In particolare, dopo aver invaso e saccheggiato la Hispania romana, la popolazione dei Vandali passò nella provincia romana dell'Africa, insediandosi lì definitivamente e iniziando una difficile coabitazione con Chiesa cattolica locale, la quale venne sottoposta a persecuzioni e a espropriazioni da cui mai si riprenderà. Più tollerante fu, invece, la politica dei Visigoti nei confronti della popolazione locale cattolica. Con il regno di Leovigildo (568-586) le cose cambiarono: animato dall'intenzione nazionalista di unificare l'Hispania sotto la bandiera dell'arianesimo, iniziò a perseguitare in vario modo la Chiesa cattolica. Il suo successore, Recaredo, adottò una politica opposta, convertendosi al cattolicesimo in occasione del Sinodo di Toledo del 589, sia pur mantenendo una certa indipendenza da Roma.

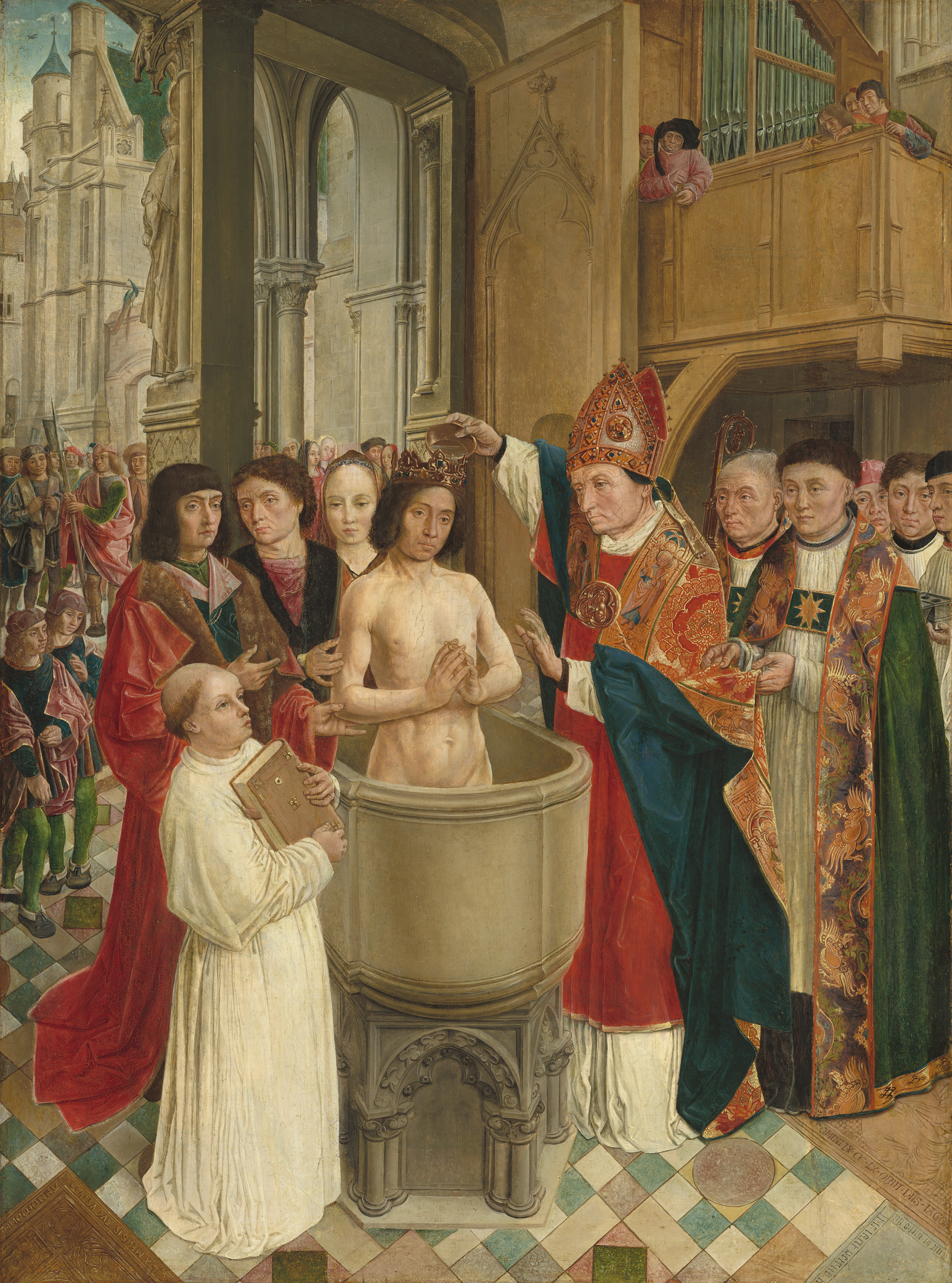
Battesimo di Clodoveo, Maestro Saint Gilles (1500 circa), National Gallery di Washington

Con la presa del potere da parte dei goti di Odoacre, nella penisola italiana la popolazione romana di fede cattolica e largamente maggioritaria si ritrovò a dover convivere, talvolta in modo conflittuale, con una classe dirigente ariana e di origine germanica, la quale un po' alla volta sostituì le antiche istituzioni imperiali. Il regno di Odoacre venne soppiantato nel 493 da quello degli ostrogoti di Teodorico il Grande il quale, pur perseguendo una sostanziale tolleranza verso la popolazione cattolica, si preoccupò di mantenere la propria identità nazionale, non facendo mischiare il proprio popolo con la popolazione locale romanizzata. La differenza di religione (ariani gli uni, cattolici gli altri) contribuì a tale scopo, con le due confessioni che avevano ognuna le proprie chiese e i propri vescovi.
Completamente diversa fu la situazione nel Nord della Gallia, dove la popolazione dei Franchi era ancora pagana. Sotto l'influenza di San Remigio, vescovo di Reims, il re dei Franchi Clodoveo si convertì (nel 486 o 506) al cristianesimo nella sua forma cattolica, contribuendo certamente al successo del regno franco contro le altre popolazioni barbare della Gallia. Nel 507, Clodoveo ottenne l'appoggio dell'aristocrazia gallo-romana per cacciare i Visigoti ariani dal Sud della Gallia e unificare così, sotto un unico regno, l'ex provincia romana. Nel 511, per la prima volta dopo la caduta dell'Impero Romano d'Occidente, Clodoveo, facendo sua una prerogativa propria degli Imperatori di Roma, convocò un concilio dei vescovi di Gallia.
In ogni caso, l'Occidente fu contraddistinto da continui scontri spesso violenti, da una decadenza delle antiche istituzioni romane e da una sostanziale instabilità. In un tale contesto emerse la figura del vescovo, una delle poche istituzioni presenti sul territorio, a cui spesso toccò farsi carico delle incombenze materiale di una popolazione impoverita e minacciata; talvolta, furono i vescovi a organizzare la difesa militare dagli invasori o a intavolare trattative diplomatiche. Nel contempo, pure il ruolo del pontefice romano crebbe di autorevolezza, non soltanto rafforzando il suo primato morale sulle altre sedi, ma anche di quello giurisdizionale; notevole contributo a ciò si deve alla raccolta di diritto canonico realizzata dal monaco Dionigi il Piccolo tra il V e il VI secolo, che influenzerà notevolmente i secoli successivi.

### Turbolenze alla fine del V secolo: lo scisma acaciano

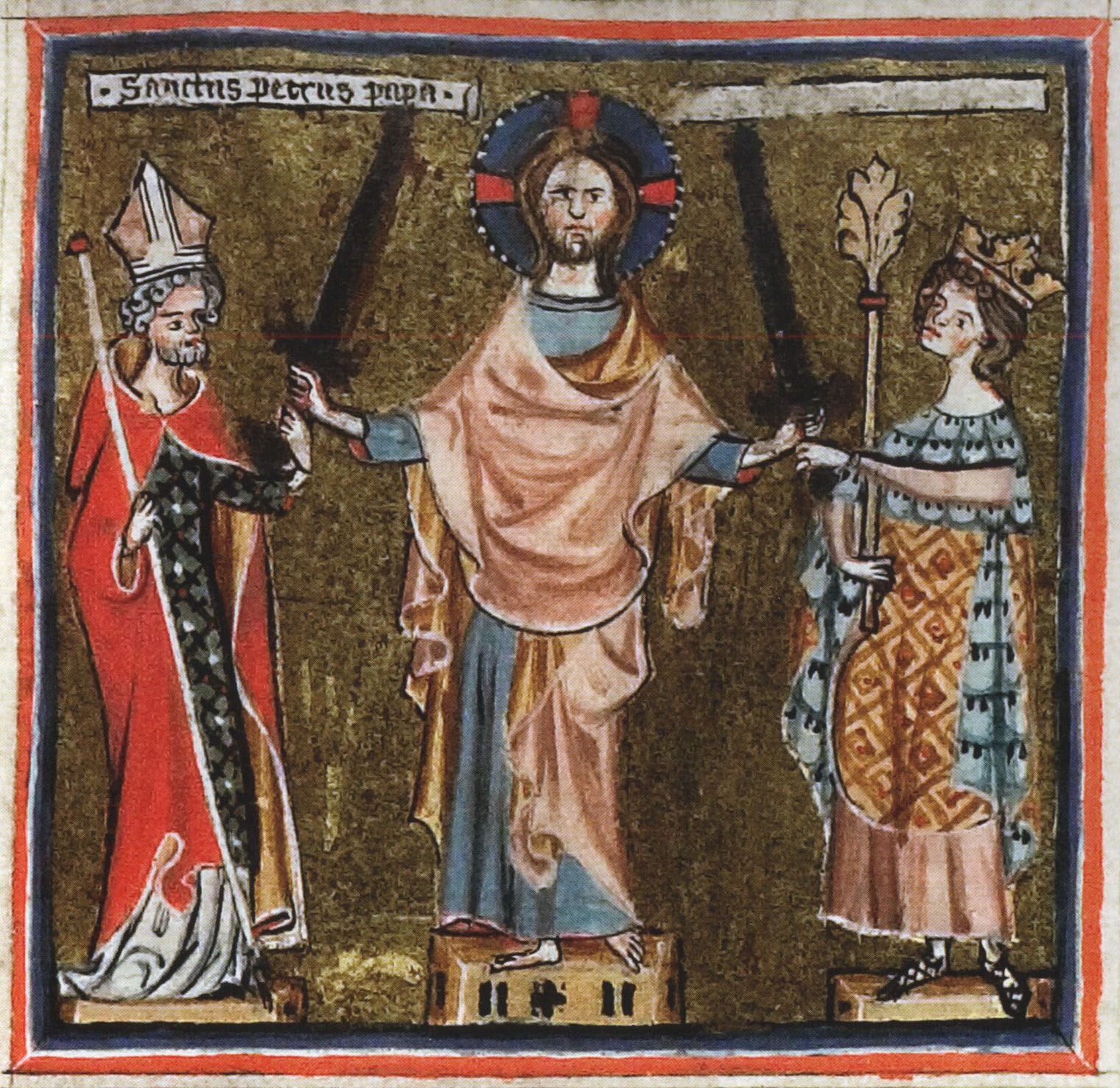
Papa Gelasio I fu uno dei primi papi ad occuparsi della questione della distinzione tra i ruoli di imperatore e papa, un aspetto che avrà un impatto significativo sul Medioevo. La miniatura, degli inizi del XVI secolo, rappresenta la "dottrina delle due spade" di Gelasio secondo al quale l'umanità è governata sia dall'autorità imperiale che da quella religiosa con giurisdizioni distinte per l'universale benessere materiale e spirituale

Sebbene il concilio di Calcedonia del 451 avesse definito con esattezza la natura di Cristo, le dispute in merito non cessarono e, anzi, contribuirono ad allontanare ulteriormente la Chiesa d'Oriente da quella di Roma. Nel 482 l'imperatore bizantino Zenone promulgò, dietro suggerimento del patriarca di Costantinopoli Acacio, l''Henotikon ("strumento di unione"). Con esso, gli autori intendevano porre fine alle controversie tra coloro che avevano sottoscritto i canoni di Calcedonia e i "monofisiti", ovvero le chiese dissidenti di Antiochia e Alessandria d'Egitto. Nonostante tali premesse, il documento venne rifiutato dai primi e, dopo una timida reazione da parte di papa Simplicio, il suo successore Felice III prese una netta posizione, inviando a Costantinopoli ambasciate e lettere, arrivando a scomunicare Acacio e a redarguire l'imperatore, in quanto non legittimato ad intervenire nelle questioni di fede. Così ebbe inizio uno scisma tra le due Chiese per la cui composizione dovettero passare 34 anni, dal 484 al 519.
La questione sulla giurisdizione imperiale su temi riguardanti la Chiesa fu uno degli aspetti più caratteristici del pontificato di papa Gelasio I, succeduto a Felice III nel 492, che teorizzò le sfere di competenze delle due massime autorità del mondo cristiano, argomento che rimarrà dibattuto per secoli. In una lettera all'imperatore Anastasio I Dicoro, asserì la necessità di cooperazione tra vescovi e impero, ma senza che vi fossero sovrapposizioni, arrivando a definire una netta separazione tra i due poteri. Il pontefice romano, inoltre, ribadì la supremazia della sede romana sulle altre diocesi e non dimenticò di difendere le conclusioni di Calcedonia come uniche formulazioni di fede della Cristianità. Le due parti sembrarono trovare un accordo grazie agli sforzi del successore di Gelasio, Anastasio II, tuttavia interrotti dalla morte di quest’ultimo avvenuta nel 498 a soli due anni dall'inizio del pontificato.
Nato in Oriente, lo scisma acaciano si consumò, tuttavia, principalmente in Occidente e in particolare nella diocesi di Roma. La situazione precipitò alla morte di papa Anastasio II quando due fazioni avverse, una filobizantina e una contraria a qualsiasi accordo con l'Impero, fecero eleggere quasi in simultanea due nuovi pontefici, rispettivamente Lorenzo e Simmaco, dando origine ad un ulteriore scisma che insanguinò le strade di Roma per diversi anni. Nella complessa situazione non poté esimersi ad intervenire il re degli ostrogoti Teodorico il Grande che a quel tempo controllava la penisola italiana dopo aver sconfitto Odoacre nel 493. Dopo aver convocato nel 499 a Ravenna i due papi, Teodorico decise a favore di Simmaco, giustificando tale scelta con il fatto che egli era stato eletto prima di Lorenzo e che tale elezione era stata ratificata dalla maggioranza del clero. Tuttavia gli storici ritengono che il re avesse preferito favorire la fazione contraria a Costantinopoli, di cui Simmaco faceva parte, nel timore che il partito imperiale potesse acquisire un eccessivo potere e quindi rappresentare una minaccia per il Regno ostrogoto.

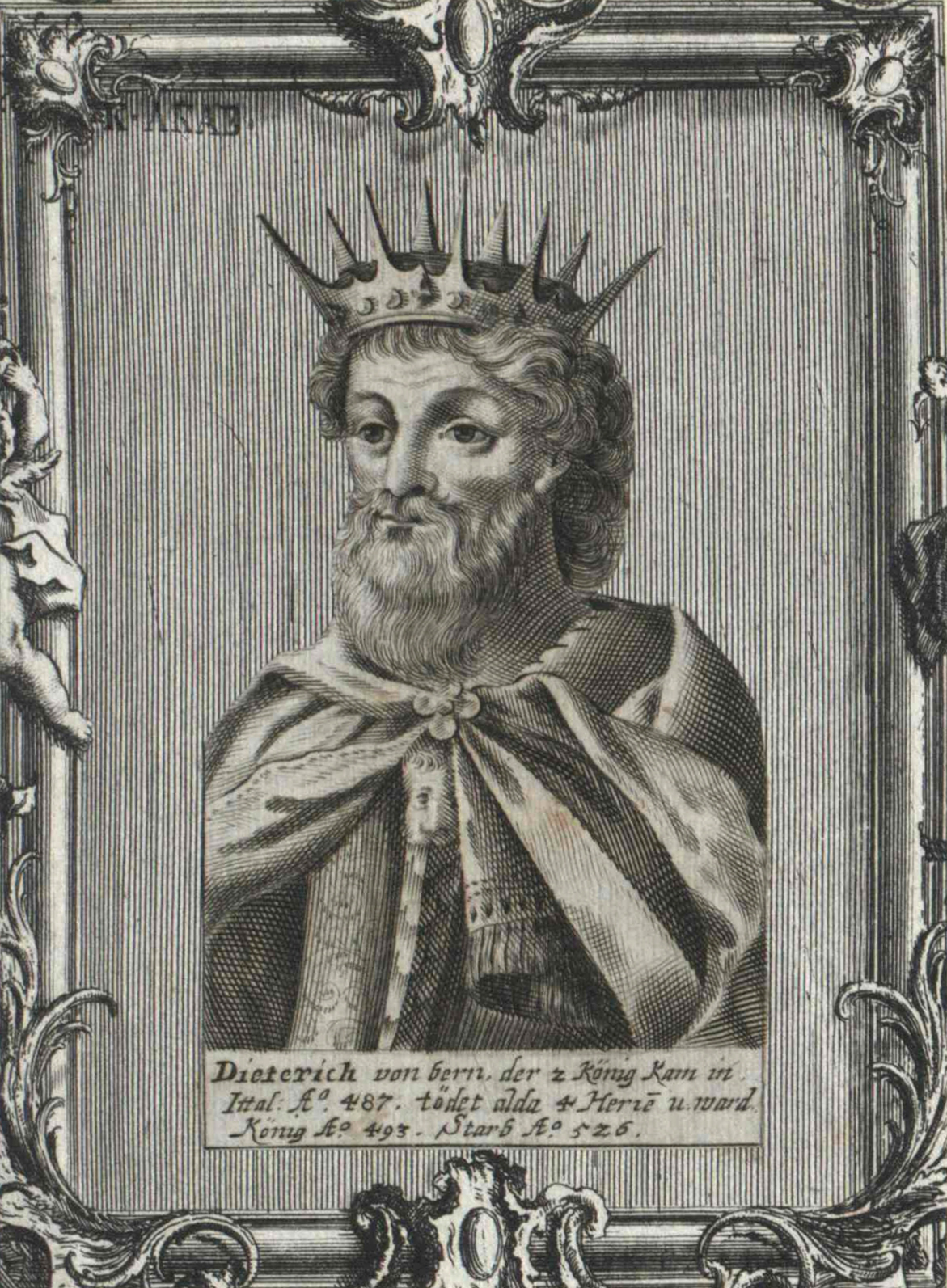
Teodorico il Grande svolse un ruolo fondamentale nello "scisma lorenziano" inserito nel più ampio contesto dello "scisma acaciano".

Forte della legittimazione ottenuta, Simmaco convocò a Roma un sinodo con cui venne stabilita una procedura da adottarsi nelle future elezioni papali, escludendo da questa l'ingerenza dei laici e del potere temporale. La situazione sembrò tornata alla tranquillità, tanto che lo stesso re Teodorico, si recò nel 500 a Roma mostrando, almeno secondo quanto racconta l'Anonimo Valesiano, grande rispetto per i cattolici (Teodorico era cristiano di confessione ariana) tanto da recarsi in visita alla tomba di Pietro «quasi fosse un devotissimo cattolico».
Ma lo scisma lorenziano, come sarà poi conosciuto, riprese vigore l'anno successivo quando papa Simmaco decise di celebrare la Pasqua il 25 marzo, secondo un antico calendario, entrando in aperto conflitto con la Chiesa di Costantinopoli. Questa volta Teodorico si mosse contro Simmaco, accusato dai suoi avversari di condotta immorale, che tuttavia si rifugiò in San Pietro costringendo il re a mettere a capo della diocesi di Roma un proprio commissario che impose le celebrazioni pasquali per il 22 aprile.

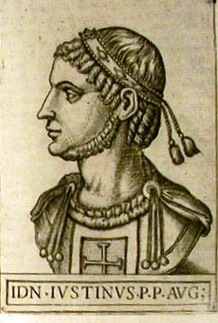
L'imperatore Giustino I fu un fervente sostenitore delle tesi di Calcedonia

Gli avvenimenti portarono alla convocazione di ulteriori due sinodi a Roma, nel 501 e nel 502, per decidere su chi spettasse la gestione dei beni ecclesiastici e giudicare sulle accuse mosse a Simmaco. Le decisioni ristabilirono la superiorità gerarchica del vescovo sul clero anche su questioni economiche e l'impossibilità di sottoporre il papa ad un giudizio di alcun tribunale. Al fine di dare una base storica alla ripristinata autorità dei vescovi e del pontefice, iniziò a circolare una serie di libelli in cui si tentava di dimostrare, con fatti inventati, che i papi del passato non fossero mai stati assoggettati a qualsiasi potere esterno; il più celebre di questi libelli fu il Constitutum Silvestri che sarà poi esso stesso la base della futura tesi della "donazione di Costantino". Gli scontri, tuttavia, non terminarono subito: il Liber pontificalis racconta di come Lorenzo fece il suo ritorno a Roma e di come si susseguirono le lotte, talvolta armate, tra le due fazioni. Lo scisma lorenziano verrà definitivamente ricomposto solo nel 506, solo quando Teodorico tornò a prendere le parti di Simmaco, in chiave anti-bizantina, reintegrandolo a pieno titolo nelle sue prerogative pontificali.
Lo scisma acaciano perdurò ancora per oltre un decennio. Papa Ormisda, precedentemente collaboratore di Simmaco e salito al soglio pontificio nel 514, intraprese una politica volta a trovare un accordo con l'Imperatore. I suoi sforzi ebbero successo nel 519, anche grazie all'impegno di Giustino I salito al trono di Bisanzio l'anno precedente, con cui concluse un accordo che accettava le decisioni teologiche prese a Calcedonia, ristabilendo la comunione tra Chiesa di Costantinopoli e Chiesa di Roma.

### L'epoca di Giustiniano: tra controversie eRestauratio Imperii

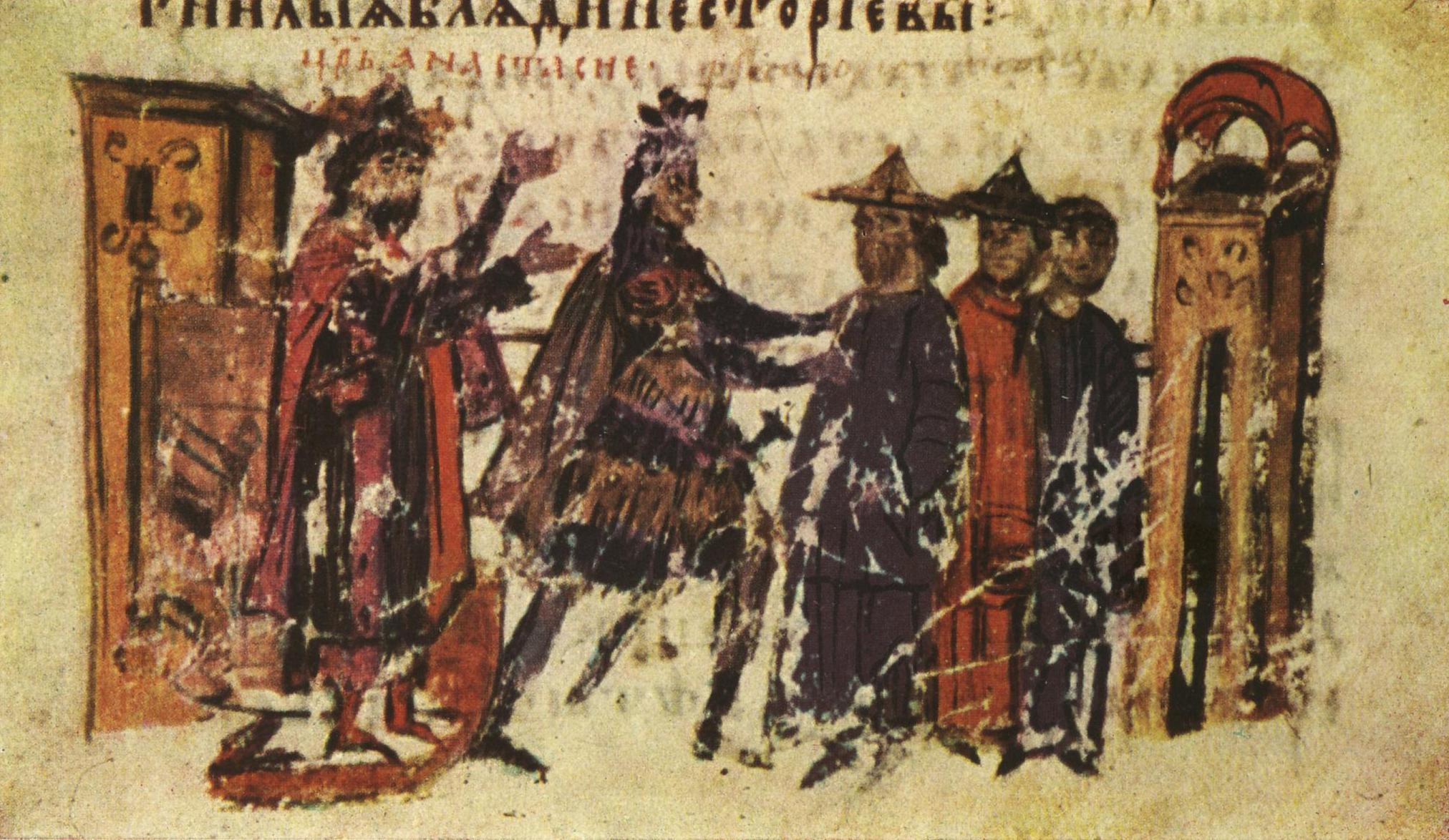
Le persecuzioni degli eretici promosse sotto il regno di Giustino e continuate con il nipote Giustiniano. Le vessazioni ai danni degli ariani contribuirono a rendere i rapporti con gli Ostrogoti d'Italia tanto tesi che sfoceranno in una sanguinosa guerra

Ricomposto da poco lo scisma acaciano, si presentò subito una nuova questione dottrinale che contribuì a incrinare nuovamente i rapporti tra Occidente e Oriente. L'influente nipote di Giustino, l'energico Giustiniano e sostanzialmente fautore della politica religiosa dell'impero, venne attratto dalla dottrina teopaschita sviluppata da alcuni monaci della Scizia nel 519. Essi avevano aggiunto ai dogmi di Calcedonia un'antica formula in cui si asseriva che «uno della Trinità ha sofferto nella carne» con l'intenzione, a loro parere, di proteggerli da ogni interpretazione nestoriana. Nonostante i monaci si fossero recati fino a Roma per ottenere l'approvazione di tale aggiunta, papa Ormisda, dopo un iniziale tentennamento dovuto anche ad una certa ambiguità tenuta da Giustiniano, la rifiutò come inopportuna, sebbene corretta, giacché ritenne che gli asserti del concilio del 451 non necessitavano di una simile aggiunta interpretativa. Pertanto, dopo le pressioni della corte di Costantinopoli che aveva deciso di abbandonare il sostegno alla proposta teopaschista, nel 520 Ormisda espulse i monaci da Roma, condannando la loro dottrina giudicata equivoca nei confronti del dogma della natura della Trinità.

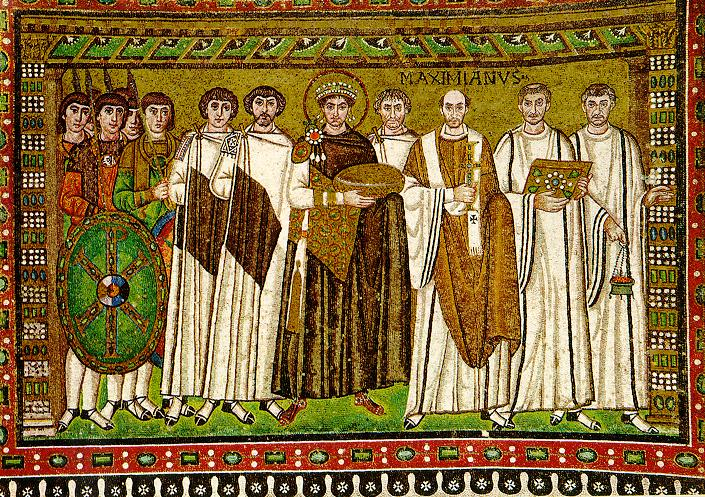
L'imperatore Giustiniano I con il suo seguito, mosaico della Basilica di San Vitale a Ravenna

Nel frattempo, Giustiniano intraprese una politica di persecuzione contro gli ariani, invero già iniziata dallo zio Giustino, scatenando le ire di Teodorico che, a titolo di risposta, fece distruggere alcune chiese cattoliche in Italia. Il re ostrogoto costrinse papa Giovanni I a recarsi a Costantinopoli per convincere l'imperatore a porre fine alle persecuzioni ma dopo che questi aveva fatto ritorno senza aver colto il successo sperato, lo fece far imprigionare e lasciato morire. I rapporti tra il regno ostrogoto d'Italia e Costantinopoli erano tesi come non mai e così nel 535 l'imperatore Giustiniano iniziò una campagna militare (che verrà conosciuta come "guerra gotica") mirante a riconquistare all'impero le province italiane e altre regioni limitrofe. Nel corso del sanguinoso conflitto, la popolazione dovette affrontare eccidi, saccheggi ed epidemie; la stessa Roma venne sottoposta a diversi assedi. Dopo quasi un ventennio di guerra i bizantini ne uscirono vincitori, portando a termine l'obiettivo di Giustiniano di restauratio imperii e ricollocando, tuttavia solo per un breve periodo, l'occidente cristiano sotto l'influenza di Costantinopoli. La Chiesa latina ne uscì profondamente sconvolta, sebbene il papato fosse riuscito ad aumentare la propria autorità sull'Urbe, dopo che i drammatici eventi avevano di fatto causato la scomparsa dell'antico senato romano.
Nel 553 Giustiniano continuò ad occuparsi di politica religiosa, convocando il Concilio di Costantinopoli II con l'obiettivo di raggiungere una posizione comune alle Chiese d'Oriente e d'Occidente riguardo al monofisismo, verso il quale l'imperatore mantenne sempre un atteggiamento ambiguo. Alla fine, tra le varie conclusioni, su istigazione del metropolita di Cesarea Teodoro Ascida vennero condannati tre scritti appartenenti a tre teologi del secolo precedente: Teodoro di Mopsuestia, Teodoreto di Cirro e Iba di Edessa; questi furono giudicati di tendenza nestoriana, poiché negavano valore al termine Theotókos e sembravano eccessivi nella difesa della duplice natura di Cristo. Dopo violente pressioni e un lungo sequestro anche papa Vigilio accettò di sottoscrivere tali decisioni. La cesura di questi testi, raccolti in tre "capitoli", scatenò la disapprovazione di molti vescovi dell'Italia Settentrionale, della Gallia e dell'Illiria, che si dichiararono non più in comunione con gli altri vescovi che avevano accettato la decisione imperiale. Lo "scisma tricapitolino" durerà quasi un secolo e mezzo, fino a circa il 689.

### Il pontificato di papa Gregorio Magno
La restaurazione dell'Impero ad occidente voluta da Giustiniano ebbe vita breve: nel 568 i Longobardi, guidati da Alboino, invasero gran parte dell'Italia piegando la debole resistenza bizantina. I saccheggi perpetrati dagli invasori provocarono la rovina di molte chiese e monasteri, mentre l'organizzazione diocesana fu sconvolta dalla fuga di vari vescovi; l'elezione nel 590 dell'energico papa Gregorio Magno fu provvidenziale perché vi fosse qualcuno in grado di riordinare la struttura ecclesiastica e, nel contempo, mediare tra Longobardi e Impero.
Gregorio, nato in una ricca famiglia e per lungo tempo legato pontificio a Costantinopoli dopo aver preso i voti, per prima cosa si occupò della sicurezza della popolazione di Roma dalla minaccia longobarda. Dapprima organizzò una difesa militare dell'Urbe e, successivamente, si accordò con re Agilulfo perché risparmiasse la città in cambio di un'ingente somma di denaro. Approfittò dell'opportunità offerta dalla fede cattolica della regina Teodolinda, vicina peraltro ai "tre capitoli", per intavolare con lei un dialogo su argomenti religiosi. Più nel dettaglio, il fine era quello di consolidare il rapporto diplomatico e così mantenere la pace nella penisola italiana. Sebbene certamente non grazie al papato, ma per la loro progressiva assimilazione nella cultura romana e cattolica, verso la seconda metà del VII secolo i longobardi finirono per convertirsi completamente al cattolicesimo.
Gregorio svolse un'instancabile azione diplomatica anche con i principali regni cristiani al di fuori dell'Italia, tessendo relazioni e mediando tra questi e l'Impero di Costantinopoli. Ottimi i rapporti che intrattenne con i Franchi, già da tempo cattolici, più complicati quelli con i Visigoti di Spagna che vedevano in Roma gli alleati dei Bizantini, contro cui avevano combattuto nella guerra gotica. Intensa fu altresì la sua opera di evangelizzazione della Britannia.

### Liturgia, spiritualità, dottrina

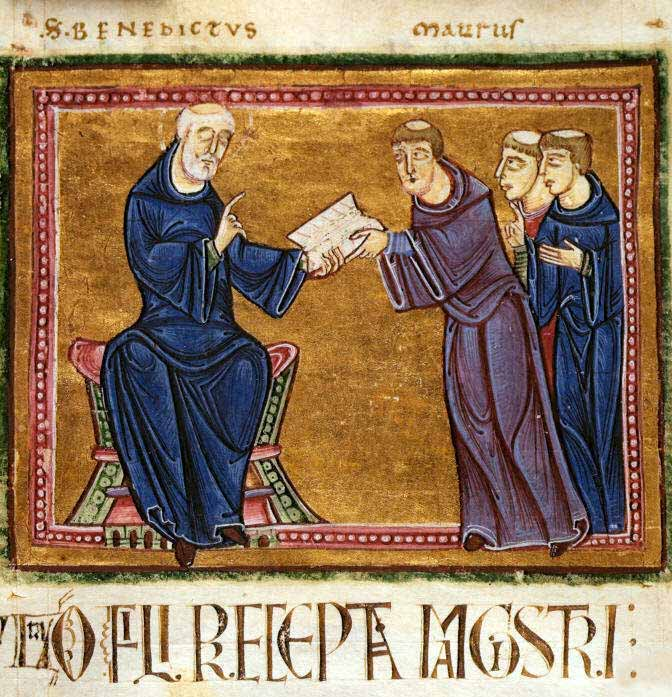
San Benedetto porge la regola benedettina a san Mauro e ad altri monaci; il monachesimo ebbe grande importanza nella spiritualità cristiana del primo Medioevo, 1129

L'arrivo delle popolazioni germaniche non ebbe particolari ripercussioni sull’organizzazione ecclesiastica occidentale, che rimase basata su diocesi rette da un vescovo. Gli aspetti più liturgici e dottrinali vennero tuttavia contaminati da una religiosità più primitiva, improntata su bisogni più tangibili, in cui si attribuiva grande importanza agli oggetti sacri e ad alcune entità come diavoli e angeli; andarono, di conseguenza, ad affermarsi pratiche quali l'esorcismo e la benedizione.
Se nell'antichità il battesimo era amministrato solo in età adulta e dopo una lunga preparazione, agli inizi del Medioevo mutò profondamente quando si iniziò a praticarlo agli infanti senza che vi fosse una loro consapevolezza, diventando una cerimonia puramente rituale, che comunque sanciva il dovere di fedeltà verso la Chiesa da parte del battezzando. Questo comportò la necessità di avere un rito preciso e minuziosamente uniforme, come ben ebbe modo di sottolineare anche papa Gregorio I. Tale esigenza trovò in parte soluzione nel IV Concilio di Toledo del 633 quando venne imposta la singola, e non triplice, immersione. Anche la penitenza subì un lungo processo che ne cambiò i connotati. Progressivamente andarono in disuso le pratiche di confessione e espiazione pubblica, soprattutto per i peccati considerati più lievi, a favore di una pratica svolta privatamente.
La celebrazione della messa divenne quotidiana e, sebbene il rito prevedesse la partecipazione dell'assemblea, questa divenne in occidente sempre più passiva, in quanto la lingua utilizzata rimase il latino, oramai pienamente comprensibile ad una sempre più ristretta fascia della popolazione. Il celebrante acquisì sempre di più il ruolo di mediatore della grazia e depositario di una ritualità che doveva apparire velata da una certa segretezza. Sembra che il sacramento dell'Eucaristia fosse amministrato di rado, solamente in occasione dei tempi più sacri, come in Quaresima. In ogni caso, almeno fino alla fine del VIII secolo, la liturgia adottata durante le celebrazioni, sebbene dovunque incentrata sul canone romano, fu caratterizzata da differenze locali. Dal VI secolo iniziò ad affermarsi la pratica della messa privata o votiva, spesso celebrata in ambiente monastico per rispondere a particolari intenzioni.
Il monachesimo divenne uno «stato» ecclesiale e sociale stimato e determinante, che svolse in maniera monopolistica molti compiti importanti per la vita pubblica. I monasteri funsero da struttura ecclesiale accanto alla parrocchia, diventando anche centri economici con esteso potere. Un grande esponente del monachesimo cristiano del primo medioevo fu Benedetto da Norcia autore di una regola che avrà nel tempo una grande fortuna.

## La Chiesa d'Occidente nell'Alto Medioevo (610-1054)

### L'evangelizzazione tra V e VIII secolo

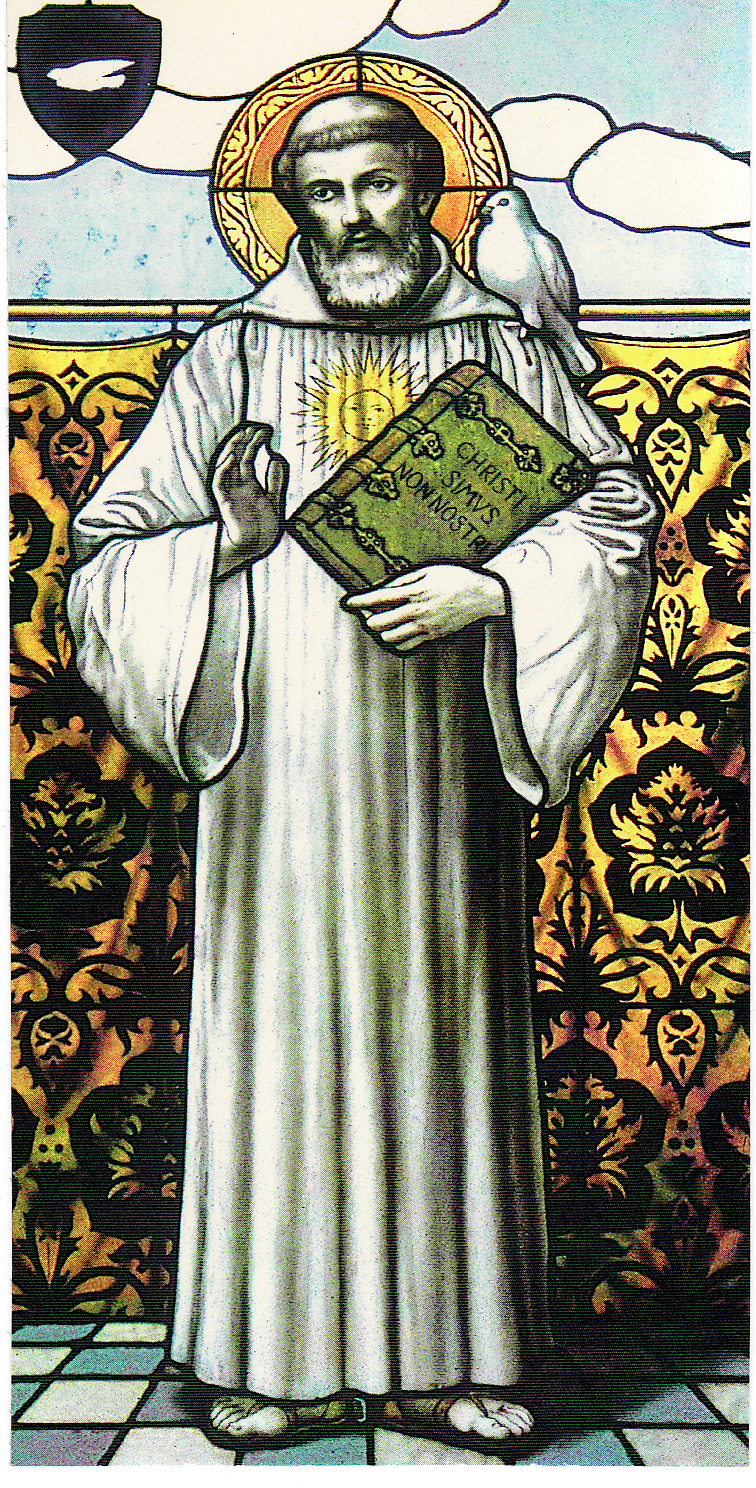
Raffigurazione di Colombano di Bobbio

A partire dalla fine del V secolo iniziò un lungo processo di evangelizzazione dei popoli pagani e ariani o semi-ariani di origine germanica che abitavano i territori del centro e nord Europa. Ciò avvenne inizialmente grazie all'impegno dei vescovi di antiche città romane e, in seguito, a chierici ed eremiti missionari, spesso di origine celtica (irlandese e scozzese) e anglosassone.
La Chiesa d'Irlanda era stata fondata, secondo la tradizione, nel corso del V secolo da san Patrizio, cristiano della Britannia romana sbarcato sull'isola come schiavo durante la sua gioventù. Il cristianesimo irlandese aveva assunto caratteristiche particolari; nel V secolo l'Irlanda era suddivisa in piccoli regni tribali, chiamati tuath, che pian piano si erano convertiti alla nuova religione. Mancando una struttura politica e civile centralizzata, la nuova Chiesa si sviluppò attorno ai monasteri e gli abati costituivano la vera autorità religiosa sul territorio. Inoltre, la lontananza da Roma, il fatto di non essere mai stata parte dell'Impero romano, portarono la chiesa irlandese a conservare tradizioni antiche non conosciute in altre chiese del continente e ad avere una diversa data del giorno di Pasqua. Dai monasteri irlandesi partirono monaci sacerdoti che fondarono monasteri chiese e cappelle in tutta Europa. Oltre la preghiera praticavano i lavori agricoli e si dedicavano allo studio e alla medicina, aiutando anche i poveri e diffondendo la cultura antica. L'abate irlandese Colombano di Bobbio, attivo nella Francia merovingia e nell'Italia settentrionale longobarda tra la fine del VI e gli inizi del VII secolo fu tra questi missionari irlandesi quello che lasciò la traccia maggiore con i suoi viaggi e le numerose fondazioni sue o dei suoi seguaci, tra cui quelle di Luxeuil, San Gallo e Bobbio. Altri importanti missionari irlandesi furono Disibodo d'Irlanda e Fridolino di Säckingen.
A partire dal V secolo, la Britannia, abbandonata dalle legioni romane, venne progressivamente invasa dalle tribù degli Angli e dei Sassoni, entrambe pagane, che spinsero le popolazioni locali, romanizzate e cristiane, verso ovest (Galles e Cornovaglia) o al di là del mare in Irlanda. Nel corso di questo periodo oscuro è difficile sapere in che misura il cristianesimo ha potuto sussistere nelle regioni occupate dagli invasori germanici. È soprattutto a partire dalla fine del VII secolo che i regni anglosassoni vennero evangelizzati in seguito alla missione di Agostino di Canterbury, mandato da papa Gregorio Magno, che convertì il re del Kent Etelberto (597) e fondò la diocesi di Canterbury. Nella stessa epoca i monaci irlandesi e scozzesi (iroscozzesi), a partire dal monastero di Lindisfarne, convertirono il re della Northumbria, Osvaldo (634). Gli altri regni anglosassoni aderirono al cristianesimo su spinta di questi due primi regni. In seguito ad alcune tensioni sorte tra i missionari iroscozzesi da una parte e romani dall'altra, al riguardo soprattutto della data della Pasqua, ebbe luogo nel 664 il sinodo di Whitby. In quell'occasione, la chiesa celtica iroscozzese si adeguò al rito e alle tradizioni romane.
Nel sud della Germania, gli Alemanni subirono l'influsso dell'attività missionaria di San Colombano e di San Gallo; nell'VIII secolo sorsero centri ecclesiastici in tutta la loro regione e la Lex Alemannorum della prima metà del secolo VIII presuppone una struttura e un ordinamento ecclesiastico diffuso. I Bavari furono cristianizzati completamente verso la fine del 700, e si affermarono come centri ecclesiastici importanti Ratisbona, Salisburgo, Frisinga e Passavia. Difficilissime si rivelarono la missione e la conversione dei Sassoni, dimostratisi ben presto gli unici concorrenti dei Franchi quale popolo germanico dominante. La lunga e sanguinosa lotta condotta contro di essi (guerre sassoni) da Carlo Magno portò al loro definitivo assoggettamento e alla conseguente forzata cristianizzazione.
L'evangelizzazione e la conversione delle tribù germaniche del nord (attuali Danesi, Norvegesi e Svedesi) avvenne piuttosto tardi. Iniziò solo verso la metà del IX secolo, con la conversione del re danese Harold I (nell'826) e si concluse nell'XII secolo con la conversione definitiva dei re svedesi.

### La Chiesa d'Occidente in epoca carolingia (757-888)

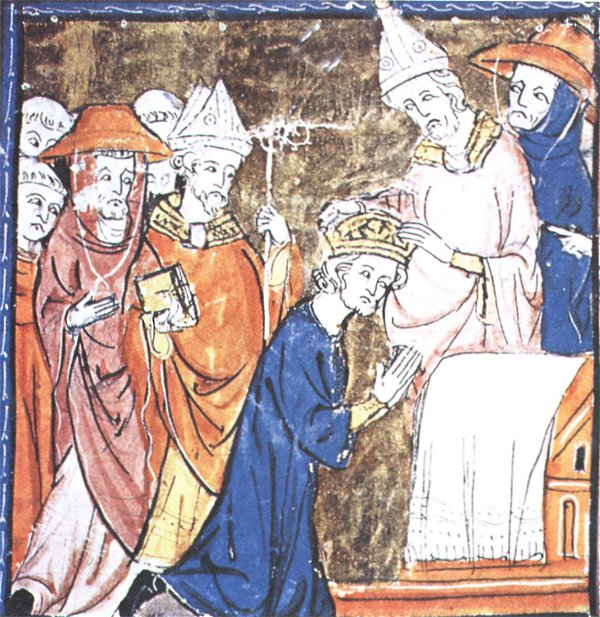
Carlo Magno incoronato imperatore da papa Leone III

A metà dell'VIII secolo, il papato, con l'obiettivo di trovare un difensore dalla costante minaccia dei Longobardi ed emanciparsi definitivamente da Costantinopoli, iniziò a intessere relazione con i carolingi, relazioni che si riveleranno vantaggiose per le due parti e cariche di conseguenze per la storia dell'Occidente europeo. Su richiesta di Pipino il Breve, tramite una lettera papa Zaccaria gli conferì il suo supporto morale affinché eliminasse la dinastia dei merovingi e si facesse consacrare re dei Franchi. Successivamente, su richiesta di papa Stefano II, Pipino, inviò due spedizioni militari in Italia (nel 754 e nel 756) contro i Longobardi che minacciavano Roma. In queste circostanze si affermò per la prima volta un'autorità politica del vescovo di Roma su un territorio, non ben precisato ancora nei suoi limiti, ma che si estende oltre l'ex capitale dell'Impero romano.
Quest'alleanza con la nuova dinastia dei Franchi divenne ancora più marcata con il figlio di Pipino, Carlo Magno, che sancì definitivamente i limiti del territorio di quello che sarà lo Stato Pontificio, e soprattutto estese la liturgia romana su tutti i territori del suo nuovo impero e sugli stati satelliti (eliminando in questo modo le peculiarità liturgiche locali). Durante il suo regno, Carlo, forte del suo ruolo di difensore della cristianità, promosse una serie di riforme della Chiesa inseritasi in un più ampio movimento di rinascita sociale e culturale. Con la collaborazione del cenacolo di intellettuali provenienti da ogni parte dell'impero, denominato Accademia Palatina, Carlo pretese di fissare i testi sacri e standardizzare la liturgia, imponendo gli usi liturgici romani, nonché di perseguire uno stile di scrittura che riprendesse la fluidità e l'esattezza lessicale e grammaticale del latino classico. Nell'Epistola de litteris colendis si prescrisse a preti e monaci di dedicarsi allo studio del latino, mentre con l'Admonitio Generalis del 789 fu ordinato ai sacerdoti di istruire ragazzi di nascita sia libera sia servile, e in ogni angolo del regno (e poi dell'Impero) sorsero delle scuole vicino alle chiese e alle abbazie. Sotto la direzione del teologo Alcuino di York vennero redatti i testi, preparati i programmi scolastici ed impartite le lezioni per tutti i chierici.
Complice la debolezza dei papi del tempo, Carlo ebbe modo di intervenire personalmente nelle questioni interne della Chiesa, sia politiche sia teologiche. Nel 799 il re franco convocò e presiedette ad Aquisgrana un concilio in cui Alcuino confutò le tesi del vescovo Felice di Urgell, il promotore dell'eresia adozionista che si stava di nuovo diffondendo; Felice ammise la sconfitta nella disputa, abiurò le sue tesi e fece atto di fede, con una lettera che indirizzò anche ai suoi fedeli. In tutto ciò il papa, a cui sarebbe spettata in prima persona la convocazione del concilio e la predisposizione dell'ordine del giorno, fu poco più che spettatore.
Nello stesso anno era scoppiata a Roma un'insurrezione contro papa Leone III, la cui elezione era stata contestata in quanto accusato di indegnità alla carica, in cui si arrivò ad attentare alla vita del pontefice. Il papa si recò allora a Paderborn in Vestfalia dove trovò l'aiuto del re dei Franchi. Dopo aver garantito a Leone un ritorno a Roma in sicurezza, Carlo, che era pur sempre investito del titolo di “Patricius Romanorum”, decise di scendere in Italia per calmare la situazione. Il re franco entrò in città il 24 novembre dell'800, accolto con uno sfarzoso cerimoniale e con grandi onori dalle autorità e dal popolo e il 1º dicembre, invocando il suo ruolo di protettore della Chiesa di Roma, aprì i lavori dell'assemblea che doveva pronunciarsi sulle accuse rivolte contro il papa. Basandosi su principi (erroneamente) attribuiti a papa Simmaco (inizio del VI secolo) il concilio sentenziò che il papa era la massima autorità in materia di morale cristiana, così come di fede, e che nessuno poteva giudicarlo se non Dio. Leone si dichiarò disposto a giurare la propria innocenza sul Vangelo, soluzione a cui l'assemblea, ben conoscendo la posizione di Carlo che si era schierato da tempo dalla parte del pontefice, si guardò bene dall'opporsi. Nel corso della messa di Natale del 25 dicembre 800, nella basilica di San Pietro, Carlo Magno fu da papa Leone III incoronato imperatore, titolo mai più usato in Occidente dopo la destituzione di Romolo Augusto nel 476. Questa mossa contribuì ad allontanare ancora di più l'Occidente dall'Oriente e gettò le basi per quello che poi sarà conosciuto come Sacro Romano Impero.
Anni più tardi, Carlo fu determinante in un'altra questione teologica, quella cosiddetta del "filioque". Nella formulazione del testo tradizionale del “Credo”, era usata la formula in base alla quale lo Spirito Santo discende dal Padre attraverso il Figlio e non, paritariamente, dal Padre e dal Figlio (in latino, appunto, "filioque") come veniva usata in Occidente. Il papa stesso, in ossequio alle deliberazioni dei concili che così avevano stabilito, riteneva valida la versione dell'ortodossia greca, ma volle ugualmente sottoporre la questione al parere di Carlo, il quale, nell'809, convocò ad Aquisgrana un concilio della Chiesa franca che ribadì la correttezza della formula contenente il "filioque", recitata anche durante la celebrazione della Messa. Leone III rifiutò di prenderne atto, e per circa due secoli la Chiesa romana utilizzò una formulazione diversa da quella delle altre Chiese latine occidentali, finché, verso l'anno 1000, non venne finalmente ritenuta corretta e accettata la versione stabilita dall'imperatore franco.
Sebbene le ingerenze di Carlo nella Chiesa fossero state notevoli, sotto la sua protezione il cristianesimo occidentale trascorse un periodo positivo, sia per quanto riguarda la stabilità che la crescita intellettuale e morale. Non ultimo, vi fu anche una notevole estensione come conseguenza delle vittorie militari colte da Carlo contro Avari e Sassoni e la conseguente cristianizzazione, perlopiù forzata, di queste tribù ancora pagane. Questo periodo di prosperità della Chiesa occidentale andrà in crisi con il declino dell'impero carolingio conseguente alla sua frammentazione che avverrà con i successori di Carlo.

### IlSaeculum obscurume le riforme monastiche dei secoli X e XI

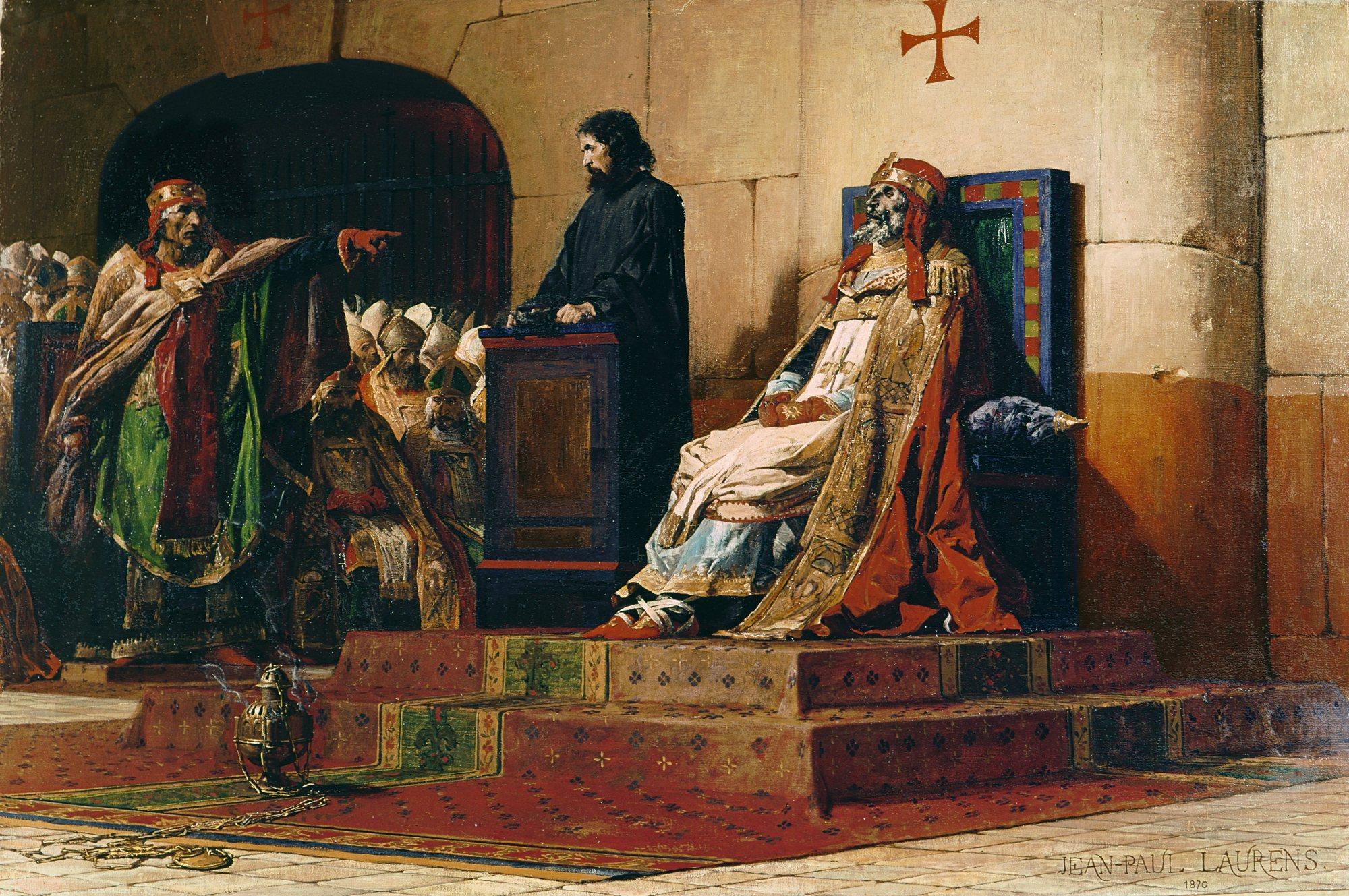
Rappresentazione del "sinodo del cadavere" uno degli episodi più tipici del Saeculum obscurum in cui si arrivò a processare post mortem papa Formoso su decisione del successore Stefano VI

Il relativo ordine raggiunto dalla cristianità occidentale con Carlo Magno andò in crisi con la frammentazione dell'impero, iniziata sotto il regno di suo figlio Ludovico il Pio a favore dei suoi eredi. Contestualmente all'indebolimento del potere centrale temporale, si assistette a una maggiore autonomia del papato, conseguita anche grazie alla Constitutio romana emanata nell'824 da Lotario I. Essa stabiliva, tra l'altro, che l'elezione del pontefice spettasse esclusivamente all'aristocrazia romana e all'alto clero. Ciò, tuttavia, dette inizio al cosiddetto Saeculum obscurum, il X secolo, così conosciuto perché considerato come il punto più basso toccato dal papato in tutta la sua storia; il papa perse il prestigio in tutta la cristianità e divenne un burattino nelle mani delle famiglie aristocratiche di Roma che si contendevano il potere. Tutto il secolo vide un rapido susseguirsi di successori alla cattedra di San Pietro con pontificati che spesso terminavano con assassini.
La crisi della cristianità non lambì soltanto Roma: l'insieme del mondo religioso occidentale era sottomesso al sistema feudale che considerava, in assenza di un autorevole potere centrale, i monasteri e le diocesi, i titoli di abate e vescovo come semplici titoli da assegnare esclusivamente su logiche di potere. Inoltre, l'abitudine di tollerare, in epoca post-carolingia, il clero concubinario comportò la pratica di trasmettere in eredità ai propri figli i beni della Chiesa come fossero di famiglia. La simonia (la compravendita di cariche ecclesiastiche) e il nicolaismo (concubinaggio del clero) erano consuetudini che minarono profondamente la moralità di tutta la cristianità occidentale del X secolo.

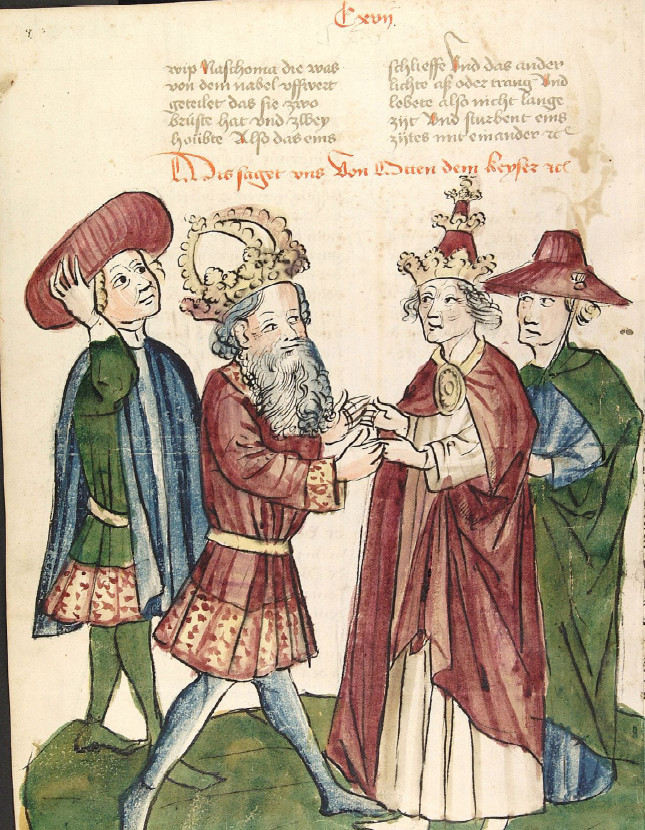
L'incontro di Ottone I e papa Giovanni XII

Quasi per compensazione alla crisi che stava attraversando la Chiesa europea, nel pieno del Saeculum obscurum, sorsero una serie di centri monastici che esercitarono una straordinaria autorità morale sulla cristianità. Il principale di essi fu presso l'Abbazia di Cluny; grazie a un atto fondativo che gli garantiva un'inedita autonomia dal potere centrale e a grandi personalità che servirono come abati, i monaci locali dettero vita ad una vera e propria "riforma cluniacense", espansasi velocemente con il coinvolgimento di moltissimi altri monasteri di tutta Europa. Altri centri di riforma e di moralità furono le abbazie di Gorze (vicino a Metz), Hirsau, San Vittore di Marsiglia, Sant'Emmeram di Ratisbona, San Massimino di Treviri.
Nel frattempo, con la salita al potere imperiale della dinastia ottoniana iniziò un nuovo processo di rafforzamento dell'autorità temporale e dei suoi rapporti con il papato. L'incoronazione di Ottone I nel 962 fu la prima in cui la partecipazione del pontefice, papa Giovanni XII, ebbe un valore costitutivo e non solo di una semplice benedizione; l'imperatore diveniva una figura sacra a cui spettava il governo e la protezione della cristianità con l'autorità di intervenire anche nell'elezione del successore di Pietro. L'apice venne raggiunto con Ottone III che con il suo ideale di Renovatio Imperii cercò creare un impero cristianizzato idealmente prosecutore di quello romano aiutato in questo dall'eminente papa Silvestro II. Con la precoce scomparsa di Ottone III, morto a soli 22 anni, e di quella di Silvestro, il papato tornò preda dei conflitti tra le famiglie romane fino a quando la situazione di smarrimento della cristianità sarà tanto grave da richiedere un deciso intervento dell’autorevole imperatore Enrico III di Franconia influenzato dai valori della riforma monastica.

### Religiosità nell'Alto Medioevo

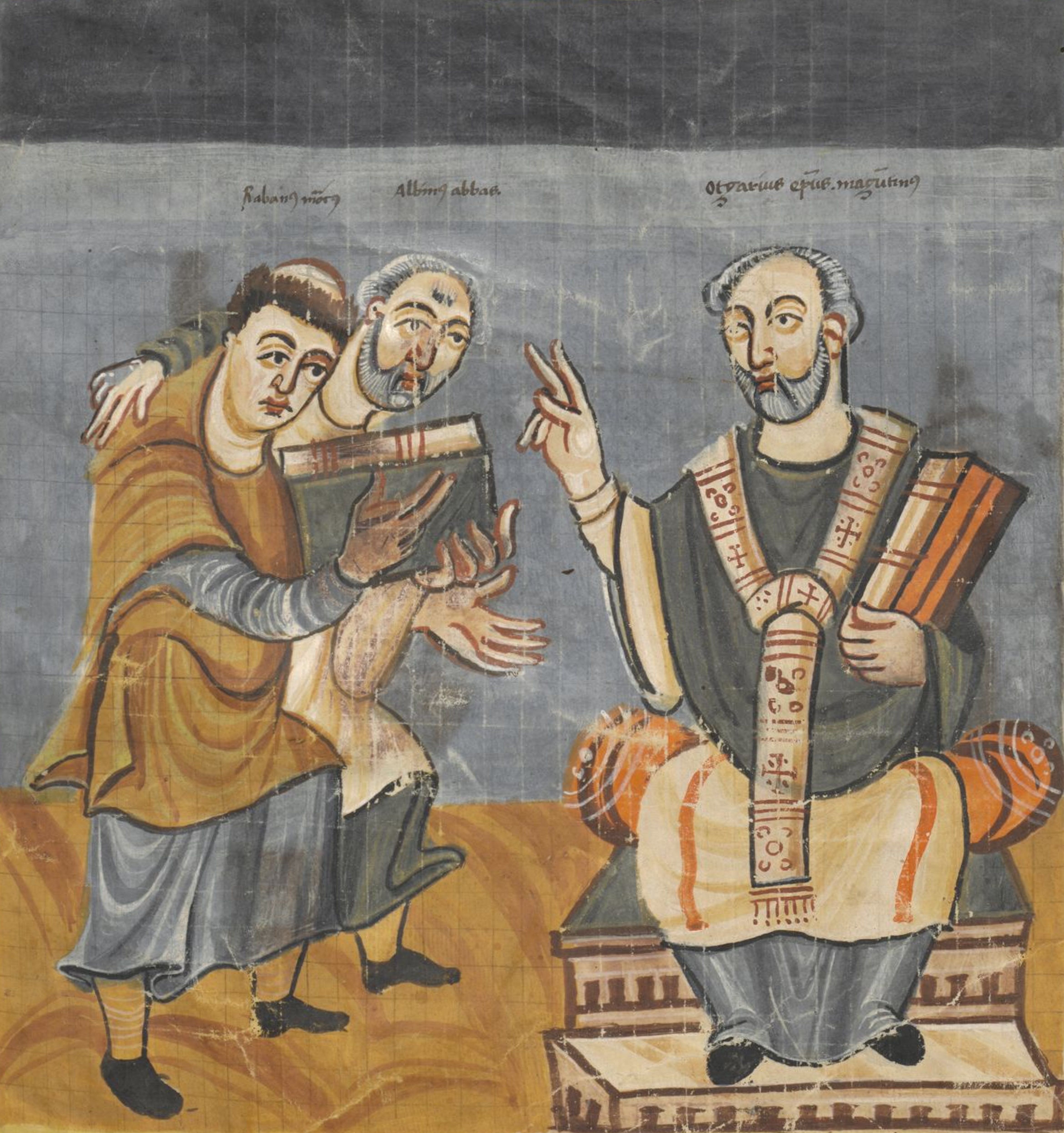
Rabano Mauro e Alcuino di York presentano un libro all'Arcivescovo di Magonza. Gli intellettuali della corte di Carlo Magno ebbero un ruolo importante per l'uniformazione della religiosità nell'occidente cristiano

Gli sconvolgimenti politici avvenuti lungo l'Alto Medioevo ebbero ripercussioni sostanziali sulla religiosità della società cristiana occidentale. La sostanzialmente semplice società alto medievale e il "largo bisogno dei fedeli di contare in modo sensibile con le forze superiori alla natura per ottenere conforto contro i mali della vita" portò all'affermazione di numerose pratiche e riti all'interno del cristianesimo occidentale, sebbene alcuni intellettuali chiedessero a più riprese il ritorno ad una maggiore spiritualità.
Essendo venuto meno, rispetto all'antichità, del consenso del battezzando nella celebrazione del battesimo, la correttezza del rito era ritenuta fondamentale per la sua validità; tuttavia, verso la fine dell'VIII secolo, papa Zaccaria lamentò che molti sacerdoti con scarsa preparazione culturale talvolta lo amministravano spesso con formule non corrette, generando il dubbio se fosse necessaria una ripetizione o meno. La situazione complicò con i battesimi forzati dei sassoni e degli avari, avvenuti spesso in maniera sbrigativa e con violenza, dopo le conquiste operate da Carlo Magno. Il letterato e teologo Alcuino di York fu una delle molte voci contrarie che si levarono contro tali pratiche, sostenendo la necessità che vi fosse la libertà di scelta sul battezzarsi o meno e che fosse necessaria una catechesi preliminare per chi si avvicinava alla religione cristiana. Nell'Alto Medioevo, l'acquasanta andò ad essere utilizzata sempre più frequentemente anche per la benedizione sia di persone che di cose, arrivando a comprendere anche gli ambienti domestici e le campagne. È attestata alla metà del IX secolo la pratica di aspergere l'assemblea dei credenti in chiesa e i locali dei monasteri a seguito di solenni processioni; nel 960 il vescovo Attone di Vercelli dovette chiedere ai fedeli di evitare il bagno nell'acqua santificata.
Per volere dello stesso Carlo Magno venne promosso un processo di unificazione, già iniziato all'epoca del padre Pipino il Breve, della liturgia della messa imponendolo a tutto il clero occidentale. Carlo si adoperò anche perché venisse migliorata la formazione del clero e incaricò a tal fine il monaco benedettino Alcuino di York di condurre una revisione della "Vulgata" (la bibbia tradotta in latino da San Girolamo nel IV secolo) per emendarla dagli errori. Il processo di standardizzazione della messa ebbe pienamente successo con il Pontificale Romano-Germanicum, redatto tra il 950 e il 962 nell'Abbazia di Sant'Albano presso Magonza.
Nella celebrazione eucaristica rimase comunque marcato il distacco tra celebrante e assemblea, accentuato anche da alcuni elementi architettonici come la pergula (che in oriente diverrà l'iconostasi), con il sacerdote che recita il canone romano a bassa voce e in latino mentre i fedeli partecipano passivamente. Questo contribuì a dividere sempre di più l mondo laico da quello consacrato, anche se per una più netta divisione si dovrà attendere dopo il mille.
Verso la fine dell'Alto Medioevo iniziò anche ad affermarsi il concetto della transustanziazione (anche se il termine verrà utilizzato solamente a partire dall'XI secolo), ovvero la trasformazione del pane e del vino nel corpo e nel sangue di Cristo. Sebbene già Sant'Ambrogio da Milano ne avesse parlato già nel IV secolo, fu il teologo Pascasio Radberto a scrivere il primo trattato in proposito verso la metà del IX secolo, scatenando il disaccordo con altri intellettuali coevi e una celebre disputa con Ratramno di Corbie, sostenitore di una presenza solamente simbolica. Sicuramente l'esigenza dei fedeli dell'epoca di avere elementi concreti di mediazione con la spiritualità ebbe un ruolo fondamentale affinché, dopo un seppur lungo processo, la tesi di Pascasio prevalse.
La pratica penitenziale andò sempre di più a perdere quella connotazione pubblica che l'aveva contraddistinta nell'antichità a favore di un fatto privato, un processo a cui contribuirono gli influssi provenienti dal cristianesimo celtico caratterizzato da una forte prevalenza dell'esperienza ascetica monastica. Inoltre, venne abbandonata l'irripetibilità del sacramento. Questo nuovo tipo di penitenza, chiamata penitenza tariffata, creò la necessità di prevedere per ogni colpa un'appropriata modalità di espiazione facendo sì che a partire dalla metà del VI secolo venissero redatti i primi libri penitenziali in cui per ogni peccato era prevista una penitenza dedicata con largo spazio all'elemento intenzionale. Durante il regno di Carlo Magno, tuttavia, iniziò una disputa tra coloro che avrebbero voluto tornare all'antica pratica della penitenza pubblica e coloro che preferivano quella privata; la soluzione di compromesso fu quella di prevedere che al peccato pubblico spettasse una penitenza pubblica e ad uno privato quella privata. Ma con la disgregazione dell'impero carolingio le penitenza pubblica e non reiterabile andò definitivamente in disuso e la penitenza tariffata divenne l'unica praticata. Agli inizi del XI secolo il vescovo Burcardo di Worms fu l'autore di un penitenziale, chiamato Corrector, che ebbe una grande diffusione e servì da base per i successivi.

### La letteratura cristiana e la civiltà dell'Alto Medioevo
In tutta l'Europa occidentale, nel corso dell'Alto Medioevo, vi era praticamente una sola lingua scritta, il latino. Da questo punto di vista, in un mondo in cui le comunicazioni erano estremamente lente e difficili, presentava una unità non paragonabile a quella delle epoche successive. Henri Pirenne ha osservato che fino all'invasione araba nel VII secolo il Magreb era, da un punto di vista culturale, fortemente congiunto all'Europa in una stretta unità. Lo stesso valeva per la provincia romana dell'Africa, che aveva dato alla chiesa uno dei suoi padri e punto di riferimento come Agostino d'Ippona, aveva continuato con i suoi concili a svolgere un ruolo importante.
Nel VII secolo in Spagna c'è Isidoro di Siviglia, arcivescovo di Siviglia considerato uno dei dottori della chiesa, con una molto vasta produzione di opere didascaliche, esegetiche didascaliche. Aveva profondamente influenzato anche il rito liturgico che da lui aveva preso il nome, chiamato poi Rito mozarabico e fiorito pure sotto la dominazione musulmana.
In Inghilterra la figura di riferimento è Beda il Venerabile, anch'egli dottore della chiesa e prolifico creatore d'opere. In Germania di poco posteriore è Rabano Mauro, arcivescovo di Magonza.

## L'Oriente cristiano nell'Alto Medioevo

### Chiesa bizantina e chiese ortodosse orientali
In Oriente, a Costantinopoli, la Chiesa bizantina, ancora formalmente in comunione con quella latina di Roma ma nella sostanza già su strade diverse da secoli, si trovava in una posizione di grande vicinanza con il potere imperiale laico. Nel loro impero, infatti, i fedeli vedevano l'immagine del regno celeste e nell'imperatore l'immagine del sovrano celeste. Egli era considerato il "luogotenente di Dio" e da quest'ultimo riceveva il suo potere. L'incoronazione all'interno di Santa Sofia a Costantinopoli ad opera del patriarca simboleggiava questa sanzione divina. La persona dell'imperatore possedeva un carattere sacro, in quanto egli era uguale agli Apostoli (isapostolos). Pur non facendo parte del clero, come i suoi membri poteva entrare nel Santo dei Santi, dietro l'iconostasi, e comunicarsi sotto le due specie. Spettava, infine, all'imperatore far rispettare le leggi ecclesiastiche, che in molti casi furono anche leggi civili. A lui spettava la convocazione dei concili e la scelta del Patriarca; non di rado, egli interveniva anche in questioni dogmatiche.

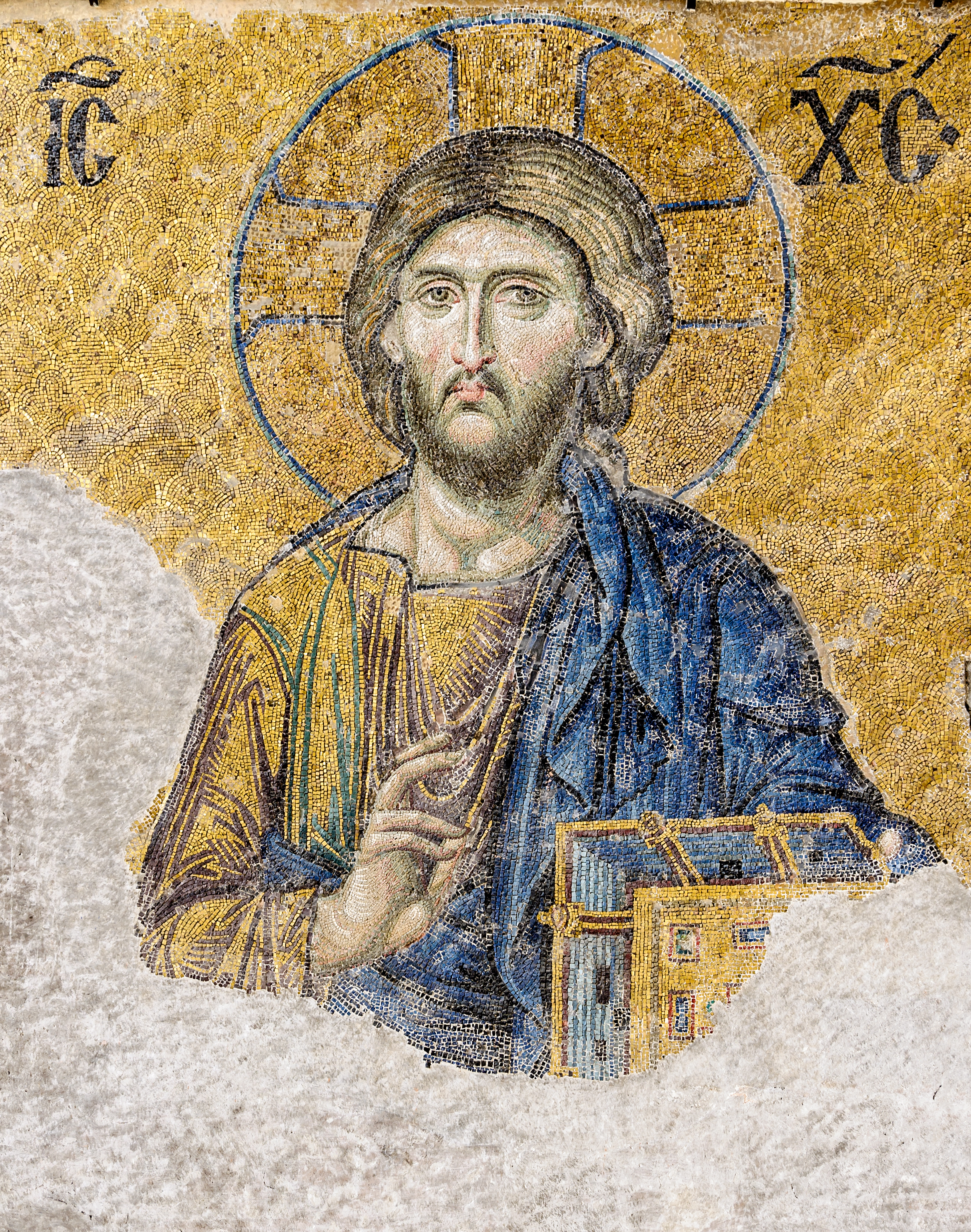
Cristo Pantocratore nella basilica di Santa Sofia, sede del Patriarca di Costantinopoli

Oltre alla Chiesa ortodossa bizantina, in Oriente vi erano alcune Chiese cristiane non più in comunione con Roma dopo il concilio di Calcedonia del 451, in quanto non ne avevano accolto alcune decisioni conciliari. D'altro canto, avevano ammesso quelle dei precedenti sinodi ecumenici, motivo per cui venivano dette Chiese precalcedonesi o chiese ortodosse orientali. Durante l'Alto Medioevo, molte di queste subirono gli effetti dell'espansione islamica, iniziata intorno al 632 (data della morte del profeta Maometto), che in breve tempo rese in alcune regioni il cristianesimo una religione minoritaria a vantaggio dell'Islam. Questo fu il caso, ad esempio, dell'Armenia, conquistata dal califfato omayyade nel 654. Tuttavia, si deve notare che i nuovi conquistatori permisero alla chiesa apostolica armena di sopravvivere, garantendogli un certo grado di autonomia e protezione a costo di una speciale tassa (Jizya), i cui fedeli divennero Dhimmi, ovvero sudditi non-musulmani di uno Stato governato dalla shari'a, la legge islamica. Tali concessioni, facente parte della tradizione islamica e dunque analoghe a quelle che si ebbero in tutti gli altri territori conquistati, vennero poi confermate anche sotto la successiva dinastia abbaside. Ad ogni modo, non mancarono alcuni tentativi di ribellione dei cristiani perpetrati fino all'861, quando il potere della dinastia dei Bagratidi venne riconosciuta dalla corte musulmana di Baghdad. Ciò inaugurò un periodo di prosperità che coinvolse anche la comunità cristiana, allora divenuta indipendente. Tutto ciò finì quando l'Armenia venne conquistata dai bizantini nel 1045, salvo poi tornare sotto la dominazione islamica a seguito della battaglia di Manzicerta del 1071. Analoga situazione si ebbe per la chiesa ortodossa siriaca o per la chiesa ortodossa copta d'Egitto che, dopo essere stata sotto il dominio bizantino e persiano per la prima metà del VII secolo, a partire dal 641 si trovò ad essere soggiogata all'Islam.

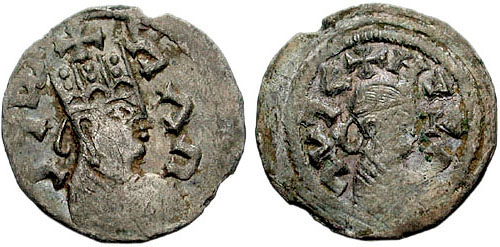
Monete raffiguranti il re etiope Kaleb di Axum

Stando agli scritti del mercante Cosma Indicopleuste, nel VI secolo l'Etiopia doveva essere ampiamente cristianizzata grazie alla Chiesa ortodossa locale. Negli stessi anni, il re etiope Kaleb di Axum iniziò una serie di campagne militari volte a espandere la fede cristiana nell'area del Corno d'Africa, del Sudan e del sud dell'Arabia. In particolare fu a capo di due spedizione di soccorso, rispettivamente condotte nel 523 e nel 525, contro il sovrano dell'Himyar (attuale Yemen) Dhu Nuwas, convertitosi al giudaismo, e aveva iniziato una dura persecuzione dei cristiani del posto. L'Alto Medioevo rappresentò un periodo di grande prosperità anche per la Chiesa ortodossa siriaca del Malankara dell'India meridionale, in grado di espandersi notevolmente grazie all'invio di moltissimi missionari i quali giunsero fino in Cina e in Mongolia.

### L'eresia di Sergio o monotelismo
Il concilio di Calcedonia del non era riuscito a porre fine alla diatriba tra diofisismo e monofisismo sebbene quest'ultima dottrina fosse stata condannata. Desideroso di mantenere l'unità religiosa all'interno dell'impero, l'imperatore Eraclio I, sul trono al 610, tentò di trovare una possibile conciliazione tra le due teorie cristologiche. In questo gli venne in aiuto il patriarca di Costantinopoli Sergio I che elaborò una nuova dottrina, nota come monotelismo, focalizzata non più tanto sulla unicità della "natura" di Cristo ma sull'unicità della sua "operatività" o "volontà". Tale teologia, considerata una forma del monoenergismo, inizialmente sembrò riscuotere l'approvazione da parte dei monofisiti, almeno quelli più moderati, compresi quelli della chiesa copta d'Egitto. Anche papa Onorio I si dichiarò disposto ad appoggiare la proposta di Sergio sebbene con lacune lievi modifiche per non sconfessare i risultati di Calcedonia. Constatato il sostegno diffuso, nel 638 Eraclio emanò un editto dogmatico, noto come Ekthesis, in cui imponeva in tutto l'Impero la dottrina della volontà unica di Cristo e proibiva ogni ulteriore discussione sul tema.
Ma ben presto gli effetti dell'editto si rivelarono opposti a quelli voluti. Infatti, se da una parte i monofisiti ritirarono l'iniziale appoggio senza nemmeno voler più considerare la dottrina di Sergio, dall'altra i diofisiti la considerarono troppo cedevole a favore dei primi. Nell'Impero iniziarono subbugli e scontri che dovettero essere repressi con la forza ma senza riuscire a garantire la sperata monoconfessionalità. Anzi, le chiese di Siria e Egitto finirono per allontanarsi da Costantinopoli, non solo sul piano religioso ma anche su quello politico favorendo la conquista islamica già in atto. Quindi, in ultima analisi, «la politica di pacificazione voluta da Eraclio e Sergio finì con un fallimento sia religioso che politico».  Nel 681, al III Concilio di Costantinopoli, il monotelismo e il monoenergismo vennero definitivamente condannati con la scomunica, anche post-mortem, di tutti i loro sostenitori, Sergio I e papa Onorio compresi.

### Crisi iconoclasta

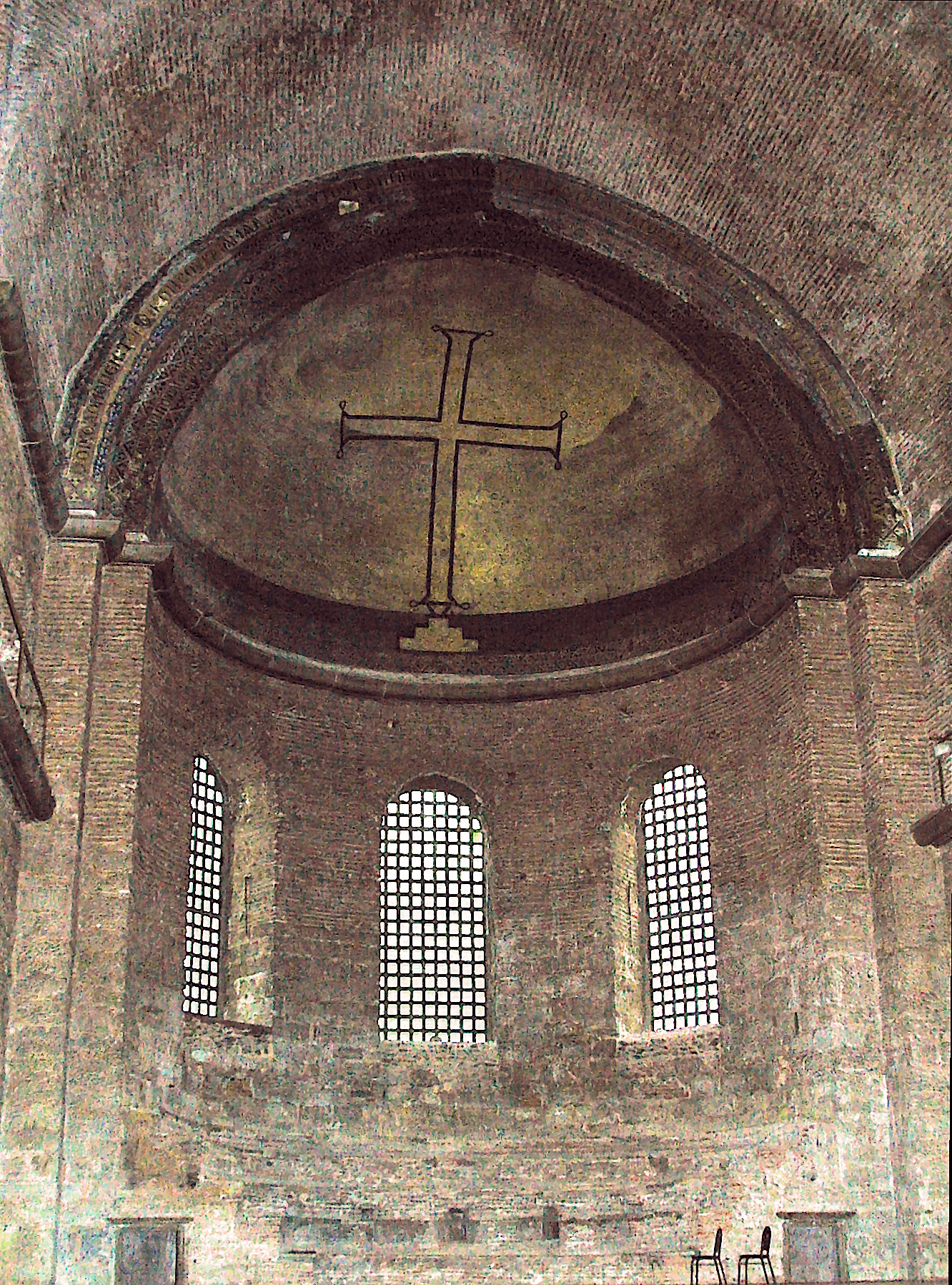
Segni dell'arte iconoclasta bizantina, nell'abside della chiesa di Santa Irene a Costantinopoli.

Nella chiesa bizantina, nel corso del VII secolo si sviluppò l'iconoclastia, ossia una reazione e un rifiuto del culto delle immagini (icone in greco) molto comune nella società cristiana del tempo e che si manifestava in diversi modi: dall'accensione di una lampada alla prosternazione davanti alle immagini, fino ad arrivare a considerarle sacre in sé stesse.
Le prime misure iconoclaste vennero prese nel 726 dall'imperatore Leone III Isaurico, che cominciò a pronunciarsi pubblicamente contro l'iconolatria e fece rimuovere dalla Porta della Chalke un'icona del Cristo. Dopo il fallimento delle negoziazioni volte ad assicurarsi l'appoggio del papa e del patriarca di Costantinopoli, nel 730 l'imperatore emanò un editto in cui si vietava l'iconografia in cui la divinità veniva si rappresentata in modo figurato e non simbolico, e, al rifiuto del patriarca di Costantinopoli Germano I di firmarlo, lo sostituì con l'iconoclasta Anastasio. Gli storici hanno avanzato diverse interpretazioni per spiegare tale scelta di Leone III, la quale sicuramente creò sgomento e smarrimento nei fedeli del tempo. Probabilmente l'imperatore fu mosso per motivi politici, ma non è da escludere anche una volontà di limitare l'improprio utilizzo delle icone oggetto di eccessive venerazioni da parte del popolo, una scelta la quale emulava il divieto assoluto sancito dall'Islam di rappresentare le divinità.
Fu però con il nuovo imperatore, Costantino V, che la dottrina iconoclasta diventò dottrina ufficiale dell'impero; da allora ebbe inizio una più dura persecuzione e una sistematica distruzione delle icone. I maggiori oppositori (gli iconoduli, favorevoli al culto delle immagini) risultarono i monaci, i quali a Costantinopoli aizzarono il popolo. Nel 754 Costantino convocò il Concilio di Hieria, durante cui vennero ufficializzate le teorie iconoclaste. Con l'imperatrice Irene si ebbe una reazione opposta: essa convocò, non senza difficoltà, nel 786 il concilio di Nicea II, considerato il settimo e ultimo concilio ecumenico riconosciuto da tutta la cristianità, con cui venne ristabilito il culto delle immagini, considerato come parte della tradizione dei Padri del cristianesimo.
Le successive sfortune militari contro l'impero bulgaro vennero interpretate come una punizione da parte di Dio verso gli imperatori idolatri. Così, nell'815 il nuovo imperatore Leone V l'Armeno ritornò all'iconoclastia, seppur con posizioni meno dure, dovendo però subire una dura reazione, condotta soprattutto da Teodoro lo Studita. Il dibattito fu vivace, in quanto i sostenitori delle icone non solo difendevano le loro posizioni, ma presentarono anche raffinate argomentazioni teologiche a loro sostegno. Il movimento iconoclasta si affievolì per terminare del tutto con la morte dell'imperatore Teofilo, avvenuta nell'842, a seguito della quale la vedova e reggente Teodora Armena ristabilì definitivamente il culto delle immagini a seguito del sinodo costantinopolitano tenutosi l'anno successivo.

### Scisma foziano
Una seconda crisi fra Occidente e Oriente scoppiò nel IX secolo, in occasione della deposizione da parte dell'imperatore Michele III del patriarca Ignazio I e della nomina come suo successore di Fozio, inizialmente non riconosciuto da Roma. Papa Niccolò I si sentì legittimato a intervenire in forza del suo primato, intimando l'imperatore di reintegrare Ignazio sulla cattedra di Costantinopoli. Fozio rispose convocando nel 867 un sinodo con cui scomunicò il papa dichiarandolo deposto, sancendo così uno scisma tra le due Chiese. La situazione venne aggravata da una disputa riguardante la Bulgaria che, cristianizzata nell'864 grazie all'intervento della Chiesa Greca, aveva ricevuto un rifiuto da parte del patriarca di Costantinopoli di fondare un patriarcato autocefalo e che, quindi, si era avvicinata a Roma dopo che il papa aveva colto l'occasione inviandovi missionari. Tuttavia, alla fine, la Chiesa bulgara rimase nell'orbita orientale. Lo scisma durò per circa due anni, venendo ricomposto nell'869 a seguito di un nuovo sinodo. Nonostante ciò, la frattura tra Roma e Costantinopoli appariva allargatasi ulteriormente.

### La conversione degli Slavi e della Rus' di Kiev

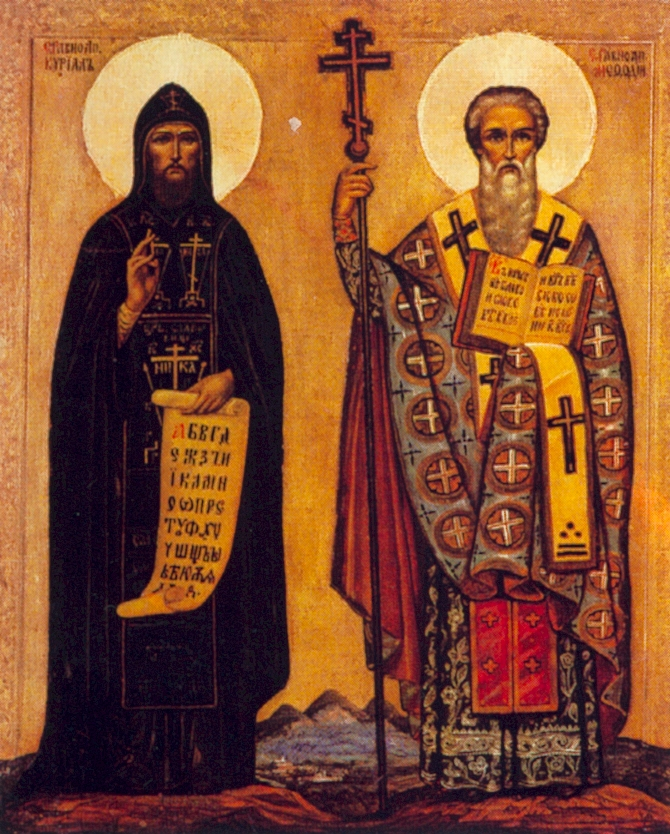
Cirillo e Metodio

Nel corso del VI secolo, la penisola balcanica finì invasa da tribù slave pagane. La conversione al cristianesimo di queste tribù si cristallizzò attraverso diverse tappe e fu accompagnata da frizioni con la Chiesa occidentale.
Nell'862 Rastislav, principe della Grande Moravia, chiese ai Bizantini di inviargli alcuni missionari per formare una chiesa locale. Il patriarca Fozio di Costantinopoli gli inviò due fratelli, tali Cirillo e Metodio, originari di Tessalonica e ottimi conoscenti del mondo slavo perché di ascendenza slava per via di madre. Fu durante tale missione che Cirillo mise a punto il primo alfabeto slavo, il glagolitico, da cui derivò il cirillico. Agli inizi, la loro predicazione venne accolta con successo e fu sostenuta anche dal papa di Roma; ben presto, tuttavia, si inimicarono i partigiani dell'uso delle tre lingue (che ammettevano il solo ricorso al greco, al latino e all'ebraico come lingue liturgiche), e soprattutto alcuni vescovi franchi, che temevano che la regione passasse dall'influenza politica germanica a quella bizantina. Dopo la morte dei due fratelli, i loro successori furono cacciati dalla Grande Moravia.
La conversione al cristianesimo dei Bulgari, popolo di origine uralo-altaiche dal Basso Volga dove esisteva una Grande Bulgaria (Onoghuria) dal 630 e nemici di lunga data dei Bizantini, ebbe luogo nello stesso periodo. Nell'866, il khan bulgaro Boris I (852-889) venne battezzato, e con lui tutto il suo popolo. Agli inizi la Bulgaria esitò tra schierarsi con Roma o con Costantinopoli, ma alla fine accettò usi, costumi e tradizioni liturgiche di Bisanzio. La stessa sorte toccò ad altre tribù slave, stanziatesi nell'attuale Serbia. Così avvenne che proprio nei Balcani iniziò a crearsi una nuova frontiera, la quale divise il mondo cristiano ortodosso orientale e il mondo cristiano cattolico occidentale.
Nel corso del X secolo il re di Polonia Miecislao I, quello di Ungheria Vajk, che col battesimo prese il nome di Stefano nel 1001 e sarà fatto santo Stefano, e Borivoj I di Boemia, sposo di santa Ludmilla e nonno di san Venceslao, aderirono al cristianesimo, portando con loro nella conversione tutti i rispettivi popoli. Queste comunità oscilleranno fra l'influenza occidentale (dell'Impero Franco e del Papato di Roma) e Costantinopoli.
Un altro avvenimento capitale fu rappresentato dalla conversione al cristianesimo della Rus' di Kiev. La principessa Ol'ga, moglie di Igor', principe di Kiev, si era già convertita intorno alla metà del X secolo, ma il suo battesimo fu confermato a Costantinopoli intorno al 945. Nel 989 suo nipote, il principe Vladimiro I di Kiev, preoccupato di rendere più solido il suo potere, negoziò con i Bizantini il suo battesimo, quello dei suoi popoli e un matrimonio diplomatico con la sorella dell'imperatore Basilio II, Anna. In tal modo, la Russia passò sotto l'influenza bizantina fino al crollo di Bisanzio nel XV secolo.

### Religiosità ed eresia nelle chiese orientali prima del Mille

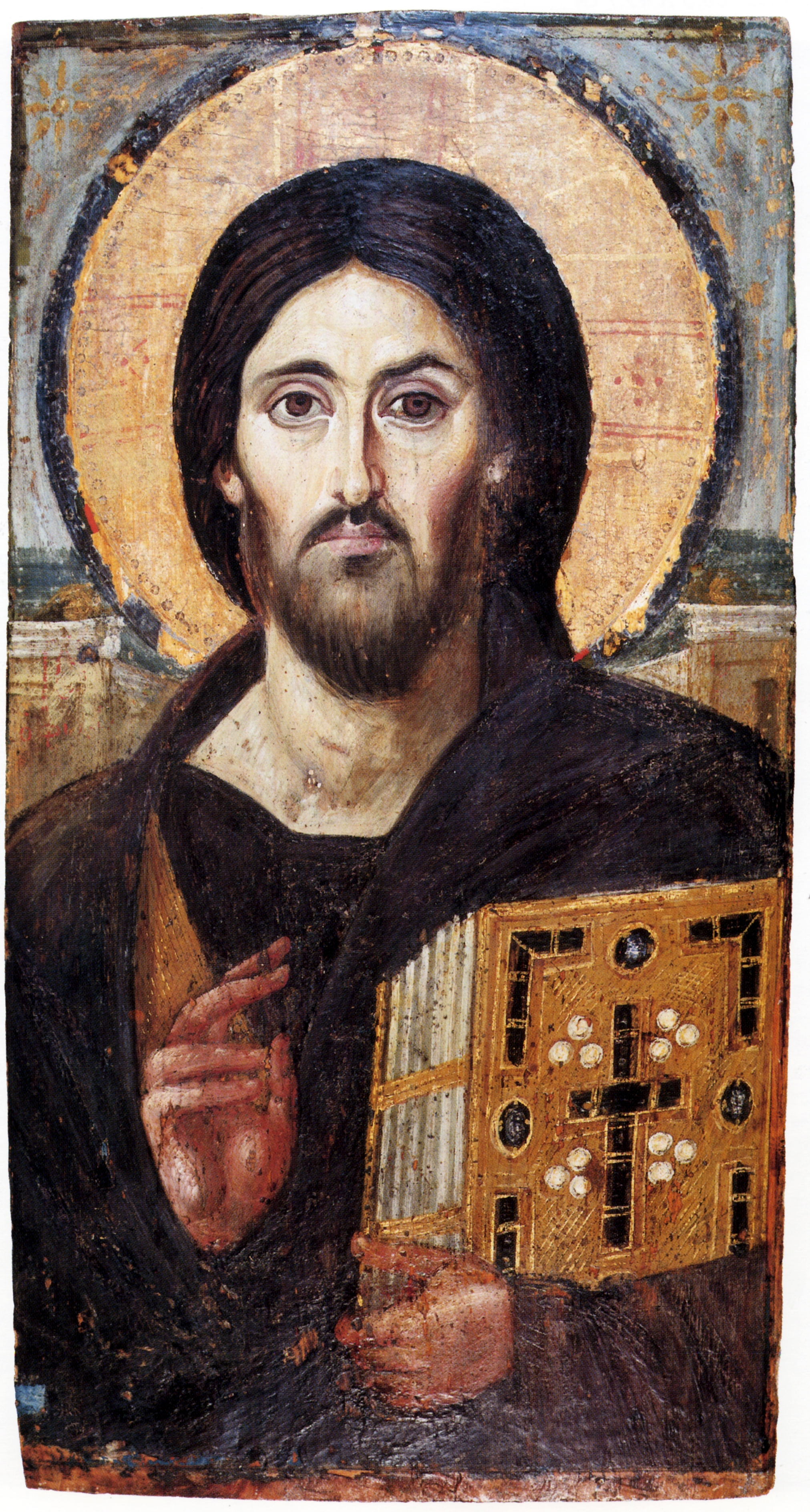
Icona bizantina del VI secolo, la più antica rappresentazione oggi esistente del "Cristo Pantocratore"

I vertici della Chiesa ortodossa avevano saputo nei secoli accrescere sostanzialmente il loro potere, ma, nel contempo, si erano sempre più compromessi negli affari temporali. L'alto clero appartenente alle grandi città costituiva oramai una classe sociale distinta dotata di privilegi e grandi ricchezze, ma lontana da quel minimo di ascetismo che la loro funzione religiosa gli avrebbe imposto; simonia, nepotismo, eccessiva mondanizzazione, avidità, erano aspetti ordinari propri del mondo ecclesiastico orientale. Il rifiuto di ciò spiegava il perché per il fedele bizantino l'ideale più alto di santità fosse rappresentato nell'ideale anacoretico o monastico. Tale era la considerazione di chi sceglieva di abbandonare la società e di vivere in solitudine e preghiera che si arrivò a vederli come dei santi viventi, a cui rivolgersi per consiglio o per aiuto. Ciò ebbe un notevole impatto sulla società da parte degli eremiti, arrivando a influire profondamente anche sulle scelte politiche, maggiore anche di quella del clero secolare, giudicato troppo lontano dall'ideale cristiano. L'universo monastico orientale, seppur travagliato anch'esso da contraddizioni e diatribe, arrivò all'apice della sua prosperità verso la seconda metà del X secolo, quando Atanasio l'Atonita si ritirò sul Monte Athos e fondò il primo di una serie di monasteri divenuti il centro del monachesimo ortodosso orientale, soppiantando quello sul monte Kyminas, in Bitinia, spogliato dalle incursioni arabe della fine del IX secolo.
Insieme all'ideale monastico, la religiosità dei fedeli orientali si incentrava anche nel culto delle icone (iconodulia), sfociando talvolta persino nella venerazione di esse, a cui fu attribuita un'aura benefica e doti soprannaturali. A una prima osservazione tali rappresentazioni appaiono di semplice fattura, ma in realtà sono spesso pregevoli opere di raffinata pittura le quali svolgevano il compito di rispondere ai bisogni di una popolazione smarrita dalle difficoltà del tempo. Le persone desideravano inoltre possedere oggetti tangibili che fungessero da collegamento tra il divino e il terrestre. Pertanto, non può sorprendere il disorientamento che deve aver suscitato nei fedeli il movimento iconoclasta iniziato nella prima metà del secolo VIII, che portò al divieto di produzione delle icone e alla distruzione di molte immagini esistenti. Ripristinato il culto delle icone oltre un secolo più tardi, le chiese tornarono a riempirsi di immagini sacre, tanto che si affermò nelle chiese la presenza dell'iconostasi, una parete divisoria decorata con icone che separa la navata dal presbiterio.
Tra le figure incorporali a cui il fedele ortodosso della fine del primo millennio attribuiva notevole importanza vi erano gli angeli, e, in particolare, l'arcangelo Gabriele durante i periodi in cui l'impero bizantino era impegnato in campagne militari. Nonostante i Padri della Chiesa del IV secolo avessero tentati di censurare tale culto, la funzione mediatrice con la divinità attribuita agli angeli suscitava una grande venerazione nella popolazione. Anche i demoni occupavano un posto privilegiato nella religiosità ortodossa: caratterizzati da una pluralità di manifestazioni e di forme, questi erano spesso il soggetto di opere letterarie, anche se venivano rappresentati iconograficamente più raramente rispetto a quanto accadeva in Occidente.
La liturgia adottata dalla Chiesa ortodossa era fastosa, ma priva di fervore religioso; la teologia appariva sempre più astratta e inaccessibile al popolo, sempre più relegato al ruolo di semplice "spettatore" della propria religione. In tale contesto non fu rara la diffusione di movimenti eterodossi considerati eretici, ma che erano una manifestazione più o meno esplicita di un profondo malcontento della popolazione dei fedeli. Gli interrogativi sull'origine e sulla presenza del male nel mondo che colpiva indistintamente peccatori e innocenti favorì alcune dottrine di stampo manicheo e gnostico. La Chiesa ortodossa, da parte sua, condannava le teorie dualiste affermando, nel contempo, l'esistenza di un unico principio positivo; in particolare, vennero fortemente contrastati i Messaliani caratterizzati anche da una connotazione eversiva, in quanto predicavano un ritorno al cristianesimo delle origini e criticavano le istituzioni religiose esistenti. Tra VII e IX secolo, in Oriente era diffusa la predicazione delle comunità pauliciane, di stampo manicheo, e successivamente di quelle bogomiliane, arrivate a estendersi fino a parte della penisola balcanica grazie alla presenza di comunità manichee. Anche queste predicavano un ritorno al cristianesimo dei primi secoli, il rifiuto di ogni istituzione o gerarchia in seno alla Chiesa, respingevano i sacramenti e il culto di icone, croce e reliquie oltre a criticare le ricchezze e i privilegi dell'alto clero ortodosso.

## Apogeo della società cristiana occidentale (1054-1274)

### La riforma della Chiesa dell'XI secolo e la lotta per le investiture

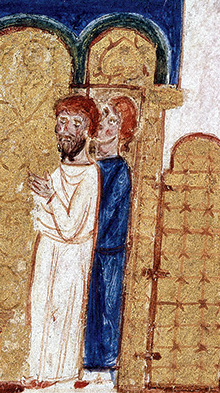
Umberto di Silva Candida, uno dei massimi fautori della riforma dell'XI secolo, disputa con il patriarca di Costantinopoli Michele Cerulario

In Occidente, dopo la decadenza del saeculum obscurum e sulla scia delle riforme monastiche, si sentì oramai la necessità di una riforma completa della Chiesa. Come all'epoca di Costantino, furono gli imperatori germanici a prendere in mano l'iniziativa, per dare avvio a quella che, in parte della storiografia, verrà chiamata Riforma gregoriana dal nome del papa più autorevole e deciso nella riforma, Gregorio VII. Più correttamente, gli storici parlano però di "riforma dell'XI secolo", sottolineando che il processo non riguardò solo il pontificato di Gregorio.
L'avvio del processo riformista si deve soprattutto all'imperatore Enrico III di Franconia e al suo intervento al concilio di Sutri del 1046, dove impose come nuovo pontefice Clemente II, vescovo di Bamberga e di spirito autenticamente riformatore. Grazie all'impegno dei successivi pontefici e ai grandi teologi che li affiancarono, come Pier Damiani e Umberto di Silva Candida, vennero contrastate duramente le diffuse pratiche immorali della simonia (compravendita di cariche ecclesiastiche) e il nicolaismo (il concubinato nel clero), accrescendo al contempo l'autorità e l'indipendenza dei vertici della Chiesa. Già il pontificato di papa Leone IX (1049-1059) vide una svolta decisiva nella storia del papato a favore del suo primato, spianando la strada al suo successore, papa Niccolò II, che nel 1059 emanò uno statuto che fu alla base della riforma, il Decretum in electione papae, con il quale si stabilì che l'elezione pontificia da allora si sarebbe svolta durante un sinodo dei cardinali, titolari di chiese di Roma e dintorni (sedi suburbicarie).

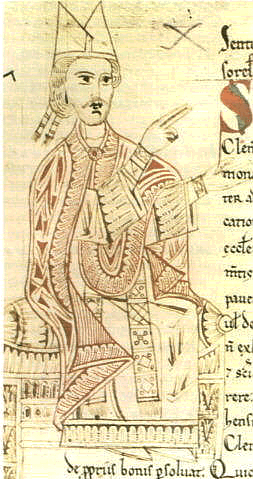
Miniatura dell'XI secolo raffigurante papa Gregorio VII

Il grande protagonista della riforma, Ildebrando di Soana, salito al soglio come Gregorio VII (1073), nel 1075 ribadì il divieto per i laici di investire gli ecclesiastici e, probabilmente nello stesso anno, formulò il Dictatus papae, ove affermò il principio del primato del papa di Roma e del potere spirituale sull'imperatore e sul potere temporale. Secondo Gregorio, spettava al papa, e non all'imperatore, nominare o deporre vescovi. Con queste affermazioni, mai così risolute fino ad allora, il papa entrò in conflitto con l'imperatore Enrico IV in quella che è chiamata la "lotta per le investiture". La disputa, che vedrà scomuniche e deposizioni, penitenze (celebre l'"umiliazione di Canossa") e ritrattazioni, si concluderà con i successori dei due contendenti, papa Callisto II e l'imperatore Enrico V, i quali nel 1122 con il concordato di Worms raggiunsero un compromesso: al papa sarebbe spettata l'investitura spirituale, mentre l'imperatore si riservava l'investitura temporale dei vescovi e degli abati. In ogni caso, dalla lotta il papato uscì trionfatore, confermato nel ruolo di capo della Chiesa con un'autorità considerata superiore persino a quella dell'imperatore.
Dalla riforma la Chiesa cattolica uscì profondamente trasformata, arrivando ad assumere un assetto, ancora oggi in parte esistente, basato sul centralismo amministrativo e giuridico con al vertice il vescovo di Roma. Da quel momento in avanti si assistette anche ad un «certo radicalizzarsi dell'intolleranza verso forme di dissenso religioso interne o esterne alla Chiesa romana». Nonostante questo modello verticistico, simile a quello monarchico tipico del potere laico, la Santa Sede non riuscì mai a imporre il suo dominium mundi come avrebbe auspicato. Tuttavia, è indubbio che riuscì a sottrarre al potere secolare l'autorità sulle questioni religiose e sulla sua organizzazione. Anche l'attuale organizzazione del clero cattolico, fondata sul celibato e su una netta separazione tra vita laica e consacrata, si deve alla riforma. Il profondo rinnovamento del clero fu una delle maggiori conquiste della riforma, che coinvolse sia i loro costumi che l'azione pastorale. Dalla fine dell'XI secolo i vescovi apparivano sempre più istruiti, sia in teologia sia nei fondamenti del diritto canonico, e tra di loro comparvero anche tenaci difensori delle libertà della Chiesa, di cui Tommaso Becket fu l'esempio più illustre. La lotta contro la simonia portò ad un'effettiva separazione tra universo temporale e spirituale, permettendo una graduale secolarizzazione del potere imperiale. È stato sottolineato che il successo così profondo e duraturo della riforma fu dovuto soprattutto al «sostegno che in più occasioni i fedeli diedero con la spinta verso una profonda rigenerazione religiosa e spirituale».

### Grande Scisma
Il rafforzamento dell'autorità del vescovo di Roma e la conferma dell'obbligo di celibato per il clero, aspetti che caratterizzarono la riforma, furono, tuttavia, due dei motivi che contribuirono ad allontanare ancora di più la Chiesa d'Occidente da quella d'Oriente, già da tempo divise su tanti temi tra cui quello relativo al problema del Filioque. La crisi ebbe il suo epilogo nel 1054 quando il legato papale Umberto di Silva Candida e il patriarca Michele Cerulario si scomunicarono a vicenda dando origine al cosiddetto "Grande Scisma" al 2023 ancora esistente. Nonostante alcuni successivi tentativi di riconciliazione (come in occasione del secondo Concilio di Lione del 1276 e del Concilio di Firenze del 1439), le due chiese, cattolica e ortodossa, si estraniarono sempre più l'una dall'altra. Bisognerà aspettare il 1964, quando papa Paolo VI e il patriarca ecumenico di Costantinopoli Atenagora si scambieranno reciproci saluti e, dopo nove secoli, aboliranno le rispettive scomuniche.

### Le nuove fondazioni eremitiche e monastiche dei secoli XI e XII

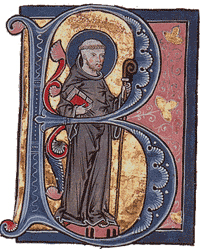
San Bernardo di Chiaravalle in una miniatura medievale

Quasi contemporaneamente alla Riforma gregoriana, anche il paesaggio religioso e monastico fu percorso da diversi movimenti caratterizzati da una fisionomia che si discostava da quella dell'abbazia di Cluny. I riformatori cercarono di applicare i valori del monachesimo anche al clero; andarono così ad affermarsi i canonici regolari, ovvero sacerdoti di vita apostolica (dunque non monaci) che avevano la vita, l'abitazione e la mensa in comune, avevano una forma comune di abbigliamento, pregavano assieme e seguivano l'antica Regola di sant'Agostino, seppur modificata.
Vi sono diversi significativi esempi di tale fenomeno. San Romualdo, nobile di Ravenna, fondò la comunità eremitica di Camaldoli, vicino ad Arezzo, e un gran numero di eremitaggi in altre parti d'Italia. La sua idea madre era di unire il cenobitismo con l'eremitismo. Dall'Eremo di Camaldoli uscirono santi riformatori come Pier Damiani e Giovanni Gualberto, quest'ultimo fondatore di una comunità eremitica a Vallombrosa. Nel 1084 San Bruno di Colonia fondò la Grande Certosa, dove coniugò gli ideali della più rigorosa anacoresi con il cenobitismo. I monaci, detti certosini, abbandonata la cura della anime e i relativi proventi alternavano la giornata con momenti di solitudine, durante i quali si ritiravano nelle loro celle, e di vita in comune, in concomitanza delle grandi celebrazioni liturgiche e i pasti.
Nel 1098 Roberto di Molesme, assieme ad altri due santi, Alberico e Stefano Harding, fondò l'Abbazia di Cîteaux. Con l'intento di uscire dal quadro del monachesimo tradizionale e dalle usuali forme economiche e di governo, essi assunsero l'osservanza stretta della lettera della regola benedettina e un forte rigorismo ascetico, vivendo strettamente del lavoro delle proprie mani e facendo proprie semplicità e purezza nell'architettura, nella vita e nella liturgia, in controtendenza (e in opposizione) con le consuetudini adottate a Cluny. Tra i più grandi e riconosciuti Cistercensi vi fu Bernardo di Chiaravalle, che estese l'organizzazione di Citeaux a tutta la cristianità. Intorno al 1120, Norberto di Xanten fondò l'Ordine dei Premonstratensi e, successivamente, divenne arcivescovo di Magdeburgo. Caratteristica di questo ordine fu la predicazione itinerante.

### Le crociate

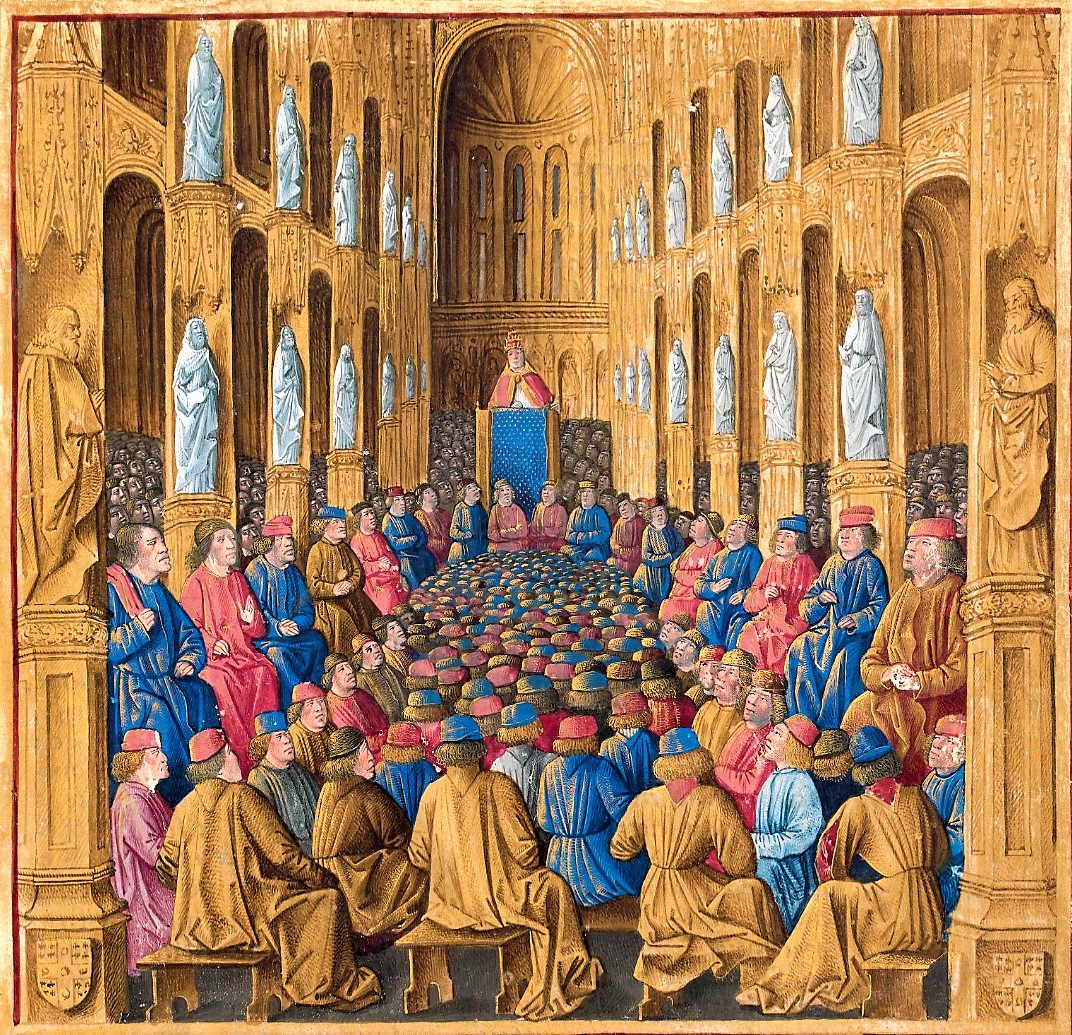
Papa Urbano II al concilio di Clermont del 1095

La Chiesa cattolica uscì dal processo di riforma dell'XI talmente rafforzata che negli anni successivi fu in grado di orientare la politica europea. Nel 1071 l'esercito bizantino era stato sconfitto dai turchi selgiuchidi nella battaglia di Manzicerta perdendo, successivamente, tutta l'Asia Minore. Fu in questo clima, segnato dall'affermarsi delle etnie berbere e turche, che papa Urbano II indisse un pellegrinaggio armato al concilio di Clermont del 1095, dando inizio al fenomeno delle crociate. All'appello risposero sia la nobiltà europea sia un'ampia fetta di gente comune, animata dall'entusiasmo inculcato da alcuni predicatori come Pietro l'Eremita. Partiti verso Costantinopoli senza una strategia precisa per la prima crociata, le truppe guidate da principi francesi, normanni e fiamminghi conquistarono in poco tempo tutta la costa del Mar di Levante, e nel 1099 espugnarono Gerusalemme. I crociati crearono un regno affidandolo a Goffredo da Buglione, uno dei loro capi, ma solo suo fratello Baldovino I prese il titolo di re. Le conquiste vennero spartite tra i partecipanti all'impresa creando gli Stati crociati e alcuni feudi minori, tutti sottoposti, almeno formalmente, al re di Gerusalemme.

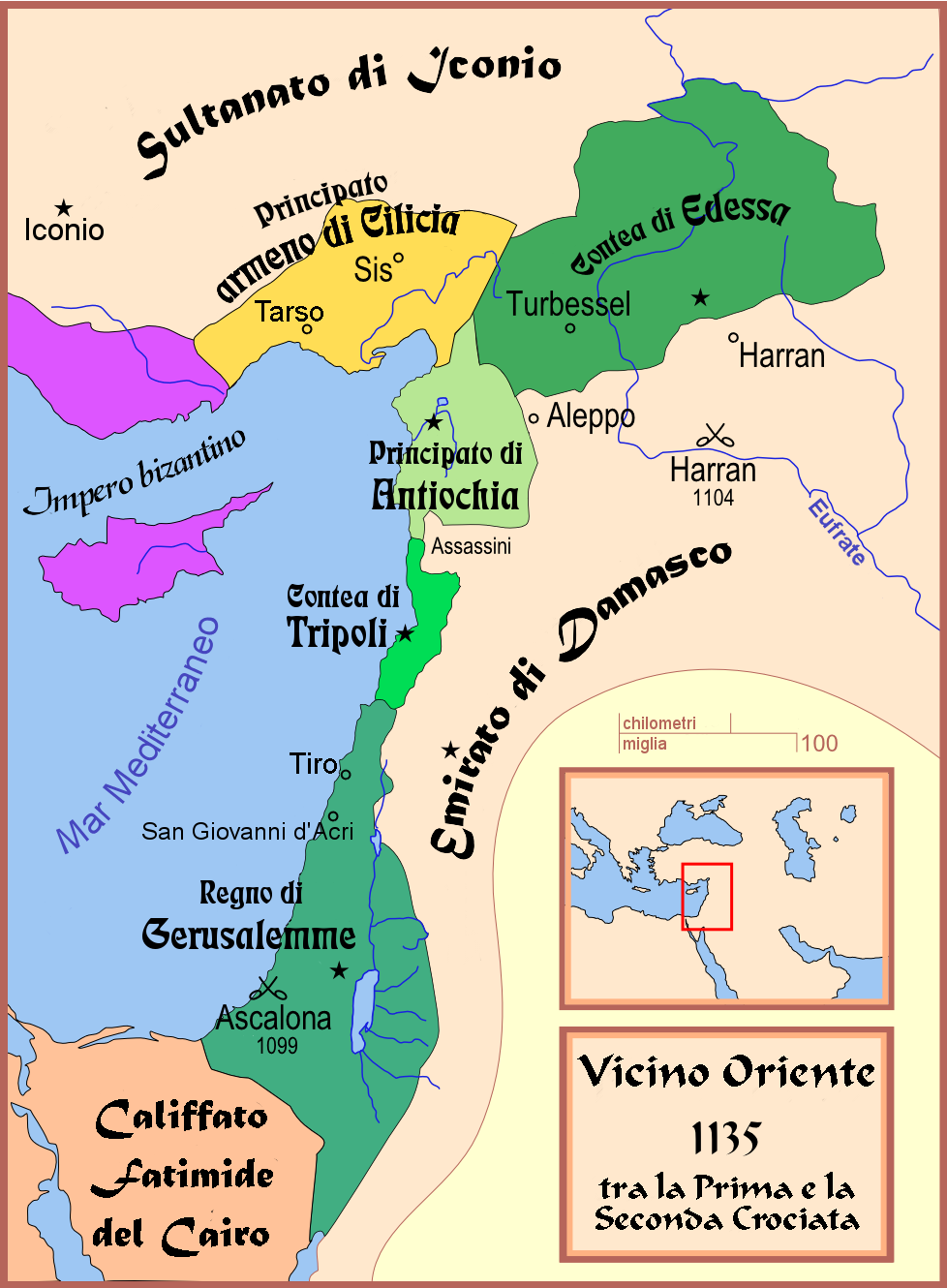
Il Vicino Oriente nel 1135 con indicati gli Stati crociati

Il grande successo colto dai cristiani poneva a quel punto il problema di difendere i territori conquistati e garantire la sicurezza dei pellegrini che si recavano in Terra santa, dove ancora stazionavano tribù musulmane ostili. A tale scopo nacquero gli Ordini religiosi cavallereschi, i cui appartenenti, oltre a pronunciare i consueti voti monastici, giuravano che avrebbero difeso la cristianità anche militarmente, diventando dei monaci combattenti al servizio della fede. Sembra che il primo tra questi fosse stato il l'Ordine equestre del Santo Sepolcro di Gerusalemme, fondato nel 1103, seguito da quello dei cavalieri templari, ufficializzato nel 1129 nel corso del Concilio di Troyes. Il monaco e teologo cistercense Bernardo da Chiaravalle fu un grande sostenitore di tali ordini e contribuì probabilmente anche alla stesura della regola dei templari, fornendo altresì una giustificazione teologica per i fatti di sangue a cui inevitabilmente sarebbero stati coinvolti e introducendo il termine di "malicidio". Lo stesso Bernardo sarà uno dei principali predicatori della seconda crociata.
Le crociate continuarono fino al XIII secolo con alterne fortune e non tutte le spedizioni furono finalizzate alla conquista o alla difesa della Terra Santa. Infatti, con il tempo la crociata si rivolse contro i musulmani di Spagna, i pagani dell'Europa nord-orientale (crociate del Nord), gli eretici della Linguadoca (crociata albigese) e gli avversari politici del papato in Italia, diventando una semplice guerra investita di sacralità. Il papato si serviva appunto di un concetto che risultava efficace al solo fine di mobilitare grandi masse di fedeli, ma che portò pure alla degenerazione dello stesso concetto. Uno degli episodi più significativi e drammatici avvenne nel 1204 quando in occasione della "quarta crociata", inizialmente pianificata per raggiungere Gerusalemme, caduta già nel 1187 in mani musulmane, l'esercito cristiano dirottò su Costantinopoli, che venne attaccata e depredata. I crociati imposero uno Stato cattolico, detto Impero latino d'Oriente, a spese della Chiesa ortodossa locale, aggravando ulteriormente i rapporti tra le due Chiese già divise dallo scisma del 1054.

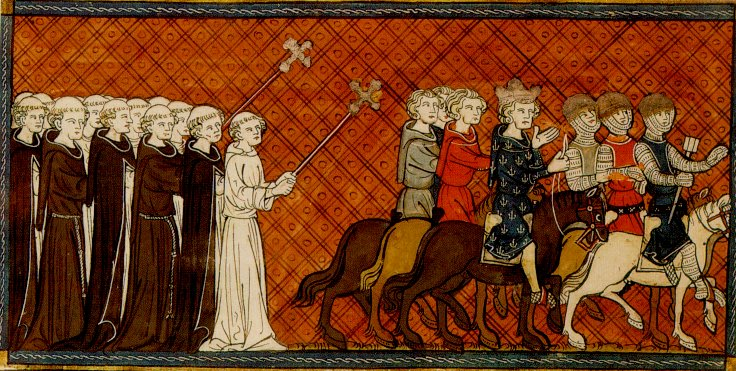
Re Luigi IX il Santo parte per la settima crociata

Il movimento crociato riprese vigore per l'ultima volta intorno alla metà del XIII secolo grazie all'interesse del re di Francia Luigi IX il Santo, fervente religioso. Luigi, a seguito di un voto fatto durante una grave malattia, si fece crociato e partì nel 1248 per quella che generalmente è conosciuta come "settima crociata", dove tuttavia i cristiani vennero pesantemente sconfitti e costretti a fare ritorno in Europa. La successiva spedizione, iniziata nel 1270, si tenne in un clima di declino e sfiducia verso l'ideale della crociata; lo stesso Luigi morì di malattia mentre assediava Tunisi. Con la Terra Santa saldamente nelle mani dei turchi e il disinteresse del mondo cristiano terminarono i tentativi di riconquista; nei primi anni del 1300 il potente re Filippo IV di Francia mise fuori legge i Templari, nel frattempo arricchitisi, accusandoli di falsi crimini per confiscarne i beni, senza che il papato riuscisse ad opporsi con la sufficiente forza.

### Cristianesimo e rinascimento del XII secolo

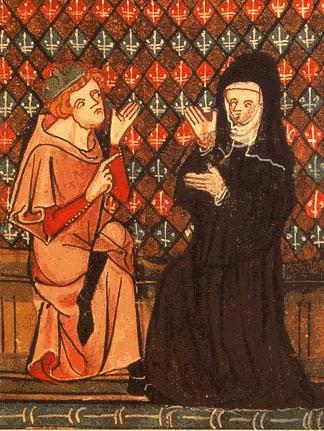
Il teologo Pietro Abelardo insieme ad Eloisa, in un manoscritto del XIV secolo, Pietro fu un protagonista del risveglio culturale del XII secolo

In Europa, il XII secolo fu caratterizzato da un profondo rinnovamento del mondo della cultura e da una fioritura delle arti e delle lettere che coinvolse anche il cristianesimo cattolico. Questo fenomeno, conosciuto come rinascimento del XII secolo, fu dovuto in larga parte al contesto di prosperità demografica ed economica senza precedenti dall'inizio del Medioevo, ma anche la riforma della Chiesa del secolo precedente giocò un ruolo fondamentale. Una delle sue conquiste più importanti fu, infatti, il profondo rinnovamento del clero, e in particolare dell'alto clero, coinvolgendo sia i costumi sia l'azione pastorale e amministrativa. Dalla fine dell'XI secolo in avanti i vescovi appaiano sempre più istruiti, almeno per quanto riguarda la grammatica, la conoscenza della Bibbia e dei fondamenti del diritto medievale, conformandosi maggiormente al modello ideale delineato da San Bernardo di Chiaravalle. Tra di loro vi furono anche tenaci difensori delle libertà della Chiesa; la resistenza intrapresa da Tommaso Becket e il suo successivo martirio ne costituiscono l'esempio più illustre.
Tutto ciò si rifletté anche sull'entourage dei vescovi: i canonici appartenenti ai capitoli delle cattedrali tornarono a una vita in comune, una pratica frequentemente abbandonata al termine dell'età carolingia, iniziando a seguire sempre più strettamente la vecchia regola di Aix (ordo antiquus) o la regola di Sant'Agostino (ordo novus), che imponeva anche la povertà individuale. Questi capitoli svilupparono sempre di più attività culturali, mantenendo una biblioteca e curando in generale una scuola sotto la direzione di un maestro.
Uscita vittoriosa dalla lotta per le investiture, la Chiesa cattolica sentì l'esigenza di dotarsi di un apparato legislativo più accurato e coerente per far fronte alla sua ritrovata autorità sul popolo cristiano; l'operazione riuscì, tanto che il XII secolo fu anche considerato il periodo "classico" del diritto canonico". Intorno al 1140, Graziano, probabilmente un monaco originario dell'Umbria e operante a Bologna dove si era formata la celebre scuola di glossatori, portò a termine una poderosa compilazione in cui riunì quasi 4 000 scritti che andavano dai testi dei padri della Chiesa, ai canoni dei grandi concili e sinodi locali, ai documenti prodotti dai vari pontefici. Largo spazio venne dato alla produzione di Sant'Agostino e di papa Gregorio Magno; vennero presi in considerazione anche passi tratti da testi di diritto romano secolari. Sebbene il decretum non fosse stato riconosciuto ufficialmente dalla Chiesa, esso contribuì enormemente alla redazione di nuovi testi giuridici, similmente a quello che avvenne con i glossatori di Bologna. Grandi giuristi che contribuirono a questa "età classica del diritto canonico" furono, tra gli altri, Uguccione da Pisa e Giovanni Teutonico che realizzò una glossa al lavoro di Graziano, che Bartolomeo da Brescia corresse e ampliò.

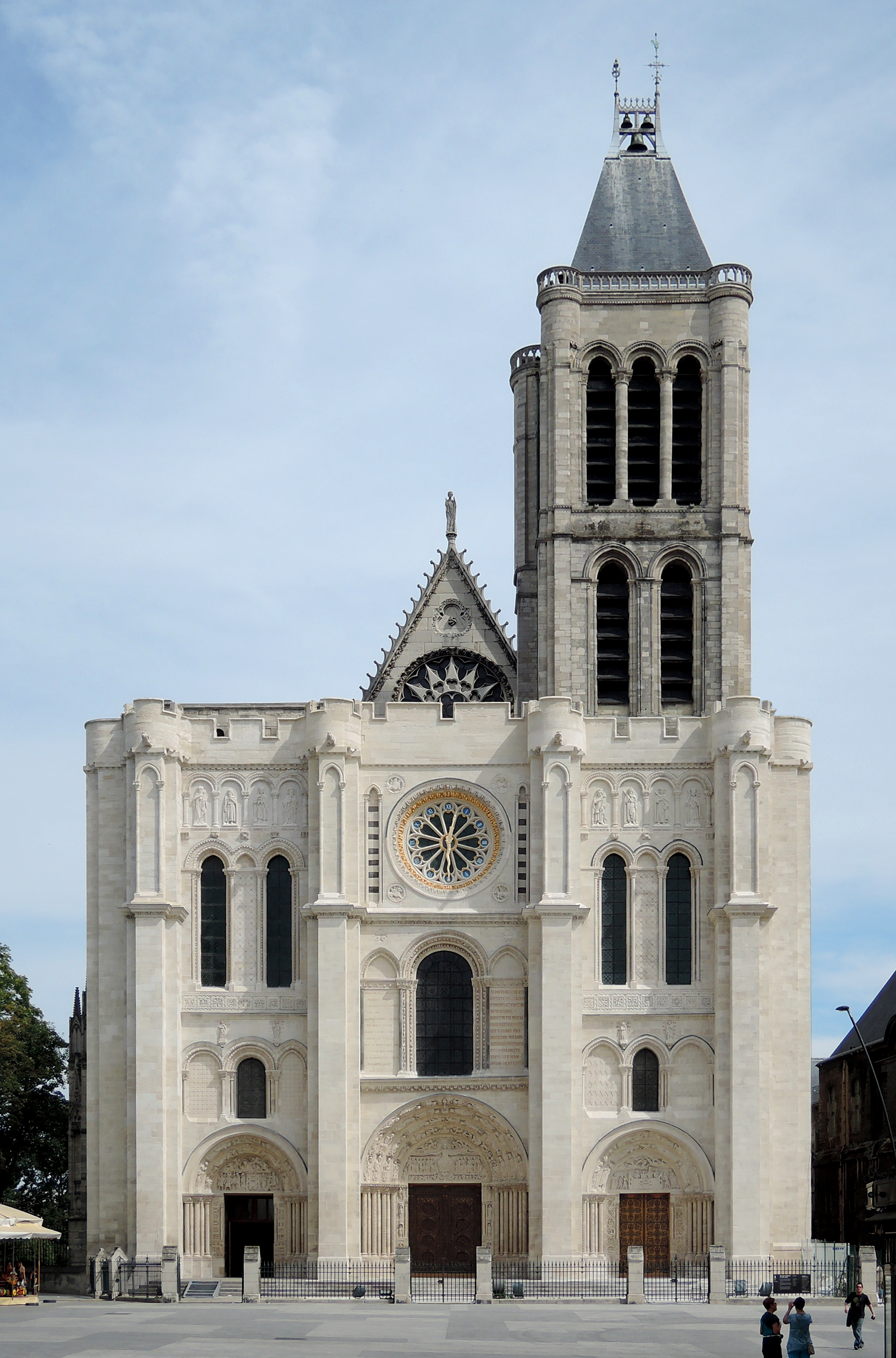
Facciata della Basilica di Saint-Denis, considerata la prima opera assoluta dell'architettura gotica

Anche l'arte cristiana vide importanti evoluzioni, in particolare con la nascita del gotico, tradizionalmente fatta coincidere con la ricostruzione della basilica di Saint-Denis, poco fuori Parigi, per opera dell'abate Suger. Da lì a poco questo stile si diffuse prima nelle diocesi dell'Île-de-France e nei secoli nel resto della Francia, in Inghilterra, nell'Impero e nel resto d'Europa, incontrando resistenze significative solo in Italia. Fu uno stile consapevolmente diverso da quello precedente, il romanico, e fu caratterizzato dall'uso intensivo di tecniche costruttive già usate (come l'arco a sesto acuto e la volta a crociera), ma in un sistema coerente e logico e con nuovi obiettivi estetici e simbolici.
Il vivace ambiente culturale dell'Europa del XII secolo portò i diversi "intellettuali" dell'epoca a confrontarsi in vere e proprie dispute teologiche in cui si fronteggiavano grazie alla loro padronanza delle arti liberali e, in particolare, della dialettica. I più celebri esempi riguardano il filosofo Pietro Abelardo, impegnato nella "disputa sugli universali", contro i realisti o nei suoi duri confronti con San Bernardo di Chiaravalle riguardo alla Trinità, che gli causò peraltro una condanna dalla Chiesa. Tanti altri furono i protagonisti del dibattito teologico del tempo, tra cui si possono ricordare: Adelardo di Bath, Pietro Lombardo, Giovanni di Salisbury, Guglielmo d'Auxerre, Bernardo di Moëlan, tutti precursori del periodo d'oro della scolastica, il termine con il quale si suole racchiudere la filosofia cristiana medievale, che si avrà nel secolo successivo.

### La centralizzazione romana (1198-1274)

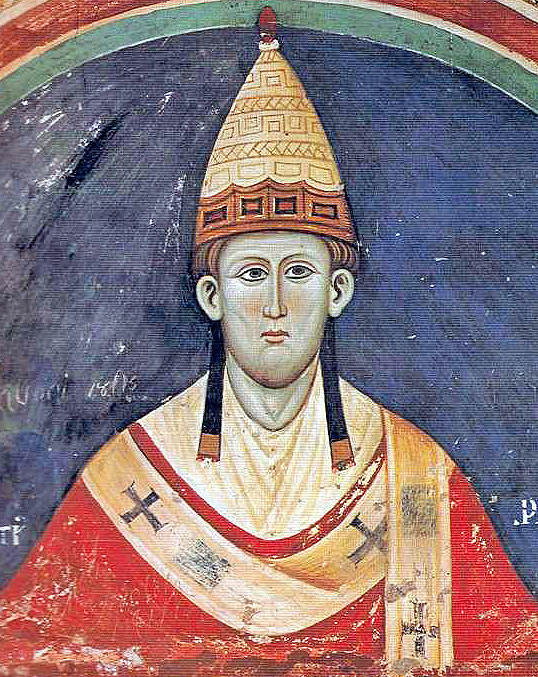
Papa Innocenzo III

Il complesso rapporto tra Chiesa e Impero trova il suo culmine con il XIII secolo, sotto il pontificato di papa Innocenzo III, uno dei pontefici medievali più importanti. Innocenzo concepì la funzione del papato in un modo elevato e, quando divenne tutore del giovane e futuro imperatore Federico II di Svevia, arrivò a concentrare su di sé un potere senza uguali per un papa. Durante il suo pontificato, si occupò di migliorare l'organizzazione burocratica della Chiesa: per amministrare le ingenti entrate finanziarie riformò la Camera apostolica, mentre grazie alla sua formazione giuridica fece redigere a Pietro Collevaccino una raccolta di testi normativi di diritto canonico che completava la raccolta di Graziano. Sul piano spirituale, la sua autorità fu senza paragoni (si parla di Plenitudo potestatis, pienezza del potere) e la esercitò su tutta la cristianità occidentale attraverso i legati pontifici.
Innocenzo si trovò ad affrontare numerosi movimenti pauperistici che condannavano la troppa ricchezza della Chiesa e i suoi eccessivi interessi terreni, auspicando un ritorno alla spiritualità delle origini. Innocenzo rispose sempre in maniera autoritaria, sapendo coniugare dure repressioni a solide campagne di conversione affidate agli ordini francescano e domenicano. Sempre per reprimere le eresie, intraprese diverse iniziative; nel 1215 formalizzò l'obbligatorietà della confessione e della comunione annuale mentre, successivamente, organizzò le prime strutture di quello che sarà il tribunale dell'Inquisizione.
L'epoca di Innocenzo fu contraddistinta anche da una forte ingerenza del papa nella politica europea: egli ebbe un ruolo determinante nella successione a imperatore vinta poi da Federico II; si oppose alla decisione di Filippo Augusto di Francia di ripudiare la moglie Ingeburge di Danimarca; ebbe una dura lotta con il re Giovanni d'Inghilterra riguardo alla nomina dell'arcivescovo di Canterbury. Negli ultimi mesi di pontificato, Innocenzo III presiedette il Concilio Lateranense IV, che per grandezza ricordò quelli del IV e V secolo, con cui vennero emanati ben 71 costituzioni che riformarono il cristianesimo cattolico, spaziando dalla lotta alle eresie all'organizzazione degli ordini monastici, al culto delle reliquie, agli insegnamenti teologici, alla formazione del clero.
Dopo la morte di Innocenzo, avvenuta nel 1216, le lotte tra papato e impero proseguirono con alterne vicende. Il primo trovò comunque sempre il modo di ingerirsi nelle vicende politiche dell'impero e degli Stati nascenti (soprattutto del Regno di Francia). La sconfitta definitiva degli Hohenstaufen tedeschi e il riconoscimento del primato del papa da parte dell'imperatore bizantino Michele VIII Paleologo, al Concilio di Lione II nel 1274, sembrarono decretare la vittoria definitiva del papato, ma si rivelarono successi effimeri. L'unione con i romei venne rigettata alla morte di Michele VIII, e le continue ingerenze papali negli affari di stato irritarono non poco i sovrani, in particolare Filippo IV di Francia, che iniziò alla fine del XIII secolo una nuova e lunga querelle con il papato di Roma, specialmente con papa Bonifacio VIII.

### Ordini mendicanti e contrasto alle eresie

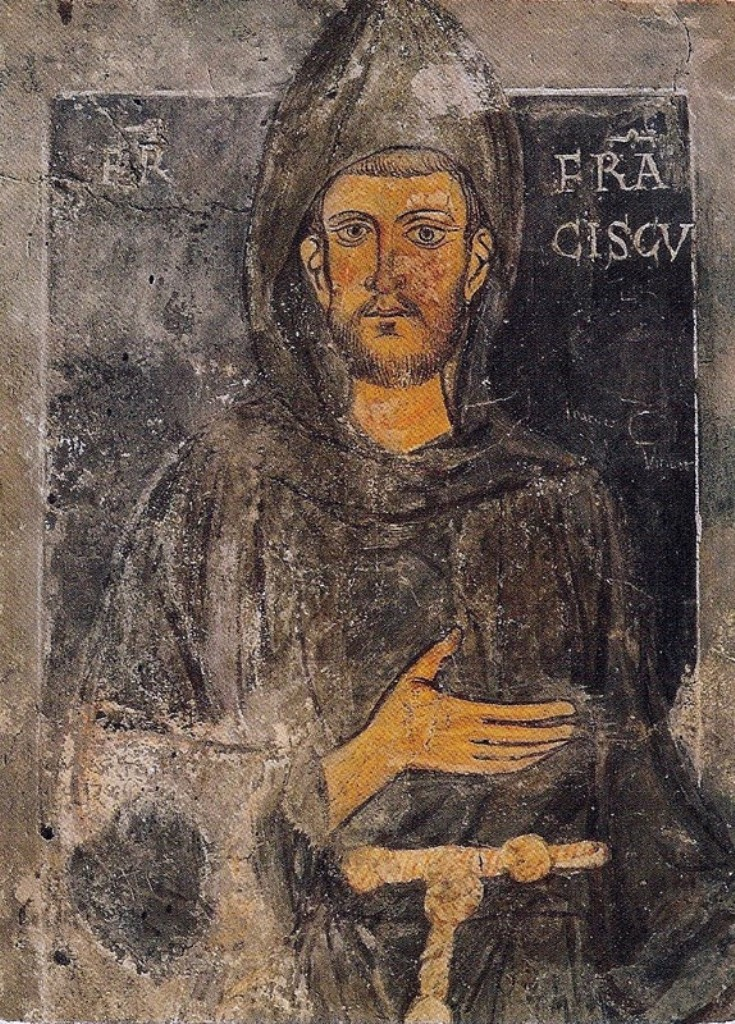
San Francesco d'Assisi (affresco del Santuario del Sacro Speco di Subiaco)

Tra il XII e il XIII secolo, in risposta all'opulenza e al potere acquisito delle gerarchie ecclesiastiche, andò a consolidarsi un movimento pauperistico strettamente connesso all'ideale di una vita povera di predicatore itinerante, conforme all'esempio offerto da Cristo e dai suoi apostoli. Questi criticavano la Chiesa del tempo, rea di occuparsi troppo delle materie terrene e di aver abbandonato gli ideali spirituali evangelici. Sorsero quindi gruppi che basavano le loro credenze e pratiche sui Vangeli, piuttosto che sui dogmi cercando di rifarsi al cristianesimo delle origini. Sette come i Pauliciani in Armenia, i Bogomili in Bulgaria e nei Balcani, gli Arnaldisti nel Nord Italia, i Petrobrusiani nel sud della Francia, i seguaci di Enrico di Losanna in Svizzera e in Francia, e i Valdesi del Piemonte, vennero violentemente perseguitate e represse. Alcuni predicatori del XII secolo insistevano sul fatto che fosse responsabilità dell'individuo sviluppare una relazione con Dio, indipendentemente da un clero istituzionale. Enrico di Losanna criticò il sacerdozio e chiese una riforma laicale della Chiesa, guadagnando un grande seguito. La predicazione di Enrico si concentrava sulla condanna della corruzione clericale e della gerarchia ecclesiastica; arrestato intorno al 1146, di lui non si ebbero più notizie.
Verso la metà del XII secolo, nelle città iniziarono ad apparire gruppi organizzati di dissidenti, come i Valdesi e i Catari, con quest'ultimi che trovarono dimora nella Francia sud occidentale, in Linguadoca, dove aumentarono di numero fino a diventare un movimento popolare di massa. Il movimento cataro è stato visto da alcuni come una reazione contro gli stili di vita corrotti ed eccessivamente terreni del clero. Altri studiosi hanno sottolineato come fosse una manifestazione di insoddisfazione verso il potere papale. I catari furono oggetto di una durissima repressione, tanto che contro di loro venne addirittura indetta una crociata che portò, tra il 1209 e il 1229, alla loro completa distruzione. Analizzando questo episodio, alcuni storici sono arrivati a parlare di primo genocidio della storia.

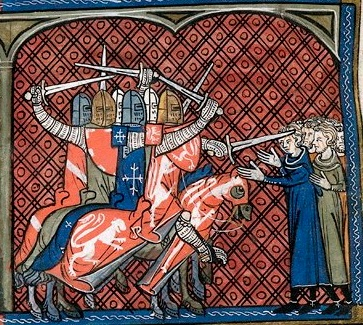
I Catari vengono massacrati dai crociati

Accanto a questi gruppi, giudicati eretici e quindi perseguitati, si formarono alcuni ordini mendicanti che si distinguevano dai tradizionali ordini monastici per la loro adesione ad un radicale voto di povertà: il loro sostentamento era basato esclusivamente sull'elemosina dei fedeli. Due dei più importanti furono l'Ordine dei frati minori, fondato da san Francesco d'Assisi, e l'Ordine dei frati predicatori, creato della predicazione di san Domenico di Guzmán. La prima Regola di san Francesco venne approvata nel 1209 da papa Innocenzo III, i cui timori di legittimare un movimento pauperistico vennero quietati dall'assicurazione di Francesco di non contestare l'autorità della Chiesa e di offrire sincera obbedienza. Tali ordini svolsero un ruolo fondamentale per la lotta contra la diffusione dei movimenti ereticali medievali, come Catari, Dolciniani, Valdesi, con cui la Chiesa si trovava a confrontarsi. La predicazione di questi monaci itineranti, che vivevano in completa povertà, risultava assai più persuasiva verso quei cristiani avvicinatisi alle eresie proprio per la loro accusa di eccessiva compromissione con i beni terreni da parte del clero più elevato.
Quando papa Gregorio IX, istituì, tra il 1231 e il 1234, i primi tribunali ecclesiastici contro l'eresia, sottraendo così la materia alla giurisdizione civile, l'Inquisizione «non inaugura certamente la repressione antiereticale: piuttosto la regolarizza, la disciplina nel quadro di una normativa via via più raffinata, la rende quotidiana con metodi e obiettivi polizieschi e giudiziari legittimamente violenti».

## La crisi del Papato (1274-1449)
Con la fine del Duecento e l'inizio del Trecento il papato, che meno di un secolo prima, con Innocenzo III aveva raggiunto il suo apogeo, entrò in crisi, per una forte decadenza del prestigio e dell'autorità papale causata dalle vicende dei secoli XIII e XIV. Alcuni storici vedono in queste vicende storiche i prodromi della rivolta luterana.

### La lotta tra Bonifacio VIII e il re francese Filippo il Bello

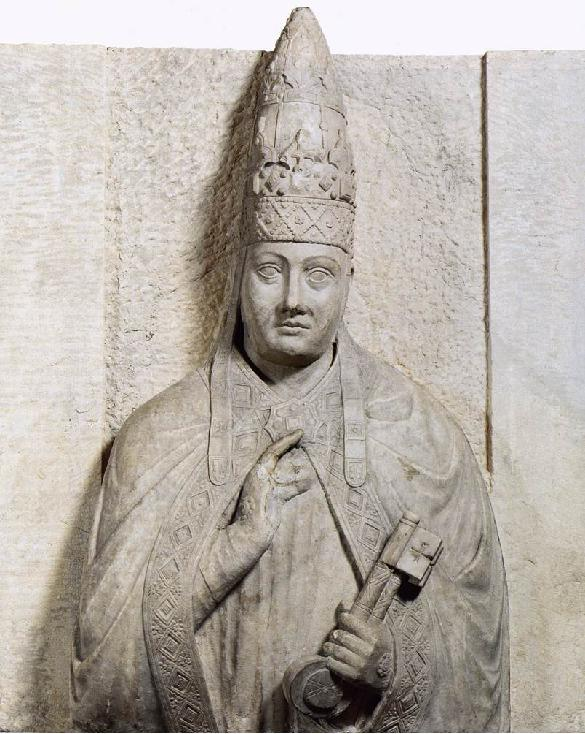
Arnolfo di Cambio, monumento a Bonifacio VIII, Museo dell'Opera del Duomo di Firenze

Con la lotta appena menzionata «non solo si esaurisce l'autorità politica effettiva del papato… ma si avvia rapidamente alla fine la concezione dell'età di mezzo, che subordinava la politica alla morale, e, nella stretta collaborazione fra i due poteri, religioso e civile, tendeva alla costruzione di una civiltà basata sulla fede cristiana».
Il conflitto nacque per l'opposta mentalità dei due protagonisti: papa Bonifacio VIII pretendeva, come i suoi predecessori medievali, di esercitare un'alta autorità sovrana su tutti i regni cattolici; il re francese Filippo il Bello invece faceva suo il principio, che andava sempre più affermandosi, secondo il quale nel suo regno il re è sciolto da ogni autorità, tanto dell'Imperatore che del Pontefice, seguendo il principio Rex in suo regno est imperator. Il motivo scatenante della lotta fu l'imposizione al clero francese di tributi per sostenere la guerra contro l'Inghilterra. In risposta, il papa con la bolla pontificia Clericis Laicos del 1296 vietò di imporre tasse sui beni ecclesiastici senza l'autorizzazione della Santa Sede, mentre il re proibì l'esportazione di denaro all'estero (minando così una delle entrate principali del Papa, le elemosine). Nel 1301 Bonifacio VIII emise la bolla Ausculta fili, con la quale deplorò i soprusi commessi dal re francese, in particolare l'arresto di un vescovo cisalpino, e convocò un concilio a Roma; il re impedì la diffusione della bolla nel regno e nella riunione degli stati generali nell'aprile del 1302 rinnovò le antiche accuse contro il pontefice.
Pochi mesi più tardi, il papa allora emanò la famosa bolla Unam Sanctam Ecclesiam, nella quale espose il suo pensiero: la Chiesa è unita sotto un unico capo, il pontefice; per salvarsi era necessario appartenere alla Chiesa; il potere civile era subordinato a quello spirituale (teoria delle due spade). In risposta, Filippo IV, nel giugno 1303 fece accusare il pontefice di simonia ed eresia e lo citò in giudizio davanti ad un concilio per difendersi. Bonifacio VIII dapprima confutò le accuse e poi si preparò a emanare una bolla (la Super Petri solio) con la quale scomunicava e deponeva Filippo il Bello; tuttavia, il giorno prima della pubblicazione della bolla, il 7 settembre 1303, due sgherri del re, Guillaume de Nogaret e Giacomo Sciarra Colonna, scesero ad Anagni, dove il papa risiedeva, e lo fecero prigioniero nell'episodio passato alla storia come "Schiaffo di Anagni". Una sollevazione popolare riuscì nell'intento di liberare Bonifacio, il quale però, scosso nel morale e nel fisico, morì un mese più tardi, l'11 ottobre 1303.

### L'esilio del papato ad Avignone

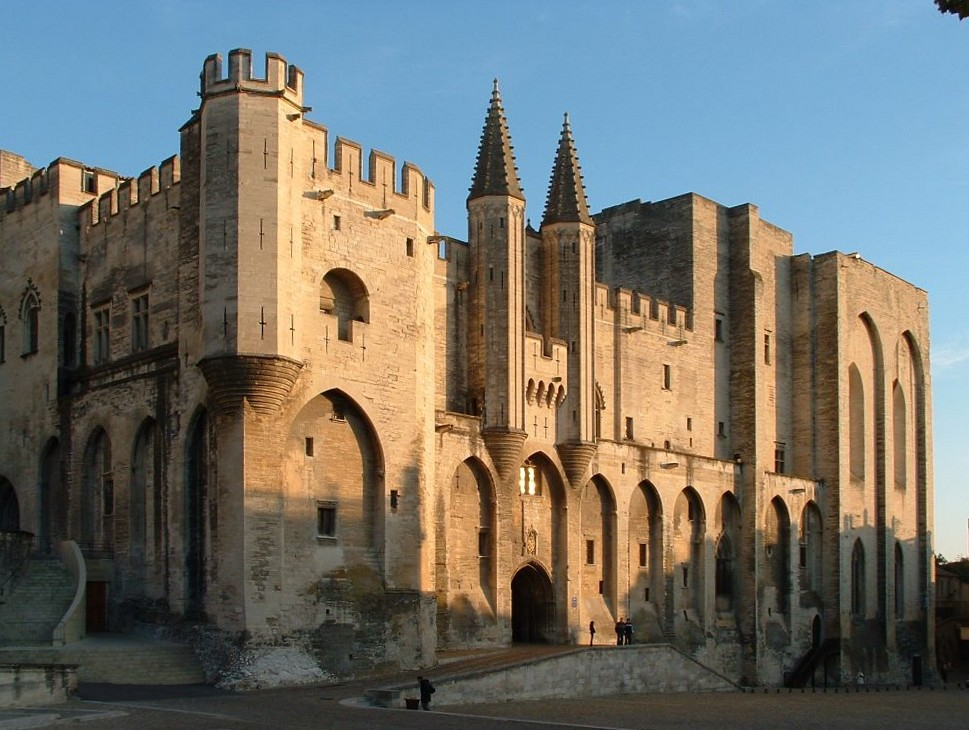
Facciata del Palazzo dei Papi ad Avignone

Morto Bonifacio VIII e archiviato il breve papato di Benedetto XI, nel 1305, dopo undici mesi di conclave, i cardinali elessero papa l'arcivescovo di Bordeaux, Bertrand de Got, che prese il nome di papa Clemente V e decise di non scendere a Roma, ritenuta insicura, ma di recarsi ad Avignone. Qui i papi rimasero fino al 1377, quando, mosso dalle preghiere di Santa Caterina da Siena, papa Gregorio XI decise di ritornare definitivamente a Roma.
Non c'è unanime consenso tra gli storici riguardo al giudizio sul periodo della "cattività avignonese"; sebbene tutti concordino sul fatto che i papi, anche se giuridicamente liberi e indipendenti, di fatto subirono in pieno l'influsso della monarchia francese, tanto che i sette pontefici avignonesi furono tutti francesi e la maggioranza dei cardinali era cisalpina, alcuni commentatori hanno sottolineato di come, in realtà, il papato si fosse emancipato dalle pesanti ingerenze delle famiglie nobili romane. Tale dibattito fu anche coevo allo scontro avvenuto in Italia tra Guelfi e Ghibellini, ovvero tra i sostenitori del papato e quelli a favore dell'imperatore. In tal senso, risulta esemplificativa l'aperta polemica di Dante Alighieri con Clemente V riguardo alla scelta della sede papale.
Di certo, durante il soggiorno in Provenza, il papato accrebbe la sua organizzazione, affermandosi come monarchia ierocratica dotata di un apparato burocratico ordinato e strutturato. In questi anni vi fu anche la promulgazione delle Clementinae, un'importante raccolta di diritto canonico andata ad integrare le precedenti e confluita successivamente nel Corpus Iuris Canonici. Tuttavia, aumentò pure a dismisura il fiscalismo curiale papale, oltre ad accentuarsi la tendenza del papato a riservare a sé la nomina di molti uffici delle diocesi, fino ad allora conferiti dal vescovo locale o dai canonici. Tale scelta provocò ampi malumori e la comparsa di numerosi opuscoli critici, i quali terminavano tutti con l'affermazione della necessità di una riforma della Chiesa. Contro il papato avignonese si schierarono moltissimi intellettuali dell'epoca, sia pur spesso schierati politicamente, come Guglielmo di Occam, Ubertino da Casale, Marsilio da Padova o Giovanni di Jandun.
Durante il periodo avignonese, si consumò altresì la dura lotta che papa Giovanni XXII iniziò contro l'imperatore tedesco Ludovico il Bavaro e che perdurò fino alla morte di questi nel 1347. In questo conflitto, l'evento saliente fu la dichiarazione emanata nella dieta di Francoforte del 1338, con la quale il papa perdeva anche l'ultima autorità politica che gli era rimasta, ovvero la conferma pontificia dell'elezione dell'imperatore, da allora in avanti riservata ai sette grandi principi elettori tedeschi, come fu definitivamente sancito con la bolla d'oro del 1356.

### Lo Scisma d'Occidente e la crisi conciliare (1378-1449)
Obbedienza romana
     Obbedienza avignonese
     Stati che hanno cambiato obbedienza durante lo Scisma

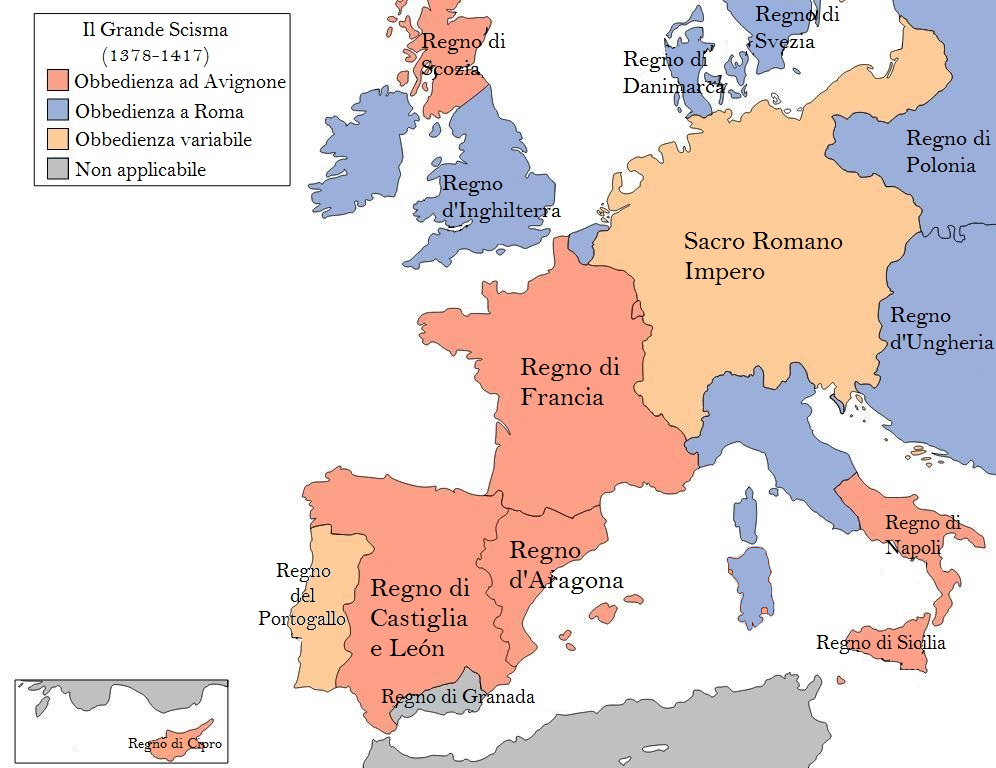
Carta dello Scisma d'Occidente.
Obbedienza romana
Obbedienza avignonese
Stati che hanno cambiato obbedienza durante lo Scisma

Il motivo scatenante dello Scisma d'Occidente fu la messa in dubbio della validità dell'elezione di Urbano VI (succeduto a Gregorio XI) avvenuta, sotto la pressione del popolo romano, la mattina dell'8 aprile 1378. Alcuni cardinali, in particolare quelli francesi, abbandonarono Roma e si riunirono a Fondi, una città situata oltre il confine dello Stato. Il 20 settembre di quello stesso anno, dopo appena cinque mesi, i cardinali "scismatici" elessero papa il cardinale Roberto di Ginevra, che prese il nome di Clemente VII. Dichiararono poi invalida l'elezione di Urbano VI, sostenendo la dipendenza del conclave da pressioni esterne e da paura della folla romana. Dopo qualche tempo, l'antipapa Clemente VII ristabilì la propria corte ad Avignone, in opposizione alla sede romana di Urbano VI; quest'ultimo, nel frattempo, aveva già nominato ventinove nuovi cardinali, di cui venti italiani. Con due pontefici in carica, la Chiesa occidentale fu spezzata in due corpi autocefali e la stessa comunità dei fedeli risultò divisa in due obbedienze, quella di Roma e quella di Avignone. Rispetto ai conflitti tra pontefici rivali del passato, che pure avevano dilaniato più volte la Chiesa, la rottura del 1378 presentava aspetti molto più gravi e preoccupanti. Non si trattava di papi e antipapi nominati da fazioni rivali, ma di pontefici eletti in apparente legittimità da coloro che soli ne avevano il potere: i cardinali.

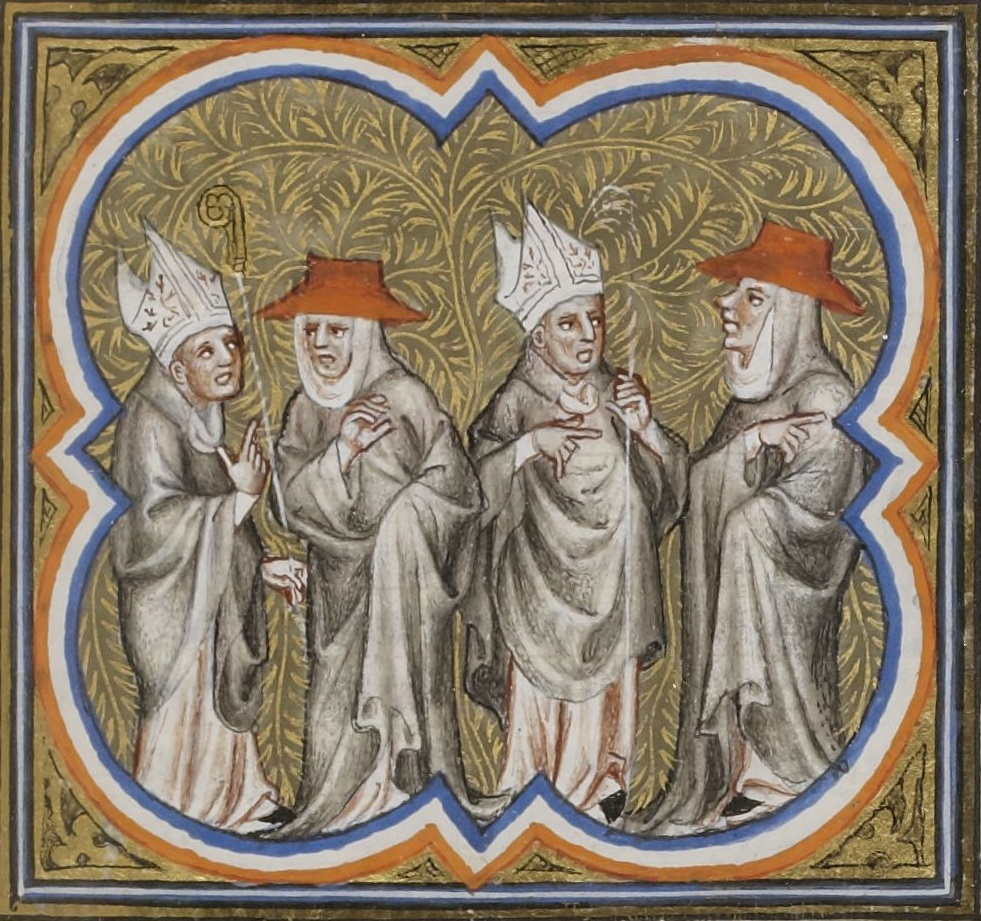
Miniatura del XV secolo da un manoscritto delle Cronache di Jean Froissart: nel 1377 la Chiesa si scinde in due "obbedienze" che lotteranno per quarant'anni l'una contro l'altra

Con il concilio di Pisa, indetto nel 1409 nel tentativo di risolvere a grave crisi del papato, la situazione andò ad aggravarsi ulteriormente, in quanto venne presa la decisione di deporre i due papi e di eleggerne uno nuovo che prese il nome di Alessandro V. Tale soluzione naufragò quando i due papi rivali scomunicarono i cardinali elettori e ci si trovò di fatto con tre papi, ognuno con un suo seguito. Ciò, inevitabilmente, divise il mondo civile e politico, gli Ordini e le Congregazioni religiose; si pensi al fatto che gli stessi Santi parteggiavano chi per un papa, chi per un altro, come nel caso di Santa Caterina da Siena e San Vincenzo Ferrer.
Di fronte all'impossibilità di riconciliare le parti, si fece strada nei teologi la teoria conciliare, già affermata, in vario modo, nel Medioevo: se un papa cadeva nell'eresia o nello scisma, poteva essere deposto da un concilio, convocato dai Vescovi o da chi avesse sufficiente autorità. Una simile teoria, posta alla base del fallimentare Concilio di Pisa, portò da parte dell'imperatore Sigismondo di Lussemburgo alla convocazione del Concilio di Costanza (1414-1418), durante il quale i tre papi (di Roma, Avignone e Pisa) furono obbligati a dimettersi. In seguito venne eletto il nuovo e unico papa, Martino V (1417-1431). Se l'unità della Chiesa appariva ristabilita, il bisogno di riforma continuava tuttavia a farsi sentire. Alcuni teologi ritennero che tenere regolarmente dei concili avrebbe potuto sortire degli effetti positivi, motivo per cui queste conclusioni vennero adottate dal Concilio di Costanza nei decreti Haec sancta e Frequens. Così, nel 1423, ebbe luogo il Concilio di Pavia, una riunione invero scarsamente partecipata poi trasferita a Siena e, infine, sciolta. Nel 1431, il Concilio di Basilea, che fallì nei suoi intenti, provocò un nuovo scisma (subito rientrato); nel 1437, invece, il Concilio di Ferrara fu trasferito poi a Firenze.

## La Chiesa d'Oriente negli ultimi secoli dell'impero bizantino

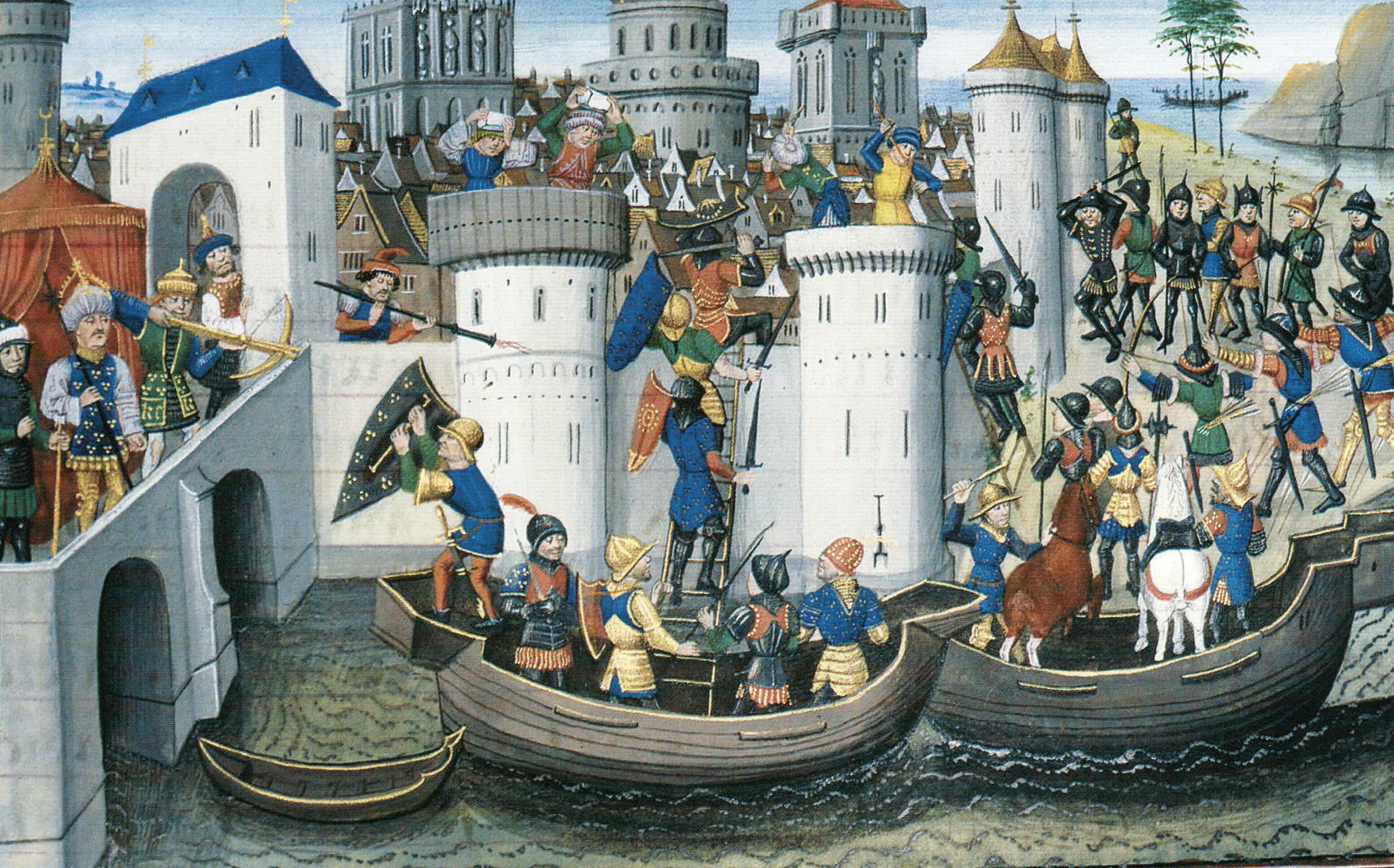
I cristiani cattolici assediano Costantinopoli il 12 aprile 1204 nel contesto della "quarta crociata".

Dopo lo scisma del 1054 che aveva definitivamente separato la Chiesa d'Oriente da quella di Occidente, il destino della prima seguì quello dell'impero bizantino, a cui era fortemente legata. Alla disastrosa sconfitta nella battaglia di Manzicerta contro i turchi selgiuchidi era seguito un nuovo periodo favorevole con la dinastia dei Comneni alla guida di Bisanzio. Il successivo declino fu inesorabile, complice l'insensata scelta dei cristiani occidentali presa nel 1204 di assediare, nell'ambito della quarta crociata, Costantinopoli. Una volta espugnata, insediarono l'impero latino di fede cattolica e relegarono i romei, con la Chiesa ortodossa, in esilio fino al 1261, anno in cui avvenne la riconquista di Costantinopoli.
Nonostante la restaurazione, il declino dell'impero bizantino appariva oramai irreversibile. Minacciato costantemente dalle tribù musulmane e pur essendosi spesso appellato all'Occidente in cerca di aiuto, diversi Stati europei posero come condizione la riunificazione della Chiesa cattolica e di quella ortodossa. In verità ebbero luogo due formali riunioni dell'Oriente con Roma, avvenute rispettivamente nel 1274 durante il Secondo Concilio di Lione e, soprattutto, nel 1439 in occasione del Concilio di Firenze. Malgrado ciò, in entrambi i casi le riconciliazioni tra Roma e l'Oriente furono poi disconosciute dai fedeli e dal basso clero delle Chiese orientali, ostili al cattolicesimo romano. A tal proposito risulta emblematica la frase tradizionalmente attribuita a Luca Notara, megaduca durante il regno di Demetrio Paleologo, con cui condannò la riunificazione della chiesa di Costantinopoli con la chiesa di Roma del 1452: «Meglio il turbante musulmano che la mitra papale». Alcuni combattenti occidentali arrivarono, tuttavia, in aiuto di Bisanzio, ma molti preferirono lasciar soccombere l'Impero e non fecero nulla quando gli Ottomani conquistarono i territori cristiani.

## La cristianità alla caduta di Costantinopoli

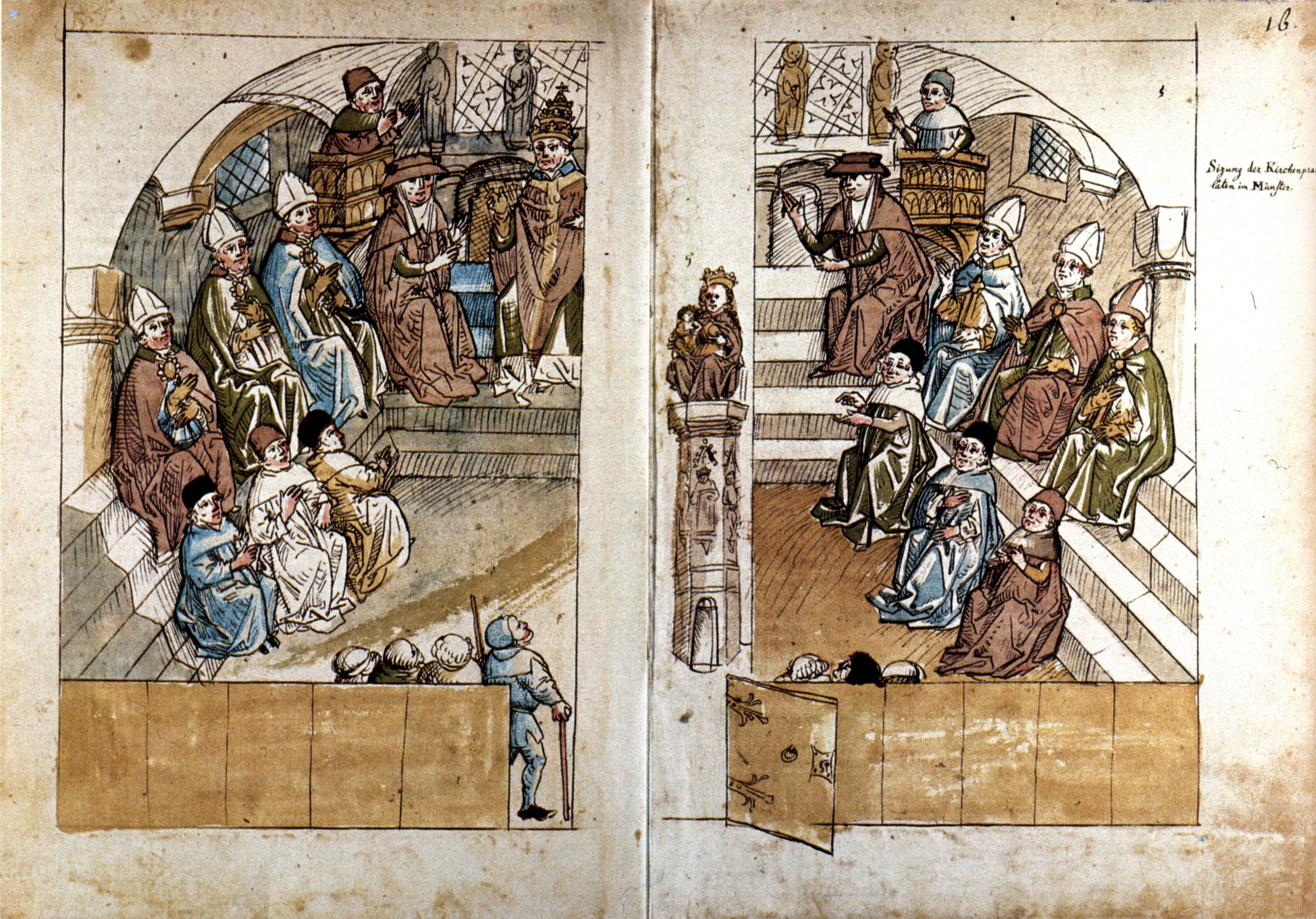
Il Concilio di Costanza del 1418 mise fine allo scisma d'Occidente ma contribuì ad evidenziare la crisi che la Chiesa d’occidente stava attraversando

Nonostante il concilio di Costanza avesse ricomposto lo scisma, la cristianità occidentale uscì dalla crisi profondamente scossa. la popolazione dei fedeli si era trovata smarrita in una situazione in cui due, o addirittura tre, papi rivendicavano la loro legittimità e l'appartenere ad una o all'altra obbedienza dipendeva più per la scelta, dettata da ragioni politiche, del proprio regnante che per convinzioni religiose. L'insofferenza della popolazione si era concretizza nella formazione di alcuni movimenti che chiedevano una profonda riforma, tra cui i lollardi che si ispiravano agli insegnamenti del teologo inglese John Wyclif e gli hussiti, seguaci di Jan Hus. I principali temi perorati da tali movimenti riguardavano la richiesta di un ritorno alla Chiesa delle origini, basata sulla spiritualità e sul messaggio evangelico e una riforma del papato volta a distaccare il pontefice dagli affari più terreni.
Lo stesso ufficio del papa si trovava in crisi: in balia sia dei propri collegi cardinalizi, sia dei più potenti esponenti del potere temporale, il successore di Pietro aveva visto la propria autorità messa in forte discussione. Nel contempo, i vari re andarono a rafforzarsi appropriandosi, talvolta, di prerogative e funzioni proprie della Chiesa, favorendo la tendenza verso la formazione delle chiese nazionali. Un tentativo di riforma venne intrapreso da papa Pio II, ma ebbe poco seguito con i suoi successori; impegnati più negli intrighi politici, nel nepotismo e nel mecenatismo (grazie a loro Roma sarà una delle capitali del rinascimento), la figura del papa sarà nel secolo successivo sempre più distante dalle sue funzioni di guida religiosa.

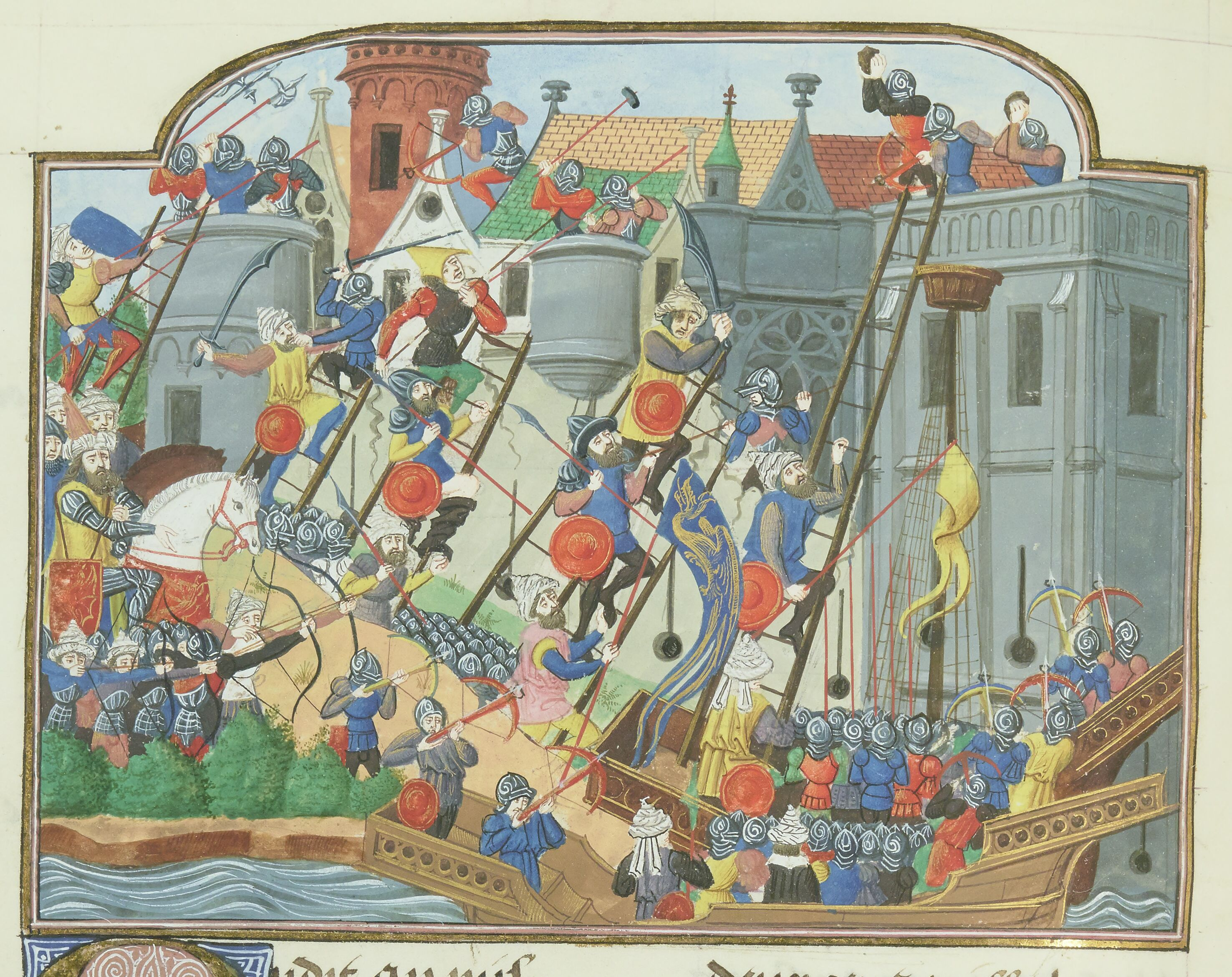
La caduta di Costantinopoli è uno degli eventi che tradizionalmente dividono la fine del medioevo e l'inizio dell'età moderna

La prima metà del XV secolo fu contraddistinta da difficoltà anche per i cristiani d'oriente. Il tentativo di unificazione tra chiesa ortodossa e cattolica intrapreso nel concilio di Firenze del 1439 aveva trovato il supporto del metropolita di Mosca Isidoro di Kiev. Questa posizione incontrò la forte resistenza di gran parte del clero russo e del principe Basilio II di Russia e ciò costò a Isidoro, reo di aver firmato l'atto di Unione, l'esilio in quanto considerato apostata. Nel 1448, la Chiesa ortodossa russa divenne indipendente dal Patriarcato di Costantinopoli, quando i vescovi russi elessero di loro iniziativa il proprio primate nella persona di Giona di Mosca. Da quel momento, la chiesa russa all'interno dei confini del Granducato di Mosca poté considerarsi effettivamente autocefala.
Gravi erano invece le condizioni della chiesa di Costantinopoli che si trovava oramai stretta nella morsa dovuta all'avanzata degli ottomani di fede islamica. Papa Pio II, memore dei suoi studi in riva al Bosforo, tentò di correre in aiuto della capitale bizantina ma fu il suo successore, papa Eugenio IV ad organizzare una nuova crociata che tuttavia finì con la grave sconfitta colta dall'esercito cristiano nella Battaglia di Varna. Questa fu l'ultima crociata indetta da un pontefice. Nel 1453 Costantinopoli cadde definitivamente nella mani del sultano Maometto II, un evento che tradizionalmente segna la fine del medioevo e l'inizio della storia del cristianesimo in età moderna.

### Esplicative
1. ↑  Si stabilì che il papa in carica potesse indicare un suo successore. Se fosse morto improvvisamente prima di averlo fatto, il nuovo papa sarebbe stato scelto dal clero di Roma. In Filoramo, Lupieri e Pricoco, 1997, p. 406.
2. ↑  Tra le accuse mosse a papa Simmaco vi era anche quella di essersi appropriato, per esigenze personali, dei beni della Chiesa e, pertanto, si volle mettere ordine alla questione.
3. ↑  Indirizzate essenzialmente contro le comunità di prussiani, lituani, lettoni ed estoni, fu grazie a queste crociate che il cristianesimo attecchì nelle terre baltiche. Assai problematica si rivelò la cristianizzazione della Lituania, che fu l'ultimo Stato europeo ad abbracciare il cristianesimo nel 1386 su iniziativa di Jogaila, divenuto re di Polonia con il nome di Ladislao II Jagellone:  Catia di Girolamo, Il granducato di Lituania, su Umberto Eco (a cura di), Storia della civiltà europea, Treccani, 2014.
4. ↑  Il voluto anacronistico termine di "intellettuali" del Medioevo venne coniato dallo storico Jacques Le Goff per indicare, in un suo celebre saggio, una particolare classe sociale di professionisti delle attività intellettuali che emerse e si definì in quel secolo. In Le Goff, 2008.
5. ↑  La frase di Notara è riportata dallo storico contemporaneo Giorgio Sfranze nella sua opera Paleologo. Grandezza e caduta di Bisanzio pubblicata da Sellerio, Palermo 2008, ISBN 88-389-2226-8.

### Bibliografiche
1. ↑  Brox, 2009, pp. 170-172.
2. ↑  Filoramo, Lupieri e Pricoco, 1997, p. 351.
3. ↑  Chaillot, 2014, pp. 5, 11-14.
4. ↑  Filoramo, Lupieri e Pricoco, 1997, pp. 351-352.
5. ↑  Filoramo, Lupieri e Pricoco, 1997, p. 392.
6. ↑  s:la:Leo I Papa
7. ↑  Azzara, 2006, pp. 21-22.
8. ↑  Azzara, 2006, p. 21.
9. ↑  Azzara, 2006, p. 22.
10. ↑  Azzara, 2006, p. 19.
11. ↑  Musselli, 2007, p. 26.
12. ↑  Gelasius I la.Wikisource
13. ↑  Filoramo, Lupieri e Pricoco, 1997, p. 403.
14. ↑  Filoramo, Lupieri e Pricoco, 1997, pp. 403-404.
15. ↑  Musselli, 2007, pp. 26-27.
16. ↑  Filoramo, Lupieri e Pricoco, 1997, p. 404.
17. ↑  Symmachus la.Wikisource
18. ↑  Filoramo, Lupieri e Pricoco, 1997, p. 405.
19. ↑  Filoramo, Lupieri e Pricoco, 1997, pp. 404-405.
20. ↑  Filoramo, Lupieri e Pricoco, 1997, pp. 405-406.
21. ↑  Filoramo, Lupieri e Pricoco, 1997, p. 406.
22. 1 2  Filoramo, Lupieri e Pricoco, 1997, pp. 406-407.
23. ↑  Filoramo, Lupieri e Pricoco, 1997, p. 408.
24. ↑  Filoramo, Lupieri e Pricoco, 1997, pp. 417-418.
25. ↑  Filoramo, Lupieri e Pricoco, 1997, p. 419.
26. ↑  Azzara, 2006, p. 23.
27. ↑  Azzara, 2006, pp. 22-23.
28. ↑  Azzara, 2006, pp. 23-24.
29. ↑  Filoramo, Lupieri e Pricoco, 1997, p. 409.
30. ↑  Filoramo, Lupieri e Pricoco, 1997, p. 421.
31. ↑  Filoramo, Lupieri e Pricoco, 1997, pp. 422-24.
32. ↑  Gregorius Magnus la.Wikisource
33. ↑  Azzara, 2006, pp. 25-26.
34. ↑  Azzara, 2006, p. 26.
35. ↑  Azzara, 2006, p. 27.
36. ↑  Azzara, 2006, pp. 27-28.
37. ↑  Frank, 2009, pp. 18-19.
38. ↑  Gallina, Tabacco e Merlo, 2001, pp. 16-17.
39. ↑  Gallina, Tabacco e Merlo, 2001, pp. 28-29.
40. ↑  Frank, 2009, pp. 21-22.
41. 1 2  Gallina, Tabacco e Merlo, 2001, pp. 20-22.
42. ↑  Frank, 2009, p. 20.
43. ↑  Padoa-Schioppa, 2007, p. 32.
44. ↑  Ascheri, 2007, p. 38.
45. ↑  Rapetti, 2013, pp. 63-68.
46. ↑  Frank, 2009, p. 9.
47. ↑  s:la:Patricius
48. ↑  Scriptor:Columbanus la.Wikisource
49. ↑  Frank, 2009, pp. 9-10.
50. ↑   Agostino di Canterbury, in Enciclopedia dell'arte medievale, Roma, Istituto dell'Enciclopedia Italiana, 1991-2000.
51. ↑   Anglosassoni, in Enciclopedia Italiana, Roma, Istituto dell'Enciclopedia Italiana.
52. ↑  Fleming, 2011, pp. 152-153.
53. ↑  Whitelock, 1972, pp. 160-163.
54. ↑  Gallus Hibernus la.Wikisource
55. ↑  Barbero, 2006, pp. 48-49.
56. ↑   Sergio Fiore, Da Thor a Cristo: la conversione della Scandinavia, su thewisemagazine.it, Thewise magazien, 14 ottobre 2017. URL consultato il 13 gennaio 2024.
57. ↑   I Paesi scandinavi, in Storia della civiltà europea a cura di Umberto Eco, Roma, Istituto dell'Enciclopedia Italiana, 2014.
58. ↑  Zacharias la.Wikisource
59. ↑   Le donazioni e la formazione del patrimonium petri, in Enciclopedia costantiniana, Roma, Istituto dell'Enciclopedia Italiana, 2013.
60. ↑  Hägermann, 2004, p. 195.
61. ↑  Barbero, 2006, pp. 152-162, 254.
62. ↑  Alcuinus la.Wikisource
63. ↑  Hägermann, 2004, p. 200.
64. ↑  Felix Urgellensis la.Wikisource
65. ↑  Hägermann, 2004, p. 284.
66. ↑  Barbero, 2006, p. 255.
67. ↑  Barbero, 2006, p. 67.
68. ↑  Hägermann, 2004, p. 288.
69. ↑  Hägermann, 2004, pp. 295, 311.
70. ↑  Hägermann, 2004, p. 313.
71. ↑  Barbero, 2006, p. 99.
72. ↑  Barbero, 2006, p. 69.
73. ↑  Brezzi, 1978, p. 202.
74. ↑  Barbero, 2006, p. 266.
75. ↑  Barbero, 2006, pp. 48-49, 68-69, 78-81.
76. ↑  Montanari, 2006, pp. 82-84.
77. ↑  Frank, 2009, pp. 43-44.
78. ↑  Gallina, Tabacco e Merlo, 2001, p. 35.
79. ↑  Blumenthal, 1990, pp. 25, 29-32, 35.
80. ↑  Montanari, 2006, p. 135.
81. ↑  Otto I Magnus la.Wikisource
82. ↑  Frank, 2009, pp. 45-46.
83. ↑  Silvester II la.Wikisource
84. ↑  Frank, 2009, p. 48.
85. ↑  Gallina, Tabacco e Merlo, 2001, p. 19.
86. ↑  Atto Vercellensis la.Wikisource
87. ↑  Gallina, Tabacco e Merlo, 2001, pp. 17-19.
88. ↑  Gallina, Tabacco e Merlo, 2001, pp. 20-23, 26.
89. ↑  Ambrosius la.Wikisource
90. ↑  Paschasius Radbertus la.Wikisource
91. ↑  Ratramnus Corbeiensis la.Wikisource
92. ↑  Gallina, Tabacco e Merlo, 2001, pp. 23-24.
93. ↑  Gallina, Tabacco e Merlo, 2001, p. 32.
94. 1 2  Musselli, 2007, pp. 30-31.
95. ↑  Gallina, Tabacco e Merlo, 2001, pp. 33-34.
96. ↑  Henri Pirenne Maometto e Carlomagno, Grandi Tascabili Economici Newton, 1993, IV di copertina.
97. ↑  Patrologia Latina/32 la.wikisouurce
98. ↑  Patrologia Latina/33 la.wikisouurce
99. ↑  Patrologia Latina/34 la.wikisouurce
100. ↑  Patrologia Latina/35 la.wikisouurce
101. ↑  Isidorus Hispalensis la.Wikisource
102. ↑  Patrologia Latina 81 la.Wikisource
103. ↑  Patrologia Latina 82 la.Wikisource
104. ↑  Patrologia Latina 83 la.Wikisource
105. ↑  Patrologia Latina 84 la.Wikisource
106. ↑  Liturgia Mozarabica I la.Wikisource
107. ↑  Liturgia Mozarabica II la.Wikisourrce
108. ↑  Beda Venerabilis la Wikisource
109. ↑  Patrologia Latina/90 la Wikisource
110. ↑  Patrologia Latina/91 la Wikisource
111. ↑  Patrologia Latina/92 la Wikisource
112. ↑  Rabanus Maurus la.Wikisource
113. ↑   Civiltà Bizantina, in Enciclopedia Italiana, Roma, Istituto dell'Enciclopedia Italiana.
114. ↑  Chaillot, 2014, p. 132.
115. ↑  Filoramo e Menozzi, 2008, pp. 310-311.
116. ↑  Chaillot, 2014, pp. 132-133.
117. ↑  Chaillot, 2014, pp. 30, 221-222.
118. ↑  Chaillot, 2014, p. 335.
119. ↑  Chaillot, 2014, p. 110.
120. ↑  Gallina, Tabacco e Merlo, 2001, p. 136.
121. ↑  Gallina, Tabacco e Merlo, 2001, pp. 136-137.
122. 1 2   Monotelismo, in Treccani.it – Enciclopedie on line, Roma, Istituto dell'Enciclopedia Italiana.
123. ↑  Gallina, Tabacco e Merlo, 2001, pp. 137-138.
124. ↑  Gallina, Tabacco e Merlo, 2001, p. 139.
125. ↑   Monotelismo, in Dizionario di storia, Roma, Istituto dell'Enciclopedia Italiana, 2010.
126. ↑  Gallina, Tabacco e Merlo, 2001, pp. 152-153.
127. ↑   Georg Ostrogorsky, Storia dell'Impero bizantino, collana Biblioteca di cultura storica, traduzione di Piero Leone, n. 97, Torino, Einaudi, 1968-1994-2014,  p. 150.
128. ↑  Gallina, Tabacco e Merlo, 2001, pp. 153-155, 160.
129. ↑  Gallina, Tabacco e Merlo, 2001, pp. 164-167.
130. ↑  Gallina, Tabacco e Merlo, 2001, pp. 169-170.
131. ↑  Gallina, Tabacco e Merlo, 2001, pp. 171-174.
132. ↑  s:la:Scriptor:Nicolaus I
133. ↑  Azzara, 2006, pp. 42-43.
134. ↑  Gallina, Tabacco e Merlo, 2001, pp. 185-186.
135. ↑  Gallina, Tabacco e Merlo, 2001, pp. 187-189.
136. ↑  Gallina, Tabacco e Merlo, 2001, pp. 188-189.
137. ↑   Mieszko I, in Treccani.it – Enciclopedie on line, Roma, Istituto dell'Enciclopedia Italiana.
138. ↑   Stefano I il Santo (Szent István), primo re d'Ungheria, in Enciclopedia Italiana, Roma, Istituto dell'Enciclopedia Italiana.
139. ↑   Borivoj, in Enciclopedia Italiana, Roma, Istituto dell'Enciclopedia Italiana.
140. ↑  Gallina, Tabacco e Merlo, 2001, pp. 190-194.
141. ↑  Gallina, Tabacco e Merlo, 2001, pp. 195-197.
142. ↑  Gallina, Tabacco e Merlo, 2001, pp. 156-157.
143. ↑  Gallina, Tabacco e Merlo, 2001, pp. 197-198.
144. ↑  Gallina, Tabacco e Merlo, 2001, p. 159.
145. ↑  Gallina, Tabacco e Merlo, 2001, pp. 175-176.
146. ↑  Gallina, Tabacco e Merlo, 2001, pp. 177-179.
147. ↑  Gallina, Tabacco e Merlo, 2001, pp. 199-200.
148. ↑  Gallina, Tabacco e Merlo, 2001, pp. 200-201.
149. ↑  D'Acunto, 2020, pp. 11-16.
150. ↑  Blumenthal, 1990, pp. 79-80, 86-87.
151. 1 2  Violante e Fried, 1993, pp. 20-21.
152. ↑  Montanari, 2006, pp. 138-139.
153. ↑  D'Acunto, 2020, p. 81.
154. ↑  Cantarella, 2005, p. 11.
155. ↑  Violante e Fried, 1993, p. 111.
156. ↑   Gregorio VII papa, santo, in Enciclopedia Italiana, Roma, Istituto dell'Enciclopedia Italiana.
157. ↑  Montanari, 2006, pp. 139-140.
158. ↑  Blumenthal, 1990, pp. 162-165, 222-223.
159. ↑  Musselli, 2007, p. 35.
160. 1 2  Montanari, 2006, p. 141.
161. 1 2 3  Padoa-Schioppa, 2007, p. 72.
162. ↑  Verger, 1997, pp. 52-53.
163. ↑  Montanari, 2006, pp. 138-140.
164. ↑  Verger, 1997, pp. 54-55.
165. ↑   Umberto di Silva Candida, cardinale, in Enciclopedia Italiana, Roma, Istituto dell'Enciclopedia Italiana.
166. ↑  Montanari, 2006, p. 138.
167. ↑   Paolo VI, papa, santo, in Dizionario biografico degli italiani, Roma, Istituto dell'Enciclopedia Italiana.
168. ↑   Scisma, in Enciclopedia Italiana, Roma, Istituto dell'Enciclopedia Italiana.
169. ↑  Gallina, Tabacco e Merlo, 2001, pp. 231-232.
170. ↑  Gallina, Tabacco e Merlo, 2001, p. 232.
171. ↑  Violante e Fried, 1993, p. 20.
172. ↑  Gallina, Tabacco e Merlo, 2001, pp. 233-234.
173. ↑  Riley-Smith, 2017, pp. 38-39, 56-57, 69.
174. ↑  Riley-Smith, 2017, pp. 90-92.
175. ↑  Riley-Smith, 2017, pp. 138-139.
176. ↑  Cardini, 2011, pp. 36-38.
177. ↑  Riley-Smith, 2017, pp. 197-198.
178. ↑  Montanari, 2006, pp. 173-175.
179. ↑  Riley-Smith, 2017, pp. 244-247.
180. ↑  Le Goff, 1996, pp. 145-147.
181. ↑  Riley-Smith, 2017, p. 293.
182. ↑  Le Goff, 1996, pp. 237-238.
183. ↑  Riley-Smith, 2017, p. 314.
184. ↑  Cardini, 2011, p. 70.
185. ↑   Templari, ordine dei, in Treccani.it – Enciclopedie on line, Roma, Istituto dell'Enciclopedia Italiana.
186. ↑  Verger, 1997, pp. 54-56.
187. ↑  Verger, 1997, p. 56.
188. ↑  Musselli, 2007, pp. 35-37.
189. ↑  Padoa-Schioppa, 2007, p. 99.
190. ↑  Musselli, 2007, pp. 36-37.
191. ↑  Padoa-Schioppa, 2007, pp. 99, 101-102.
192. ↑  Musselli, 2007, pp. 40-42.
193. ↑   Gotica, arte, in Enciclopedia Italiana, Roma, Istituto dell'Enciclopedia Italiana.
194. ↑   Questione degli universali, in Enciclopedia Italiana, Roma, Istituto dell'Enciclopedia Italiana.
195. ↑  Verger, 1997, pp. 56-57.
196. ↑  Azzara, 2006, pp. 73-74.
197. ↑  Musselli, 2007, p. 47.
198. ↑  Azzara, 2006, pp. 75-76.
199. ↑  Azzara, 2006, pp. 77-78.
200. ↑  Azzara, 2006, p. 74.
201. ↑  Bolognini, 1991, p. 86.
202. ↑   Girolamo Arnaldi, Latranense IV, concilio di, in Enciclopedia fridericiana, Roma, Istituto dell'Enciclopedia Italiana, 2005.
203. ↑  Montanari, 2006, pp. 223-225.
204. ↑   Papa Gregorio X, in Dizionario biografico degli italiani, Roma, Istituto dell'Enciclopedia Italiana.
205. ↑  Broadbent, 1931, p. 44.
206. ↑  Broadbent, 1931, p. 41.
207. ↑  Strayer, 1971, p. 186.
208. ↑  Broadbent, 1931, p. 86.
209. ↑  Strayer, 1971, p. 214.
210. ↑   Genocidio, in Enciclopedia delle scienze sociali, Roma, Istituto dell'Enciclopedia Italiana, 1991-2001.
211. ↑  Gallina, Tabacco e Merlo, 2001, pp. 258-259.
212. ↑  Gallina, Tabacco e Merlo, 2001, pp. 256-257.
213. ↑  Gallina, Tabacco e Merlo, 2001, p. 262.
214. ↑  Martina, 1984, p. 64.
215. ↑  Martina, 1984, pp. 61-62.
216. ↑  Martina, 1984, p. 62.
217. ↑  Martina, 1984, p. 63.
218. ↑  Martina, 1984, pp. 64-65.
219. ↑  Martina, 1984, p. 65.
220. ↑  Gallina, Tabacco e Merlo, 2001, pp. 278-279.
221. ↑  Gallina, Tabacco e Merlo, 2001, p. 281.
222. ↑  Gallina, Tabacco e Merlo, 2001, p. 280.
223. ↑  Musselli, 2007, pp. 53-53.
224. ↑  Martina, 1984, pp. 67-68.
225. ↑  Gallina, Tabacco e Merlo, 2001, p. 284.
226. ↑  Martina, 1984, pp. 66-67.
227. ↑   Bolla d'oro, in Treccani.it – Enciclopedie on line, Roma, Istituto dell'Enciclopedia Italiana.
228. ↑  Kelly, 1989, p. 564.
229. ↑   Scisma, in Enciclopedia Italiana, Roma, Istituto dell'Enciclopedia Italiana.
230. 1 2  Fink, 1987, p. 68.
231. ↑  Azzara, 2006, p. 95.
232. ↑  Azzara, 2006, p. 96.
233. 1 2  Montanari, 2006, p. 254.
234. ↑  Azzara, 2006, pp. 96-98, 101-102.
235. ↑   Selgiuchidi, in Enciclopedia Italiana, Roma, Istituto dell'Enciclopedia Italiana.
236. 1 2  Montanari, 2006, p. 184.
237. ↑   FERRARA-FIRENZE, Concilio di, in Enciclopedia Italiana, Roma, Istituto dell'Enciclopedia Italiana.
238. ↑   Costantinopoli, in Enciclopedia Italiana, Roma, Istituto dell'Enciclopedia Italiana..
239. ↑  Felici, 2016, pp. 32-33.
240. ↑   John Wycliffe, in Enciclopedia Italiana, Roma, Istituto dell'Enciclopedia Italiana.
241. ↑   Jan Hus, in Treccani.it – Enciclopedie on line, Roma, Istituto dell'Enciclopedia Italiana.
242. ↑  Smolinsky, 1995, pp. 7-9.
243. ↑  Filoramo e Menozzi, 2008, pp. 6-9.
244. ↑  Herm, 1985, pp.